# Magyarország viszonyulása az Ukrajna elleni 2022-es orosz invázióhoz

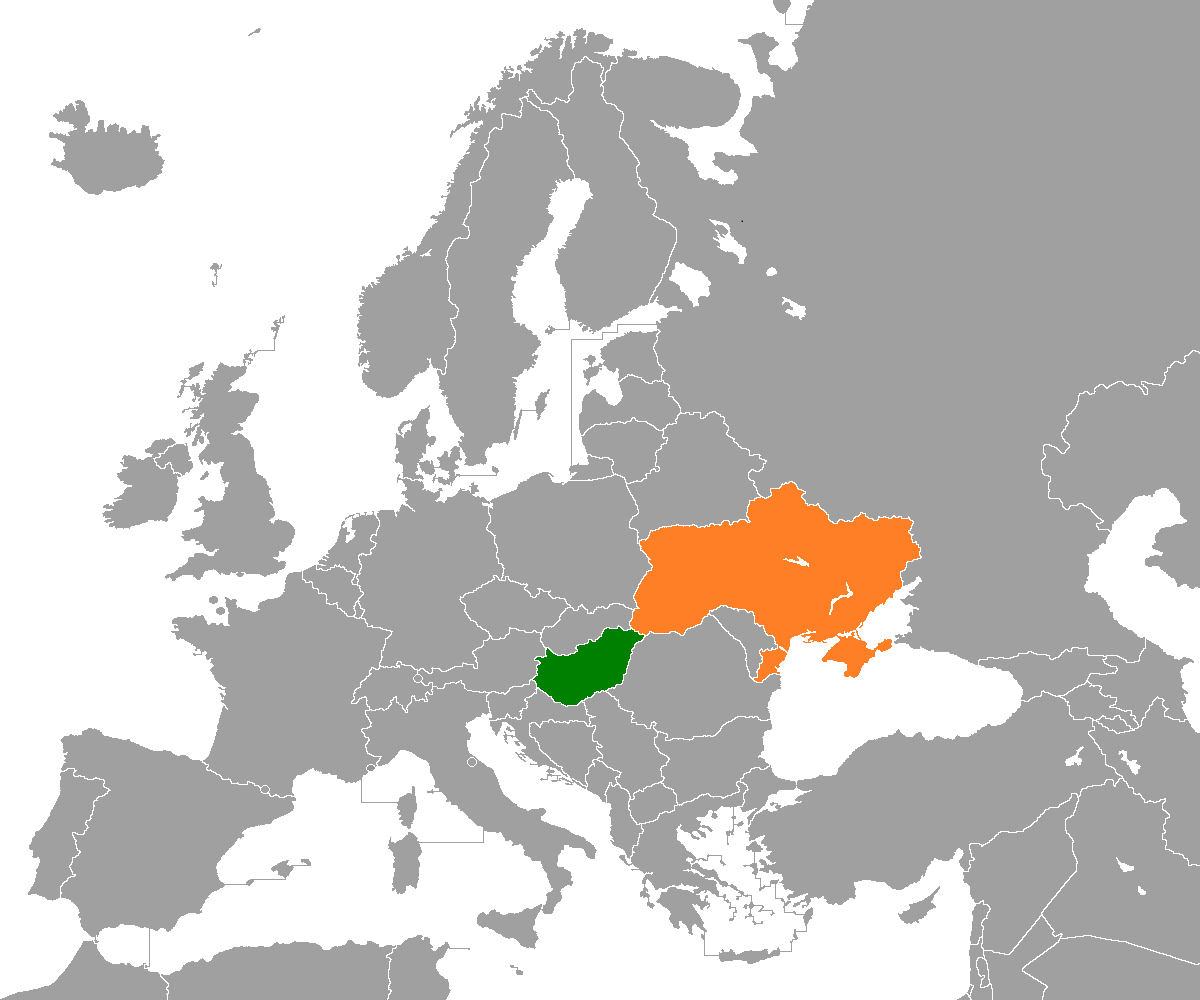
Magyarország és Ukrajna elhelyezkedése

Magyarország viszonyulása az Ukrajna elleni 2022-es orosz invázióhoz a háború kezdete óta disszonáns. Az Európai Unió és NATO-tag Magyarország egyike volt azon kevés európai államnak, amelyik nem adott katonai segélyt, és nem engedte át más országok hadi jellegű szállítmányait sem. Ugyanakkor 2024-ben Magyarország biztosította Ukrajna áramellátásnak a jelentős részét.A magyar kormányt sok kritika érte a háborúhoz való hozzáállása miatt, belföldön és külföldön egyaránt: Orbán Viktor magyar miniszterelnök elítélte ugyan a háborút, de számos megnyilvánulása az agresszor Oroszország helyett a megtámadott Ukrajnát, a nyugati országokat és szervezeteiket, valamint politikai ellenzékét igyekezett felelősnek beállítani a háború elhúzódásáért és annak gazdasági következményeiért.
Magyarországi civil szervezetek segítették az ukrán menekülteket és annak ellenére, hogy a határ menti települések azt jelentették, hogy alig kaptak állami segítséget az ukránok segítésére, a kormány több imázsvideót készített a menekültek megsegítéséről Orbán főszereplésével. A magyar kormány ellentmondásosan viselkedett az invázió közben, gyakran máshogy nyilatkoztak egyes javaslatokról belföldön és külföldön, és ez éles kritikákat váltott ki bel- és külföldön, különösen az Európai Unióban.

## ENSZ-szavazások
2022 február 28-án az Egyesült Nemzetek Szervezete Közgyűlése megnyitotta 11. rendkívüli ülésszakát, amely az Ukrajna elleni orosz invázió témájával foglalkozott. A közgyűlés 2023 februárjáig 6 határozatot fogadott el, Magyarország ezek mindegyikén szavazott.
| Határozat | Dátum       | Tartalma | Magyarország szavazata |
| --------- | ----------- | --- | ---------------------- |
| ES-11/1   | 2022.03.02. | Követeli az orosz csapatok azonnali kivonását Ukrajnából és elítéli Oroszország azon döntését, hogy elismeri a Donyecki és a Luhanszki Népköztársaság függetlenségét.                                                               | Támogatta              |
| ES-11/2   | 2022.03.24  | Mély aggodalomnak ad hangot a civil lakosság és az infrastruktúra elleni orosz támadások miatt és újból elítéli az inváziót. | Támogatta              |
| ES-11/3   | 2022.04.07. | Felfüggeszti Oroszország tagságát az ENSZ Emberi Jogi Tanácsában, az állam által elkövetett súlyos és szisztematikus emberi jogi jogsértések miatt.                                                                                 | Támogatta              |
| ES-11/4   | 2022.10.12. | Kimondja, hogy a Zaporizzsjai, Herszoni, Donecki és Luhanszki területeken végrehajtott orosz népszavazások érvénytelenek és illegálisak voltak. Valamennyi országot felszólítja hogy ne ismerjék el a területek orosz annektálását. | Támogatta              |
| ES-11/5   | 2022.11.14. | Felszólítja Oroszországot, hogy fizessen háborús jóvátételt Ukrajnának. | Támogatta              |
| ES-11/6   | 2023.02.23. | Törekvés egy igazságos és tartós béke létrehozására Ukrajnában az Egyesült Nemzetek Alapokmányának elvei mentén, Ukrajna területi integritásának teljes tiszteletben tartásával.                                                    | Támogatta              |

## Segélyek, a menekülthelyzet kezelése

### Segélycsomagok
Magyarország kormánya az egyik az Európai Unióban, amely nem szállít Ukrajnának önvédelmi hadianyagot, illetve nem enged át az országon más tagállamok által küldött hadieszközöket. Az ellenzék e „hintapolitika” miatt többször kritizálta a kormányt.
Február 27-én Szijjártó Péter, Kárpátalja kormányzójával, Viktor Mikitával közösen tartott sajtótájékoztatóján bejelentette, hogy Magyarország közel 30 ezer tonna élelmiszerrel és üzemanyaggal segíti Ukrajnát a humanitárius katasztrófa enyhítése céljából. Március 2-án Orbán Viktor bejelentette az ország történetének egyik legnagyobb humanitárius akcióját, amin keresztül első lépésben 600 millió forint értékben küld élelmiszert, higiéniai eszközöket és gyermekápolási termékeket humanitárius segítségként Ukrajnába. Március 5-től működésbe lépett a kormány által létrehozott és február 26-án bejelentett, Híd Kárpátaljáért program. E keretében, a 1357-es nemzeti segélyvonalat hívók, hívásonként 500 forinttal tudták támogatni a Híd Kárpátaljáért összefogást. A programban a magyar Katolikus Karitász, a Magyar Máltai Szeretetszolgálat, a Magyar Ökumenikus Segélyszervezet, a Magyar Református Szeretetszolgálat, a Baptista Szeretetszolgálat Alapítvány és a Magyar Vöröskereszt is részt vesz.
December 6-án az uniós pénzügyminiszterek tanácsán, az Ecofinen csak Magyarország nem szavazta meg az Ukrajnának szánt segélyalapról szóló döntést. Itt is a segély miatt szóba került közös uniós hitelfelvétel elutasítása volt az indok, ugyanakkor a pénzügyminiszteri szavazás nem volt végleges erejű. Magyarország ezzel a többedik alkalommal vétózta meg egyedüliként az Unió tagállamainak szándékát a háború kitörése óta. Rácz András oroszország-szakértő vélemény szerint ez a lépés diplomáciailag és szakmailag is súlyos melléfogás, mert ettől még dönthet az Unió másképp, ráadásul a tagállami segítség, amire Orbán is utalt korábban drágább hitellel jár, mintha az Unió tenné, mert a közösség nagyobb piaci befolyással rendelkezik. A magyar kormány már tagadni próbálta a történteket a hazai médiákban, a Pénzügyminisztérium közleményében az szerepelt, hogy: „A sajtóban ma tévesen megjelent hírekkel ellentétben az Ecofin 2022.12.06-án tartott ülésén nem szerepelt napirenden Ukrajna 18 milliárd eurós támogatása. Minden ilyen állítás álhír.” Később Orbán és Szijjártó Péter is tagadta az erről szóló híreket, ugyanakkor a külföldi sajtóban egyértelműen vétóként értékelték a lépést. Igaz, hogy a december 6-i döntés – ahogy fentebb is szerepelt – valóban nem magáról a segély odaítéléséről szólt, hanem annak pénzügyi feltételeinek kialakításáról, de a magyar vétó ezt is megakadályozta.

### A menekülthelyzet Magyarországon

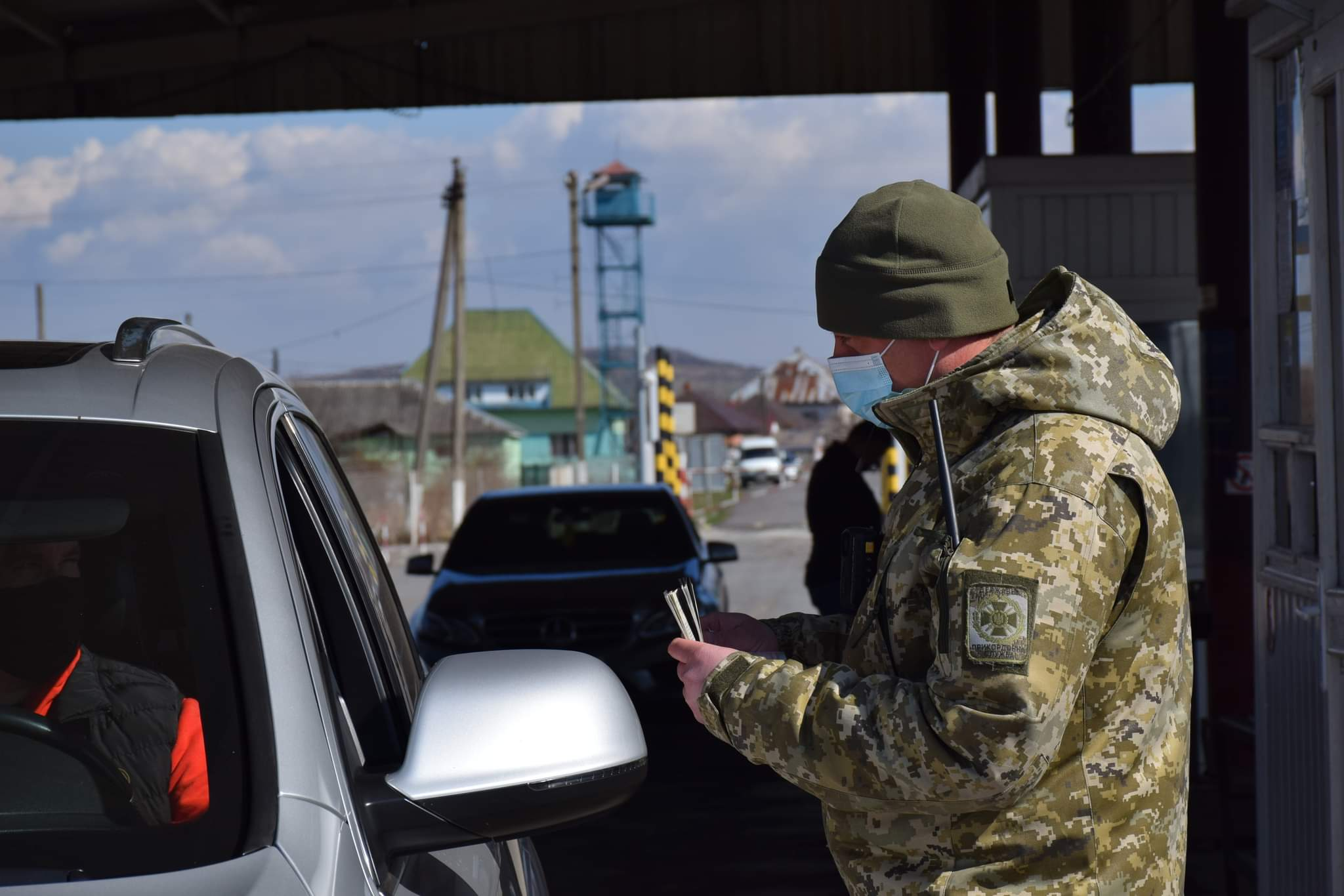
Ukrán menekültek a magyar határon

Több civil szervezet és magánszemélyek is segítséget nyújtottak a Magyarországra érkező ukrán menekültek számára, főleg a határon és a fővárosi pályaudvarokon. Közben a kormány több imázsvideót készített a menekültek megsegítéséről Orbán főszereplésével, a civilek és a határon lévő települések, ahova a menekültek érkeztek viszont arról számoltak be, hogy nem igazán kaptak állami segítséget a munkájuk koordinálásához, sok mindent saját szervezésben voltak kénytelenek megoldani a sokszor családok, idősek, kisgyerekek vagy várandós nők szükségleteit illetően. A kormány segítséget ígért a Magyarországon maradó menekülteknek, bár azoknak egy százaléka sem kívánt Magyarországon maradni, de megkeresésre sem részletezte ennek módját a kormány. Felmerült a koronavírus tesztelésének kérdése is a menekültek kapcsán a kontinensen 2020-ban kezdődött Covid19-pandémia miatt. A kormányzat csak később jelentett be operatív intézkedéseket. Március 13-án Szijjártó Péter több bejelentést tett a Magyarországra érkezett menekültek támogatása kapcsán: kifejtette, azon munkaadók, akik Ukrajnából érkezett menekülteket alkalmaznak és hosszú távon gondoskodnak elhelyezésükről, szállásukról, valamint a foglalkoztatás helyére, azaz munkahelyükre való eljutásukról, támogatásra számíthatnak. Ezen támogatás havonta 60 ezer forintot jelentett foglalkoztatott menekültenként, és további 12 ezer forintot gyermekeikként. A kormány további bejelentett segítő intézkedései között volt, hogy a határátlépést 24 órássá tette a bajbajutottaknak a mihamarabbi átjutás érdekében, azonnali segítségpontok létrehozása a határ menti településeken, több településen 24 órás orvosi ügyelet és Covid-szűrés biztosítása.

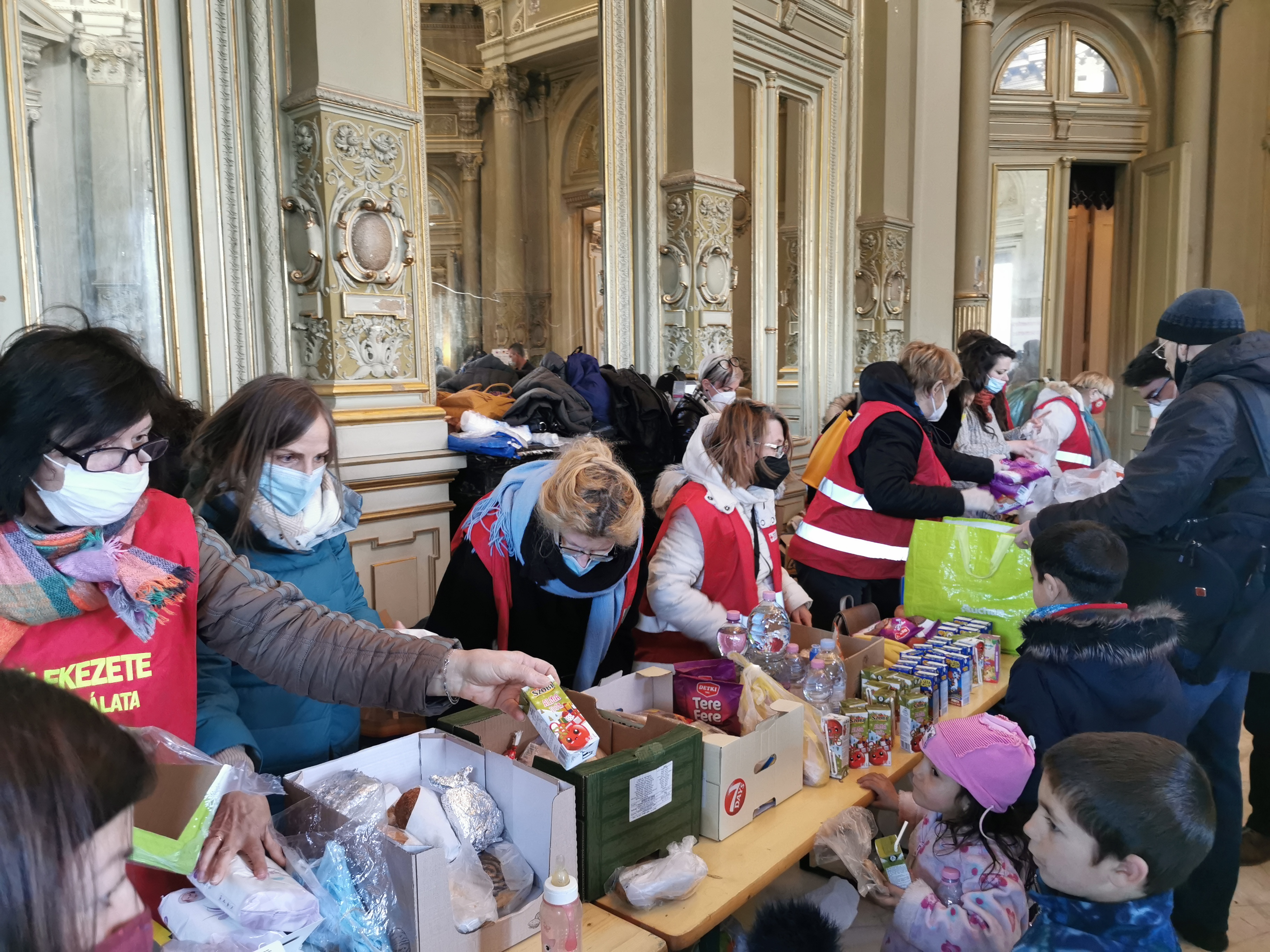
Ukrajnai menekülteknek segítenek civilek az egyik magyarországi segítségponton

A Katasztrófavédelem szervezte az elszállásolását az arra igényt tartóknak. Továbbá Magyarország biztosította, hogy ha valaki menekültstátuszt szeretne, a kérelmeket gyűjtőpontokon és a városokban lévő ügyfélszolgálatokon is be lehet nyújtani. A MÁV különvonatokat indított és térítésmentesen jegyeket biztosított a rászorulóknak. A Volánbusz is több különbuszt indított a menekültek szállítására. Magyarország a nagy segélyszervezeteknek 1,3 milliárd forintos támogatást biztosított. A kormány létrehozta a humanitárius tanácsot, azzal a céllal, hogy a segélyszervezetek munkáját koordinálják, adományt gyűjtsenek és azt az érintetteknek szállítsák, illetve egy külön munkacsoport segíti a munkát vállalni akaró menekültek munkába állásának folyamatát. A Nyugati pályaudvaron azonban kevéssé voltak érzékelhetők a kormány által emlegetett támogatások, a menekültek segítését továbbra is javarészt civilek végezték. A kormányzat végül március 21-ével megszüntette a pályaudvarok civil kezdeményezésű ellátó helyeit, és a BOK Sportcsarnokba irányított minden újonnan érkező menekültet, ahol továbbra is a korábbihoz hasonló ellátásban részesültek. Ide Kőbánya felső vasútállomásról buszokkal utaztatták a menekülteket. György István államtitkár szerint a kormányzat azért döntött csak három héttel a háború kitörése után a sportcsarnoki tranzitváró létrehozásáról, mert hírek szerint a várható menekültszámok növekedése „új minőséget igényel”, ezen kívül vissza akarták adni a hosszabb menekültellátásra nem alkalmas pályaudvarokat az utazóközönségnek, a civileknek pedig megköszönte az addigi munkájukat. György szerint a kormány a korábbi időszakban is elvégezte a feladatát a pályaudvarokon, és partnerként tekintenek azokra a szervezetekre, akik segítik a munkát – noha a civilek szerint sokáig ők csináltak szinte mindent.
2024. augusztus 21-én lépett életbe az a rendelet, aminek értelmében csak „Ukrajna katonai műveletekkel közvetlenül érintett közigazgatási egységeit” érintő területről érkezők lesznek jogosultak lakhatási támogatásra Magyarországon. Augusztus végétől az újonnan érkezőknek az állam csak akkor biztosít egy hónapig vagy a menekültügyi eljárás végéig szálláshelyet, ha olyan helyről menekültek, ahol harcok vannak. Azt, hogy mely területeket sorolnak be a katonai műveletekkel közvetlenül érintettek közé, Pál Norbert az orosz-ukrán háború elől Magyarországra menekülő személyekért felelős kormánybiztos fogja összeállítani, Szalay-Bobrovniczky Kristóf honvédelmi- és Szijjártó Péter külügyminiszter segítségével. A Magyar Helsinki Bizottság szerint semmit nem tudni arról, milyen szempontok alapján dönti el a kormánybiztos, ki mehet és ki maradhat. Arról sincs információ, hogy az érintetteknek lesz-e jogorvoslati lehetősége, ha nem értenek egyet a döntéssel. A rendelet szerint augusztus 21-től egyedül a Magyar Máltai Szeretetszolgálat jogosult közösségi szállásokon elhelyezni az erre jogosult menedékeseket – igaz, szerződhet más szervezetekkel. A rendelkezés hatására Kocs településen gyakorlatilag utcára is tették a feltételeknek nem megfelelő menekülteket, köztük családokat is. Az ENSZ  Menekültügyi Főbiztossága (UNHCR) közleményben fejezte ki aggodalmát az Ukrajnából érkező menekültek magyarországi elszállásolását átalakító jogszabályi változtatások miatt, mint írták „a lakhatással kapcsolatos módosításoknak ugyanis fokozatosnak kell lenniük ahhoz, hogy senki ne váljon hajléktalanná a drasztikus jogszabályi változtatások miatt.” Bár Gulyás Gergely miniszterelnökségi miniszter azt nyilatkozta, hogy a kormány felvette a kapcsolatot a Magyar Máltai Szeretetszolgálattal, így a kocsi menekültek „biztonságban, fedél alatt töltötték az éjszakát,” azok mégis az utcán éjszakáztak, majd másnap buszokkal szállították el őket ideiglenes szállásokra augusztus végéig.

### „Hadifoglyok” Magyarországon
Az Orosz ortodox egyház 2023. június 8-i közlése szerint Oroszország által elfogott, Ukrajna oldalán harcoló kárpátaljai származású katonák egy része került ekkor Magyarországra, amiről viszont az ukrán felet állítása szerint nem értesítették. Semjén Zsolt miniszterelnök-helyettes később azt nyilatkozta, hogy mindez az Orosz ortodox egyház gesztusa Magyarország iránt, ezek az emberek ennek köszönhetik a szabadságukat. Hozzátette, hogy „ez emberi és hazafias kötelessége”. Kérdésessé vált az ügyben, hogy jogszerűen tartózkodnak e a hadifoglyok Magyarországon, az incidens miatt Ukrajna felvette a kapcsolatot a magyar külüggyel, miután nem volt tudomása az átadásról, és bekérették a magyar nagykövetség ügyvivőjét. Ukrán közlés szerint az értesítés elmaradása után az a gyanú is felmerült Ukrajnában, hogy a foglyok tisztázatlan szabadon bocsátását Oroszország ukránellenes propagandára kívánja felhasználni magyar közreműködéssel. Szergej Sojgu orosz védelmi miniszter tagadta, hogy Oroszország hadifoglyokat adott volna át Magyarországnak. Későbbi értesülések szerint Semjén egyedül intézte ezt a kiadatást magyar részről a magyar kormány értesítése nélkül, ami belső konfliktusokat is okozott.
Az Ukrajinszka Pravda június 16-i közlése szerint Oleh Kotenko eltűnt személyekért felelős ukrán biztos információkhoz jutott a hadifoglyokkal kapcsolatban. Ugyanakkor Ukrajna napokkal később is elégedetlenségének adott hangot, amiért továbbra sem tudja felvenni a kapcsolatot a hadifoglyokkal, és a magyar külügy sem reagált a megkeresésére, ezért hazugsággal vádolták a magyar államot. Közben a kormány azt közölte, hogy a 11 ember jog szerint már nem hadifogoly, oda mennek, ahova szeretnének. Az eset után az Európai Bizottság is érdeklődött, akik ugyanúgy felszólították Magyarországot a részletek tisztázására. Az ügy tovább bonyolódott, mikor Andrij Juszov ukrán katonai hírszerzési szóvivő azt nyilatkozta, hogy Magyarország jelentkezett az oroszoknál a hadifoglyok ügyében, akiket egy lista alapján válogattak ki, az átadott foglyok viszont Magyarországon sem mozoghattak szabadon és elkülönítve tartották őket, ahol nem vehették fel Ukrajnával a kapcsolatot. Juszov szerint Ukrajna tudott a készülő akcióról, a magyar fél viszont letagadta, hogy ilyesmire készülne, mikor erről érdeklődtek. Közben három ember szabadon bocsátásra került, akik ezt képpel is tudatták. Szijjártó Péter külgazdasági és külügyminiszter úgy nyilatkozott az esetről: „Szeretném ismét világossá tenni, hogy az Orosz Ortodox Egyház és a Magyar Máltai Szeretetszolgálat között volt kapcsolatfelvétel, ennek eredményeként érkezett Magyarországra tizenegy volt hadifogoly. Mi ezt nem elleneztük természetesen, miért elleneztük volna?” Szijjártó azt is tagadta, hogy a kormány közreműködött volna a kiadatásban (noha tudomása a jelek szerint volt róla), és hogy a volt hadifoglyok ne mozoghattak volna szabadon. Gulyás Gergely Miniszterelnökséget vezető miniszter közlése szerint nem volt értesítési kötelezettségük Ukrajna felé, mert a katonák nem hadifogolyként, hanem már szabad emberként érkeztek Magyarországra. Utóbb kiderült, hogy a tizenegy fogoly közül csak egy volt magyar származású.

## A magyar kormány felszólalásai, reakciói az invázióval kapcsolatban

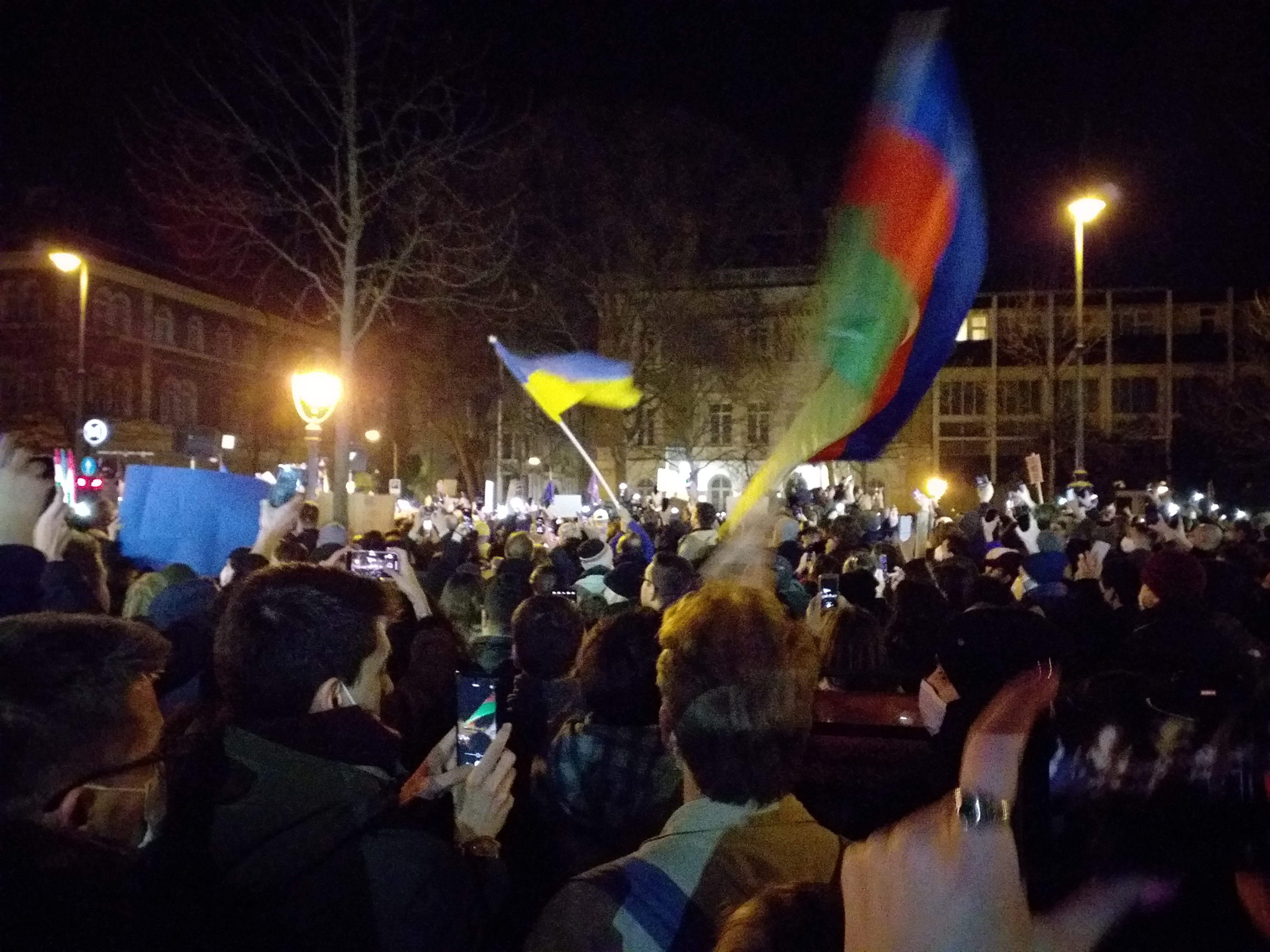
Tüntetés Magyarországon a háború kitörése után

Az Orbán-kormány részéről többször elhangzott, hogy a hadművelet kezdetétől fogva Európában két politikai vezetés volt, amik következetesen a békére szólítottak fel: a Vatikán és Magyarország. Orbán Viktor miniszterelnök kezdettől a háborúból való kimaradást hangsúlyozta, miközben egyetértett a NATO-szövetséges országokkal, és elítélte a háborút. Egy 2022 június végén készített magyarországi közvélemény-kutatás szerint az európai vezetők között a leginkább békepárti Orbán Viktor és Ferenc pápa volt. Ugyanakkor a „béke” csak általánosságban hangzott el az Orbán-kormánytól, konkrét elképzelések nélkül, amire a feltételek sem adottak. Orbán később azt mondta, hogy a kormány támogatja Kína időközben megjelent béketervét is.
Március 21-én Orbán Viktor veszélyes NATO-javaslatokról beszélt, úgy fogalmazott: „veszélyes javaslatok vannak a NATO asztalán,” mivel vannak tagállamok, amik ismét felvetették, hogy légtérzárat hozzanak létre Ukrajna felett; „a NATO azonban egy védelmi szövetség” – szögezte le a kormányfő, hozzátéve: „arra képesek és alkalmasak vagyunk, sőt az kötelességünk is, hogy egymást megvédjük, de a NATO területén kívül katonai akciókba bonyolódni nem dolga a NATO-nak,” illetve: „Magyarország álláspontja világos, sem katonát, sem fegyvert nem akarunk küldeni a NATO területén túlra” – jelentette ki.
Kormánypárti publicisták közben több, Ukrajnát és vele szolidáris nyugati szövetségest is kritizáló megjegyzést tettek közzé, így tett többek közt Bayer Zsolt és Kovács András, az Origo.hu újságírója is. Más kormánypárti publicisták is EU és ukrán-kritikus cikkeket, véleményeket publikáltak.
Kövér László házelnök május 15-én a Hír TV-n, Bayer Zsolt műsorában úgy értelmezte a konfliktust, hogy azt valójában az Egyesült Államok és Kína vívja egymás közt, mindezt pedig azzal az EU-kritikus véleményével magyarázta, miszerint az Unió gyenge szövetség, amit alapvetően az Egyesült Államok érdeke és befolyása tart fenn. Később úgy fogalmazott Volodimir Zelenszkijről, hogy „pszichés problémája van”, mert szerinte az ukrán elnök „követelődzik és fenyeget”. Az ukrán elnöki hivatal élesen bírálta Kövér szavait.

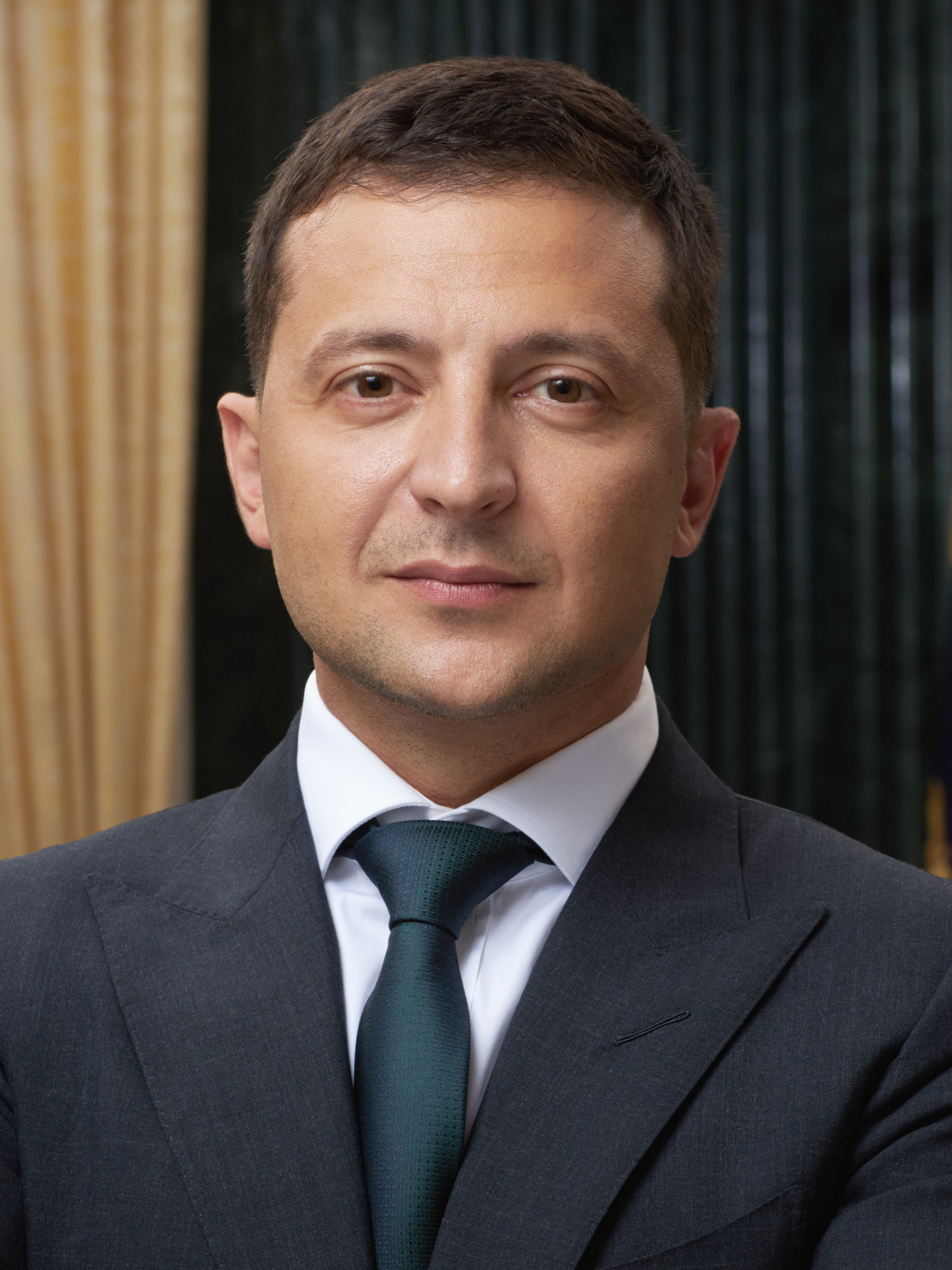
Volodimir Zelenszkij

2022. június 21-én Volodimir Zelenszkij telefonon felhívta Orbán Viktort, hogy Ukrajna európai integrációjáról, a háborús menekültek befogadásáról valamint a magyar-ukrán együttműködés egyéb területeiről tárgyaljon. A magyar miniszterelnök jelezte, hogy nyitott az ország megsegítésére és uniós tagjelölti státuszának támogatására.
2022. július 7-én derült ki, hogy Ukrajnában járt egy küldöttséggel Ruszin-Szendi Romulusz, a Magyar Honvédség parancsnoka. A látogatásról az ukrán hadsereg vezérkarának Facebook-oldaláról szerzett tudomást a magyar közvélemény, eszerint a magyar parancsnok Valerij Zsaluzsniyijjal, az ukrán hadsereg főparancsnokával is találkozott, és szakmai, baráti kapcsolatról, valamint katonai együttműködésről volt szó. A magyar küldöttség nagyobb körutat is tett Ukrajnában. Ennek azért volt jelentősége, mert az Orbán-kormány korábban úgy kommunikált a háborúval kapcsolatban, hogy „abból Magyarországnak ki kell maradnia”. Orbán Viktor 2022 júliusában megállapította az Európai Unió tagországai által Oroszországgal szemben alkalmazott szankciók kapcsán: „a szankciós politika az nemcsak nem váltotta be a hozzá fűzött reményeket, hanem ellenkező hatást váltott ki, mint ahogy azt tervezték. Azt gondolták, hogy a szankciós politika az majd jobban fog fájni az oroszoknak, mint az európaiaknak, ez nem így történt, nekünk fáj jobban. Azt gondolták, hogy a szankciós politika segítségével a háborút le lehet rövidíteni, mert Oroszország meggyengítésén keresztül hamar lehet sikert elérni. Ez sem vált be.”
Orbán 2022. július 23-án Tusnádfürdőn tartott beszédében a háborúra is kitért, ahol alapvetően az Európai Uniót, a NATO-t és azok intézkedéseit kritizálta. Mint egyebek mellett fogalmazott:
- „Mi magyarok vagyunk az egyetlenek, akik az ukránokon kívül meghalnak abban a háborúban”, amit 86 állítólagos kárpátaljai magyar halálesetével indokolt;
- „Ha most Donald Trump lenne az amerikai elnök, Angela Merkel pedig a német kancellár, akkor az orosz-ukrán háború sohasem robban ki”;
- „Az oroszok egy nagyon világos biztonsági igényt fogalmaztak meg, ezt elküldték a NATO-nak és az USA-nak is. Azt követelik, hogy Ukrajna soha ne legyen a NATO tagja és vállaljuk, hogy soha nem helyezünk el olyan fegyvereket Ukrajna területén, amely eléri Oroszország területét.” A NATO ezt visszautasította és tárgyalni sem akar róla, szerinte ezért Oroszország fegyverrel próbál érvényt szerezni. Később kijelentette: „Az oroszok egy katonanép, amely csak biztonságban gondolkodik”, szerinte az Ukrajnának küldött fegyvereket az oroszok szerzik meg, ami a háború meghosszabbítását jelenti;
- Szerinte Ukrajna minél több nyugati országot akar bevonni a háborúba, miközben Oroszországnak nem célja a NATO megtámadása;
- Szerinte az Uniónak Ukrajna és Oroszország közé kell állnia, ahelyett, hogy szankciókkal sújtja Oroszországot, amivel szerinte az Unió jár rosszul, miközben Oroszország és az USA nem, mert el tudják magukat energiával látni.[79]

Orbán a november 18-i rádióinterjújában már valótlanul egyenesen úgy fogalmazott, hogy „Magyarország sosem támogatta a szankciókat, és sosem szavazta meg őket, amikor csak lehetett, mentességet harcolt ki”, noha ez nem volt igaz, ezen kívül azt ecsetelte, hogy a háború és a szankciók szerinte milyen károkat okoztak Magyarországnak.
Magyar közjogi méltóság csak 2022 novemberében tette tiszteletét Ukrajnában a háború kitörése óta, az Európai Unió államai közül utolsóként, mikor november 26-án Novák Katalin köztársasági elnök ellátogatott Kijevbe, ahova Voldomir Zelenszkij ukrán elnök meghívására érkezett Ingrida Šimonytė litván és Mateusz Morawiecki lengyel miniszterelnök mellett. Novák szintén elítélte Oroszország agresszióját. Novák látogatása jelentős kritikákat váltott ki, a feltehetően kormánypárti szavazók között, a kormány Ukrajnát kritizáló megnyilvánulásai után. Kritikus vélemények szerint Novák megkésett látogatása csak porhintés az oroszbarát gesztusokat mutató Orbán-kormány részéről.
Orbán december 2-i rádióinterjújában is lényegében a korábbi állításait ismételte: a szankciók szerinte nem működnek, az EU Magyarországot nem, de a baloldalt támogatja, és hogy a nyugat nem a békére törekszik, ezért kér költségeket a tagállamoktól Ukrajna támogatására, amivel kapcsolatban úgy fogalmazott, hogy Magyarország „kénytelen-kelletlen, de belátja, hogy támogatni kell Ukrajnát”. A közös Európai Uniós hitel felvételét ezen célból viszont nem támogatja, helyette szerinte mindenki a maga költségvetéséből gazdálkodja ki a támogatást, amit állítása szerint a magyar kormány megtett és 2023-ban Ukrajnának is ad.
2023. január 14-én Szentkirályi Alexandra kormányszóvivő ismertette a háborús szankciók miatt indított nemzeti konzultáció eredményét – ami a korábbi konzultációkhoz hasonlóan minden transzparenciát nélkülözött. A közlemény szerint „csaknem 1,4 millióan töltötték ki és küldték vissza a konzultációs íveket, akiknek 97 százaléka elutasítja az Oroszországgal szembeni uniós szankciókat.” A konzultáció technikai költségei közel 2,7 milliárdra rúgtak. Az Európai Bizottság erre úgy reagált, hogy a 27 tagállam egyöntetűen döntött a szankciókról, ezért a magyar kormánynak a másik 26 tagállamot kell meggyőznie a véleményéről.
2023. január 26-án Orbán Viktor este a Karmelitában fogadta a Mathias Corvinus Collegium médiakonferenciáján részt vevő külföldi újságírók 15 fős csoportját. A beszélgetésen részt vett American Conservative felelős szerkesztője, Rod Dreher összefoglalója szerint Orbán azon a véleményen volt, hogy „a Nyugatnak meg kell értenie, hogy Putyin nem engedheti meg magának, hogy veszítsen, és nem is fog veszíteni, mert jövőre újra választások lesznek, és nem indulhat úgy, mint egy háborút vesztett elnök.” Szerinte az elhúzódó háború miatt Oroszország már nem tud oroszbarát bábkormányt Ukrajna élére állítani, ezért egy „roncs senki földjévé” akarja tenni Ukrajnát, ami már sikerült is, hogy ne legyen érdekes a Nyugat számára, de a NATO jelenlétét mindenképpen meg akarja akadályozni. A Nyugat pedig szerinte nem a győztes oldalon áll, mert a fegyverszállítással is részesévé válik a háborúnak, miközben szerinte Oroszország „hatalmas ország, és hatalmas hadsereget tud mozgósítani, Ukrajna viszont nem képes erre”, ezért a NATO csapatok vagy orosz atomfegyverek bevetését sem zárta ki. A beszélgetésen azt is megemlítette, hogy nem szeretné, hogy Magyarország az Európai Unióban legyen, de nincs más választása, mert exportjának 85 százaléka az Európai Unión belülre irányul. Ez utóbbit a cikkben utólagosan megváltoztatták „személy szerint fájdalmas számára, hogy Magyarország az Európai Unióban van, és ki van szolgáltatva a zaklatásnak, de nem kérdés, hogy Magyarország az Európai Unióban marad, mert a gazdasági jólét függ tőle” szöveggel, amit további EU-kritikus mondatok egészítettek ki. Egy napra rá az ukrán külügyminisztérium bejelentette, hogy bekéreti Magyarország kijevi nagykövetét, hogy tiltakozzon Orbán Ukrajnára tett, „teljességgel elfogadhatatlan” kijelentései miatt.
Volodimir Zelenszkij ukrán elnök 2023. február 9-én az Európai Tanács csúcstalálkozóján találkozott először Orbán Viktorral a háború kitörése óta; az ukrán elnököt vastaps és az uniós vezetők meleg üdvözlete fogadta, Orbán viszont látványosan nem mutatott szimpátiát Zelenszkij felé, a vezetői csoportképen ráadásul közvetlenül az ukrán elnök mögé állították. Később viszont ő is kezet fogott és többedmagával tárgyalt is vele, ugyanakkor a kézfogásról több kép közül egy olyat tettek közzé a közösségi oldalán, ami Zelenszkijre nézve előnytelen benyomást kelt. Orbán a Twitteren úgy kommentálta angolul az eseményeket, hogy Magyarország továbbra is humanitárius és pénzügyi támogatást nyújt Ukrajnának, és azonnali tűzszünetet sürget, majd hozzátette, hogy „Magyarország a béketáborhoz tartozik” – ami a sztálinista idők kommunista propagandakifejezése volt. A Zelenszkijjel folytatott tárgyalás során az ukrán elnök meghívta Orbánt Kijevbe, amire Orbán sajtófőnöke úgy reagált: „Amikor szükséges és időszerű lesz, a miniszterelnök ellátogat Kijevbe.” Végül aztán Gulyás Gergely márciusban közölte, hogy a kárpátaljai magyarokat érintő nyelvtörvény jelenti az akadályát annak, hogy Orbán Kijevbe utazzon, ezért csak ennek módosítása után kerülhet rá sor.
2023. február 16-án a Fidesz képviselői az Európai Parlamentben egységesen nem szavazták meg az egy éve indított orosz inváziót, illetve Alekszej Navalnij, Putyin politikai ellenfele embertelen fogvatartási körülményeit elítélő EP-állásfoglalásokat sem, amit az EP nagy többséggel így is elfogadott.
Orbán a 2023. február 18-án tartott évértékelőjén is beszélt a háborúról és kormánya ahhoz való viszonyulásáról. A beszédében egyértelműen kijelentette: „Fenntartjuk a gazdasági kapcsolatokat Oroszországgal, és ezt javasoljuk szövetségeseinknek is.” Megismételte, hogy Magyarországnak ki kell maradnia a háborúból, ami szerinte azért nem egyszerű NATO- és EU-tagként, mert „ott rajtunk kívül mindenki a háború pártján áll.” Elmondta még, hogy Oroszország nem jelent fenyegetést Magyarországra, mert látható, hogy az orosz haderő nincs abban a helyzetben, hogy megtámadja a NATO-t; hogy stratégiailag ugyanazt akarja minden ország: legyen egy szuverén Ukrajna, Oroszország pedig ne jelentsen veszélyt a többi országra, illetve, hogy a NATO-tagság nem háborús koalíció, és nem arra van, hogy közösen a tagállamok megtámadjanak egy harmadik országot, továbbá hogy a „brüsszeliták még nem adták életüket ebben a háborúban, de magyarok már adták”, ezért „több tiszteletet a magyaroknak Munkácson, Kijevben, Brüsszelben és Washingtonban”; hogy Európa a háborúba sodródás perceit éli, mert Ukrajna fegyverekkel történő segítésével már közvetett háborúban áll Oroszországgal, és hogy „béke akkor lesz, ha az amerikaiak és az oroszok tárgyalnak egymással, minél később, annál nagyobb árat fizetünk.”
Orbán és Szijjártó Péter később úgy fogalmaztak, hogy Európa „háborús pszichózisban” van. Szijjártó azzal verte vissza az oroszbarátság vádját, hogy az oroszokkal fenntartott kapcsolat biztosítja az ország energiaellátását, és szerinte ez is csökkenti a háború eszkalációját. Orbán pedig azt nyilatkozta, hogy „százával veszítjük el a magyarokat a háborúban”, amit külföldi interjúkban is elmondott, noha csak 12 megerősített haláleset történt 2023 februárjáig, és semmilyen hivatalos nyilvántartás nincs erről.
2023 márciusától a világháborús narratíva is a kormányzati kommunikáció homlokterébe került, mikor Orbán arról beszélt egy március 2-án megjelent, svájci lapnak adott interjúban, hogy „az ukránokkal szemben egy 140 millió lakosú atomhatalom áll, az oroszokkal szemben az egész NATO. Ez teszi a dolgot olyan veszélyessé. Patthelyzet van, ami könnyen világháborúvá fajulhat.” Orbán szerint azonban a Nyugat nem képes felismerni ezeket a kockázatokat. Erre később máskor is tett utalásokat, amiket a kormányközeli médiumok is átvettek.
Ugyanakkor a háború egy éves évfordulóján elfogadott nyolcpontos kormányzati javaslatban szerepel, hogy „az Országgyűlés elítéli Oroszország katonai agresszióját, és elismeri, hogy Ukrajnának joga van az önvédelemhez.” Ezen kívül „kifejezi elkötelezettségünket a béke mellett. Azt várjuk el a nemzetközi közösség minden tagjától, hogy a mielőbbi béke érdekében lépjenek fel, és kerüljék azokat a lépéseket, amelyek a háború kiterjedésével járnak.”, ezen kívül elítélik az uniós szankciókat (amelyeket egyébként Orbán Viktor is megszavazott Brüsszelben). A határozat szerint a szankciók nem csillapították a háborút, és az orosz gazdaságot sem kényszerítették térdre.
Az Európai Unió tagországainak igazságügyi miniszterei közül csak a magyar Varga Judit nem írta alá azt a dokumentumot, amiben támogatták a Nemzetközi Büntetőbíróság 2023. március 17-én kiadott Vlagyimir Putyin és gyerekjogi biztosa elleni elfogatóparancsát. Az esetre reflektálva a magyar külügyi szóvivő úgy nyilatkozott: „Hazugság, hogy a kormány megvétózta az Európai Uniós nyilatkozatot a Nemzetközi Büntetőbíróság ügyben.” Szerinte „az igazság az, hogy a kormány azt az álláspontját közölte Josep Borrell külügyi és biztonságpolitikai főképviselővel, hogy tudomásul veszi a Nemzetközi Büntetőbíróság döntését, azt semmilyen módon nem kívánja kommentálni, ha azonban a főképviselő vagy bármely tagállam nyilatkozatot szeretne kiadni, Magyarország nem emel kifogást ellene.” 2023. március 31-én az Országgyűlés békepárti nyilatkozatot fogadott el, amiben elítélték Oroszország agresszióját, a béke mellett foglaltak állást, valamint kritizálták a megfogalmazásuk szerint „brüsszeli szankciós” és a „háborúpárti politikát”.
Orbán a március 31-i rádióinterjújában is tovább ecsetelt egy szerinte lehetséges világháborús kimenetelt, amit csak azonnali tűzszünettel lehet elkerülni. Ezután még az Európai Uniót vádolta „háborúpártisággal”. Kitért arra az eshetőségre is, hogy uniós országok békefenntartókat küldhetnek Ukrajnába, ami Oroszországban nem tetszést váltott ki.
Szijjártó Péter 2023. április 18-án adott interjút a BBC-nek, ahol a magyar kormánnyal kapcsolatos kifogásokkal is szembesítették. Szijjártó itt lényegében a kormány ezzel kapcsolatos korábban elmondott főbb paneljeit ismételte meg, és több vádat is visszautasított, például, hogy nem dolgoznának az orosz energiafüggésről való leválásról, noha megerősítették az orosz együttműködést, mert Szijjártó szerint egyelőre hiányzik az alternatíva infrastruktúrája. Visszautasította még a külföldi „nyomásgyakorlásokra” tett lépéseket, még ha azok a partnerinek mondott Egyesült Államokból érkeznek is. Arra pedig többszöri kérdésre sem válaszolt, hogy Ukrajnát szeretné-e látni a háború győzteseként, Szijjártó szerint „nem létezik katonai megoldás a konfliktusra”.
A Szabad Európa portál egy 2023 tavaszán bemutatott hosszabb elemzésében vizsgálta a magyar és az orosz kormány kölcsönös háborús kommunikációját, ahol az aktuális politikai szempontok szerint változó narratíva mellett az is látszódott, hogy az oroszok is többször hivatkoztak Orbánra és a magyar kormányra a saját, nyugatot kritizáló kampányaikban, egyebek mellett Magyarországot szövetségesként megnevezve.
2023. május 23-án Orbán egy Katarban tartott gazdasági fórumon többek közt úgy fogalmazott a háborúval kapcsolatban, hogy a háború a diplomácia kudarca, és sosem szabadott volna megtörténnie, majd hozzátette: „[Az ukránoknak] nincs esélyük, hogy megnyerjék ezt a háborút” […] „Nem az a fő kérdés, hogy ki támadott meg kit, hanem, hogy mi fog történni a következő reggel: újabb emberek fognak meghalni.” Ezután újra a tűzszünetről és béketárgyalásokról beszélt. Azért is kritizálta Ukrajnát, mert az nem sokkal korábban korlátozta az OTP Bank helyi fiókjainak működését, arra hivatkozva, hogy a bank a helyi korrupciómegelőzési ügynökség szerint „támogatja a háborút Ukrajna ellen”. Orbán szerint „ha Ukrajna pénzügyi támogatást vár tőlünk, akkor tanúsítson tiszteletet, és ne tegye feketelistára a vállalatainkat.” 2023. október 2-án az ukrán korrupciómegelőzési ügynökség véglegesen levette az OTP Bankot a listájáról, miután közleményük szerint megegyeztek a bankkal.
Orbán 2023. június 2-i rádióinterjújában egyebek mellett a tervezett ukrán ellentámadást kritizálta, szerinte „mindenki lelkes Nyugaton az ukrán ellentámadást illetően”, azonban „ha támadok, akkor háromszor akkora a veszteségem, mint annak, aki védekezik. Ilyen körülmények között vérfürdő ellentámadást kezdeni. Még ezelőtt kell tűzszünetet kezdeményeznünk. Politikában a legnagyobb kihívások egyike a saját korábbi hibád beismerése. Olyan mértékig lovalták bele magukat abba, hogy a háborút nyugati támogatással, harcokkal meg lehet nyerni, hogy erről az ösvényről nagyon nehéz lesz letérniük.”
Egy olyan békét hangsúlyozó kormányzati videó is az internetre került 2023. május 30-án, amiben Ukrajna térképén az oroszok által 2014-ben annektált Krím-félszigetet nem Ukrajna részeként ábrázolták, ami újabb diplomáciai surlódást okozott, ezért ezt később javították.
Orbánnal a Bild című német újság is megjelentetett egy interjút 2023. június 27-én, miután Jevgenyij Prigozsin, a Wagner-csoport vezetője nem sokkal korábban fellázadt Putyin és katonai vezetői ellen. Orbán szerint Putyin azzal, hogy 24 órán belül semlegesítette a lázadást erőt mutatott, ezen kívül óvott attól, hogy német vagy magyar felfogásból akarják megérteni Oroszország működését, ami szerinte egy „más világ”. Visszautasította a bírálatokat, hogy a magyarok oroszpártiak lennének, „ez ellentmond a történelmi tapasztalatainknak”, elmondása szerint őt nem érdekli Putyin vagy Oroszország, őt Magyarország és a magyar érdekek érdeklik. Arról is beszélt, hogy Ukrajnának nincs esélye a háború megnyerésére, mert nyugati segítséggel is hamarabb fogy ki a katonákból, a nyugati segítség miatt pedig „már nem szuverén ország”, ezért „Amerikán múlik a béke”. Putyint pedig nem tartja háborús bűnösnek, mert annak megállapítása a háború utáni idők dolga, ha pedig békét szeretnének kötni (ahogy erről Orbán már többször is nyilatkozott), akkor ezt nehéz elérni, ha az egyik felet emiatt „letartóztatás” fenyegeti. Az interjú későbbi szakaszában úgy fogalmazott, hogy „ha akarnám felhívhatnám Putyint”, de nem fogja, mert szerinte neki nincs ajánlata Putyinnak, Magyarország pedig „nem elég erős Európában ahhoz, hogy az eseményeket a béke irányába terelje”. Prigozsin lázadásával kapcsolatban Szijjártó Péter külügyminiszter ugyanekkor azt nyilatkozta, hogy Oroszország miniszterelnök-helyettesével, Szergej Lavrov orosz külügyminiszterrel és Szergej Alejnyik belorusz külügyminiszterrel is egyeztetett, hozzátéve, hogy őt már a helyzet megoldásának nyilvánosságra hozatala előtt tájékoztatta a belorusz külügyminiszter. Ezen kívül kritizálta a „háborúpárti” országokat és elmondta, hogy a magyar kormány nem támogatja a fegyverszállításokat Ukrajnának.
Deutsch Tamás fideszes EP-képviselő 2023. június 25-én, majd néhány nappal később Orbán is azt állították, hogy szerintük az Unió tisztázatlan módon juttat pénzt Ukrajnának a tagállamok beleegyezése nélkül, köztük a Magyarországnak járó pénzeket is, ezzel pedig „a csőd szélére sodorták az Európai Uniót”.
Orbán július 14-i rádióinterjújában elhangzott, hogy „a háború el fog húzódni”, és ez az oka az inflációnak, amivel magunknak kell megküzdeni „fülön vagy üstökön ragadva”. Elmondta, hogy ha a pár nappal korábbi vilniusi NATO-csúcson „Ukrajnát fölvettük volna a NATO-ba, az azonnali világháborút jelentett volna.” – noha korábban is egyértelmű volt, hogy egy országot csak békeidőben vehetnek fel a NATO-ba, különben a szervezet 5. cikke értelmében a NATO is a konfliktus részesévé válna. Orbán szerint „akadtak, akik így is felvették volna Ukrajnát, de a többség nem így gondolkodott.” Az ukránokat is megint kritizálta, mint akik „agresszívek, zsarolnak, de megértéssel kell viszonyulnunk ehhez, hiszen Zelenszkij »a népe megmaradásáért küzd«.” Hozzátette, hogy ha Washington békét szeretne, „az másnap bekövetkezne.”
Szijjártó Péter külgazdasági és külügyminiszter július 20-án kijelentette, hogy minden Ukrajnának nyújtandó anyagi támogatást akadályozni fog a magyar kormány, ameddig az OTP Bank az ukrán szankciós listán van. (Erről október 2-án lekerült.) Arról is beszélt, hogy az Unió a következő négy év során 20 milliárd eurót fordítana fegyverszállításokra, amiből Magyarországra nagyjából 200 millió euró esne, ezzel pedig azt üzenik, hogy a háború még négy évig tartani fog, aminek külhoni magyarok is áldozatai lehetnek. Ezután megint a békéről beszélt. Ezt a véleményét a július 29-én, Esztergomban tartott MCC Feszten is megismételte, ahol az Uniót is kritizálta, amiért a közösségben szerinte „putyinistának” bélyegzik azt, aki békepárti.
Orbán október 16-án Kínába utazott az Egy övezet, egy út konferenciára, itt október 17-én találkozott a háború kirobbanása óta először a nemzetközi elfogatóparancs hatálya alá került Putyinnal, egyetlen uniós miniszterelnökként. Itt kétoldalú nyilvános tárgyalásra is sor került köztük, ahol Putyin úgy méltatta Orbánt: „az európai politikusok azon kis létszámú csoportjához tartozik, akik tudják, hogyan kell megvédeni az érdekeiket, és ő ezt kitartóan, következetesen, véleményem szerint teljesen tapintatosan teszi”. Orbán a magyar–orosz kapcsolatok „nehéz helyzetéről” beszélt, aki a háborút is „katonai műveletnek” nevezte. A találkozót állítólag Orbán a NATO-nak és az EU-nak is előre jelezte, amit szintén állítólag az orosz fél kezdeményezett, és „ez elől kitérni nem volt lehetséges”.
Az EU-tagországok vezetői október végi másfél napos brüsszeli csúcstalálkozójukon egyebek mellett megerősítették, hogy továbbra is támogatják Ukrajnát, ameddig csak szükséges. Orbán itt megpróbálta megváltoztatni közlemény szövegét, hogy csak kétoldalú alapon támogassák az ukrán hadsereget, ezen kívül itt is beszélt arról, hogy szerinte az ukrán ellentámadás nem járt sikerrel és Ukrajna nem fogja megnyerni a háborút. Szalay-Bobrovniczky Kristóf honvédelmi miniszter Németországban járva úgy reagált a német közszolgálati televíziónak arra a kérdésére, miszerint letartóztatnák-e a nemzetközi elfogatóparancs alatt lévő Putyint ha Magyarországra utazna, hogy válaszadás helyett kinevette a kérdezőt.
2023 novemberében egy nemzeti konzultáció keretében több Ukrajnát is érintő kérdés jelent meg, melyek az országnak szánt fegyverszállítással, pénzügyi támogatásával, génmódosított gabonájával és uniós tagságával foglalkoztak. A háború mellett Ukrajna majdani uniós tagságának megtárgyalása is téma lett 2023 decemberében, melytől Orbán mereven elzárkózott, az ország korrupciós állapotára és elégtelen csatlakozási feltételeire hivatkozva, javasolta, hogy a kérdést vegyék le a decemberi uniós csúcs napirendjéről. December 14-én azonban Charles Michel, az Európai Tanács elnökének közleménye alapján kiderült, hogy Orbán kivételével az összes uniós tagállam miniszterelnöke támogatásával elkezdődnek a csatlakozási tárgyalások; Orbán – aki korábban úgy fogalmazott, hogy „nincs esélye a tárgyalások megkezdésének” – nem vétózott a döntés ellen, viszont a szavazás idejére elhagyta a termet.
Orbán a 2023. december 21-én tartott kormányinfón magának is ellentmondva úgy fogalmazott, hogy a konfliktus „nem is háború”, mert „nem történt hadüzenet a két fél között”, ezt aztán a Putyin találkozóján használt kifejezésre utalva azzal magyarázta, hogy a „vendég kívánsága” szerint nevezi „hol katonai műveletnek, hol háborúnak”.
Szijjártó Péter külügyminiszter 2024. január 29-én Ungváron találkozott először ukrán kollégájával, Dmitro Kuleba ukrán külügyminiszterrel a háború kitörése óta. Szijjártó azt mondta, hogy „kiállunk Ukrajna területi integritása és szuverenitása mellett”, de szóba került az az Ukrajnának szánt 50 milliárdeurós segély is, amit a magyar kormány vétózott meg, melynek sorsa szerinte „Brüsszelben” van. Ukrán részről jelezték, hogy a Szijjártó által is emlegetett béke nem alapulhat a mostani állapotokon: „Rákóczi Ferenc, Petőfi Sándor, nem akartak békét? Senki nem akar annyira békét, mint az ukránok. De igazságos békét akarunk, nem egy befagyasztott konfliktuson alapuló békét.” – közölte Andrij Jermak, az ukrán elnöki hivatal vezetője. Szóba került a magyar kormány által kifogásolt nyelvtörvény is, aminek megváltoztatására nyitottak, ezen kívül Kuleba megköszönte Magyarország humanitárius segítségét.
2024. február 1-én Orbán is megszavazta azt az 50 milliárd eurós Ukrajnának szóló segélycsomagot, aminek a vétóját ugyanakkor az azt megelőző hónapokban rendszeresen belengette, és még a 2023-as nemzeti konzultációnak is központi témája volt. Orbán erről egy videóüzenetben számolt be: „Kitárgyaltunk egy ellenőrző mechanizmust, amely garantálja a pénzek észszerű felhasználását, és garanciát kaptunk arra, hogy Magyarország pénze nem kerül Ukrajnába. Hosszú tárgyalás után ezt az ajánlatot elfogadtuk.”
Orbán az április 19-i rádióinterjújában is megint arról beszélt, hogy szerinte az EU és a NATO vezetői is a „saját háborújukként” tekintenek a konfliktusra, ami „két szláv nép háborúja, nem a miénk”. Szijjártó Péter pedig azzal vádolta a NATO-t, hogy a szervezetben „világháborús készülődés” van a vezetők „háborús pszichózisa” miatt.
2024 áprilisában a Richter Gedeon Nyrt.-re hivatkozva blokkolta a kormányzat az Európai Békekeret keretében Ukrajnának szánt segély következő, kétmilliárd eurós részletét. A magyar kormány szerint ugyanis Ukrajna 14, a Richter által forgalmazott gyógyszer engedélyét akarja visszavonni, ezt pedig szerintük semmi sem indokolja. Szijjártó Péter az OTP-vel szembeni korábbi szankciókat felhozva felszólította Ukrajnát, hogy hagyja abba az „aktív magyar vállalatokkal szembeni boszorkányüldözést”, különben nem tudják támogatni a segélyek kifizetését.
A kormánykommunikáció a 2024-es európai parlamenti választás kampányidőszakában is rendszeresen „háborúpártiként” hivatkozott a politikai ellenfeleire, akikkel szemben a kormányoldal magát „békepártiként” határozta meg. A kormány Orbán üzenetével készült levélkampányában is a háború veszélyeivel igyekezett kormányoldali szavazatokra buzdítani, miközben a szerinte „háborúpárti” brüsszeli politikusokat bírálta.
Közben Szijjártó Péter május 17-én közölte, hogy megvétózta az Európai Tanácsban azt a béketervet, amit Volodimir Zelenszkij javasolt. Indokai szerint a testület csak az ukrán elnök béketervét támogatta volna, miközben más béketerveket nem, illetve az orosz felet kihagyták a béketerv megtárgyalásából.
Május 27-én Szijjártó az Unió katonai célú anyagi támogatását is megvétózta Ukrajna számára, mert szerinte a fegyverszállítások csak eszkalálják a háborút, ezért nem járul hozzá a magyar kormány az ilyen támogatásokhoz. Szijjártó azt az „őrült ötletet” is emlegette, miszerint az Unió sorkatonaságot akarna bevezetni – ezt Josep Borrell cáfolta, mondván a sorkatonaság bevezetése nemzeti hatáskör. Ugyanakkor több uniós külügyminiszter is élesen bírálta Magyarországot, amiért rendre akadályozzák a katonai támogatások uniós elfogadását, ami ahogy fogalmaztak „emberéletekbe kerül”. A soros elnök Belgium külügyminisztere, Hadja Lahbib sürgette is az uniós tagországokat, hogy folytassák le az eljárást, amivel Orbánt megfosztanák szavazati jogától, ezt nem sokkal később az osztrák külügy is támogatta.
Két napra rá Szijjártó volt az az egyetlen uniós külügyminiszter is, aki tartózkodott az Oroszországból és Fehéroroszországból behozott mezőgazdasági termékeket sújtó büntetővám megszavazásán, miután egy nappal korábban még Minszkben tárgyalt, ahol azt mondta: „Mi, magyarok nem hiszünk a szankciós politikában, a szankciós politika megbukott.”
Orbán azt is jelezte június 4-én, hogy a Fidesz csatlakozni akar a Giorgia Meloni elnökölte Európai Konzervatívok és Reformerek (ECR) pártcsaládjához. Ezzel együtt ugyanakkor Riikka Purra finn pénzügyminiszter, az ECR-tag és szélsőjobboldali Finnek Pártja elnökének véleménye szerint „A magyar Fidesz Ukrajnához és Ukrajna támogatásához való hozzáállása, Oroszország támogatása egyszerűen undorító. Egyáltalán nem osztjuk.”
2024. június 12-én Jens Stoltenberg NATO-főtitkár Budapesten tárgyalt Orbánnal, ennek apropóján Orbán békülékenyebb hangon egyebek mellett arról beszélt, hogy „Magyarország világossá tette, nem kíván blokkolni olyan döntéseket a NATO-ban, amelyek – bár eltérnek a mi helyzetértelmezésünkből fakadó észszerű döntésektől – a többi tagállam által osztott és szorgalmazott döntések.” Stoltenberg pedig elfogadta Orbán azon szempontjait, hogy Magyarország NATO-tagként nem kíván semmilyen formában sem részt venni háborús műveletekben.
2024 júniusában Magyarországot megkerülve döntöttek egy Ukrajnának szánt anyagi csomag elfogadásáról, ami az orosz eredetű befagyasztott vagyonokon alapszik. Josep Borrell, az EU külügyi főképviselője közölte, hogy mivel a magyar kormány korábban nem szavazta meg a  befagyasztott vagyonon lévő nyereség felhasználását, most nem jogosult beleszólni, hogy azt a közösség hogyan használja fel. Szijjártó erre válaszként azt nyilatkozta, hogy „újabb milliárdok Ukrajnának – immár az európai szabályok felrúgásával, Magyarország kihagyásával.” A Financial Times szerint aktívan dolgoznak az Unióban, hogy kikerüljék a magyar kormány vétóit; arról is beszámolt a lap, hogy magyar tisztségviselők egy olyan lehetséges megállapodást vetettek fel, amelynek értelmében Budapest feloldaná vétóját az Ukrajnával kapcsolatos 6,6 milliárd euró ügyében, ha a magyar kormány teljes hozzáférést kap december közepe előtt ahhoz a 6,3 milliárd euró uniós forráshoz, amelyet a jogállamisággal és korrupcióval kapcsolatos aggályok miatt befagyasztottak. Ezt a felvetést azonban Brüsszelben elutasították.
Orbán 2024. július 2-án, az Unió soros elnökeként utazott Kijevbe, először a háború kitörése óta. Itt a korábbi kritikusabb hangvétel helyett jóval barátibb hangon szólalt fel. A miniszterelnök a tűzszünet lehetőségének végiggondolását vetette fel az ukrán elnöknek, amivel szerinte  megkezdhetné Ukrajna a béketárgyalást Oroszországgal. Az ukrán reakció a felvetésre nem volt egyértelmű; Zelenszkij ukrán elnök arról beszélt, hogy megvitatták a két ország alapvető kérdéseit, ami egy államközi megállapodás alapját adhatja. Ismert ugyanakkor, hogy az orosz békejavaslat lényegében Ukrajna kapitulációjával lenne egyenértékű, Orbán javaslatában pedig semmi garancia nem volt arra vonatkozólag, hogy Oroszország valódi tárgyalási alapot jelentő ajánlattal állna elő. Utóbb az ukrán fél egyértelműen elutasította Orbán felvetését. A nemzetközi sajtó is felfigyelt az eseményre, a külföldi sajtóorgánumok és elemzők sorra vették az elmúlt két év „viharos” viszonyát Ukrajna és Magyarország között, felemlegették a magyar és orosz kapcsolatok látványos közelségét, az elemzések szerint pedig Orbán a látogatással egyfajta szerepet játszott, amiben igyekezett magát fontos szereplőnek láttatni a béke kérdésében, aminek részleteivel viszont adós maradt. Charles Michel, az Európai Tanács elnöke ugyanekkor figyelmeztetett, hogy az Unió soros elnökségének – azaz Orbánnak – nincs felhatalmazása arra, hogy az EU nevében kapcsolatba lépjen Oroszországgal, és béketárgyalásokat folytasson Ukrajna bevonása nélkül.
Michel intése azután történt, hogy kiderült: Orbán két nappal kijevi útja után Oroszországba megy Putyinnal tárgyalni, ami július 5-én meg is történt. Az Uniót nem tájékoztatták Orbán oroszországi útjáról, a NATO-t viszont igen, Jens Stoltenberg főtitkár is kijelentette, hogy Orbán nem a NATO nevében tárgyal. Orbán a tárgyalást elmondása szerint arra kívánta felhasználni, hogy „fontos kérdésekről tudjon szót váltani az orosz elnökkel, és néhány olyan kérdésben, ami fontos Európának, szeretné megismerni az álláspontját.” A magyar kormány ezt az utat, ahogy a korábbiakat is „békemisszióként” kommunikálta, ahol Orbán újra a béke fontosságára hívta fel a figyelmet. Putyin – aki megköszönte Orbán látogatását és a béketeremtés ügyében tett lépéseit – nyilatkozatai szerint hajlandónak mutatkozott a konfliktus tárgyalásos rendezésére, ugyanakkor azokat az országokat hibáztatta, akik szerinte „faltörő kosként” használják Ukrajnát Oroszországgal szemben. Azt Orbán is állította még moszkvai útja előtt, hogy nem uniós minőségben utazott Kijevbe, ellenben a kijevi és a moszkvai találkozókról szóló kormányzati felületeken félreérthetetlenül szerepeltették a soros EU-s elnökségi logót.

Nagy port vert fel Orbán Balázs, Orbán Viktor politikai tanácsadójának 2024. szeptember 26-i nyilatkozata, amit a kormányoldali Mandinernek adott. Itt úgy fogalmazott: 
Pont '56-ból kiindulva mi valószínűleg nem csináltuk volna azt, amit Zelenszkij elnök csinált 2,5 évvel ezelőtt, mert felelőtlenség, mert látszik, hogy belevitte egy háborús védekezésbe az országát, ennyi ember halt meg, ennyi területet vesztett, mondom még egyszer, az ő joguk, szuverén döntésük, megtehették, de ha minket megkérdeztek volna, akkor mi nem tanácsoltuk volna, azért, mert 56-ban az lett, ami lett. Mert megtanultuk, hogy itt óvatosnak kell lenni, és óvatosan kell bánni a nagyon értékes magyar életekkel. Azokat nem lehet csak úgy odadobni mások elé.
 Orbán szavait jelentős és éles bírálatok kísérték, melyek szerint ezzel megsértette az '56-os áldozatok emlékét, amellett, hogy kormányzati oldalról először hangzott el egyértelműen az az álláspont, miszerint az ukránok hibáztak, mikor az országuk védelmére keltek. Orbán később egy videóüzenetben magyarázkodott, ahol egyrészt hitet tett '56 hősei mellett, másrészt azokat kritizálta, akik szerinte a „háborúpárti propaganda nyomása mellett kiforgatták a szavait”. Kijelentéseit Rácz András Oroszország-szakértő megcáfolta. Orbán megnyilvánulása a nemzetközi sajtóban is visszhangot keltett. Egy napra rá Orbán Viktor is „hibának” nevezte tanácsadója nyilatkozatát, amit szerinte „félreérthetően fogalmazott”, Orbán Balázs pedig egy Facebook-bejegyzésben kért bocsánatot azoktól, akiket megsértett, majd Orbán Viktorhoz hasonlóan úgy fogalmazott, hogy „Megerősítem, hogy ha szükség lesz rá, én ott leszek fegyverrel a kezemben a Corvin köznél.” Később a Telexnek úgy nyilatkozott a véleményéről, hogy „»mi« Ukrajnában nem küzdenénk, Magyarországon viszont igen”, majd hozzátette, hogy szerinte Zelenszkijnek ebben a helyzetben tárgyalnia kellene.
Közben a Külgazdasági és Külügyminisztérium hírt adott az úgynevezett „Béke barátai nemzetközi csoport” alakuló üléséről, mely megalakításában a NATO-tag Magyarország vezető szerepet vállalt, mint ötletgazda, ezzel kapcsolatban Vang Ji kínai külügyminiszter méltatta a magyar kormány ez irányú lépéseit. A miniszter a magyar kormányhoz hasonló békét hangsúlyozó véleménye mellett ugyanakkor nem tért ki Oroszország Ukrajna elleni teljeskörű offenzívájára és az ország feletti befolyás megszerzésére. A társulásba csak két európai országot hívtak meg Magyarországon kívül, Franciaországot és Svájcot, rajtuk kívül Kína, Brazília, valamint egyéb közel-keleti és afrikai országokat hívtak meg.
Orbán Balázs szavai nyomán Julia Gross német és Jonathan Lacôte francia nagykövet közösen fogalmazott meg úgynevezett demarsot, azaz szóbeli diplomáciai jegyzéket, ami szerint ha Magyarország NATO-tagállamként így áll a közös védelem kérdéséhez, az ellentétes a katonai szövetség szellemiségével, és sértő a többi tagra nézve. Gross október 2-án a német egység napja alkalmából tartott beszédében is bírálta a magyar kormányt annak oroszbarát lépései miatt, válaszul Szijjártó Péter bekérette őt a Külgazdasági és Külügyminisztériumba az „elfogadhatatlannak” minősített beszéde miatt.
Orbán Viktor miniszterelnök a soros EU-elnökség ürügyén október 8-án tartott sajtótájékoztatót Strasbourgban, itt többek között az EU-t vádolta „háborúpártisággal”, aztán egy ukrán újságírónak azt válaszolta, hogy „Önök egy háborút nem tudnak megnyerni a hadszíntéren”, majd megint a tűzszünet és a béke fontosságát hangsúlyozta, viszont elismerte, nem tudja, hogy lehet megoldani a mostani fegyveres konfliktust, csak azt, hogy a jelenlegi helyzet nem fenntartható.
Október 10-én Szijjártó Péter úgy fogalmazott a Szentpétervári Nemzetközi Gázfórumról: „Ha tetszik, ha nem a realitás az, hogy hazánk biztonságos és kedvező áron történő földgázellátása nem lehetséges az Oroszországgal való együttműködés nélkül”, ezzel az oroszországi gázimporttal kapcsolatos megállapodásokra utalt, amihez képest szerinte „eddig nem kapott jobb ajánlatot az orosz partnerekéhez képest. Senki sem állt elő olcsóbb vagy megbízhatóbb forrással.” Mindez egy nappal azután történt, hogy Orbán Viktort Strasbourgban az Unió plenáris ülésén kritizálták az orosz közeledése miatt. David Pressman amerikai nagykövet nem először kritizálta emiatt Szijjártót, akinek ez volt a 11. útja Oroszországba a háború kitörése óta, amit Pressman szerint a profitért és nem a békéért tesz.
Orbán Viktor október 18-i rádióinterjújában is az Uniót és Zelenszkijt kritizálta. Az EU-t „hadviselő félként” jellemezte, aminek az összes többi országa Magyarországon kívül „benne van a háborúban”. Megismételte a korábbi állításait, amik szerint az Unió rossz stratégiát követ, a háborút nem lehet megnyerni, tárgyalások kellenek és nem a csatatéren kell megoldani a konfliktust. Zelenszkij bejelentett győzelmi tervét a „vereség tervének” nevezte, amiben Magyarország nem vesz részt, mert „ezzel a tervvel nem lehet nyerni, ezzel megint csak veszteni lehet”. Szerinte a háború kezdete óta a pozíciók Oroszország javára, és Ukrajna rovására változtak. Hozzátette, hogy „A tüzet az Európai Néppárt fújja, Manfred Weberék a legelkötelezettebbek a háború mellett.” Ismert, hogy Weber és a Néppárt többször bírálta az Orbán-kormányt, akik azt is egyértelműsítették, hogy Orbánnak távoznia kellene. Orbán szerint a Néppárt a 2024-ben a frakciójukba kerülő TISZA-pártot akarja a Fidesz helyén látni Magyarországon, de ezt majd a magyarok döntik el.
November 8-án, egy nappal a soros elnökként rendezett budapesti uniós csúcs után Orbán az aktuális rádióinterjújában a nem sokkal korábban lezajlott amerikai elnökválasztás fényében értékelte a konfliktust, miután a választáson az általa támogatott Donald Trump győzött. Orbán szerint „Európa nem tudja egyedül finanszírozni az orosz–ukrán háborút, az Egyesült Államok pedig Donald Trump hatalmas győzelme után ki fog szállni belőle.” Azt is hozzátette, hogy szerinte ha Trump maradt volna az elnök 2020 után nem lett volna háború, mert „erős vezetőként kellő időben megkötötte volna a szükséges megállapodásokat”. (Trump olyan ígéretet is tett, miszerint megválasztása esetén 24 órán belül véget vet a konfliktusnak.)
Orbán november 20-án összehívta a védelmi tanácsot, miután Joe Biden amerikai elnök engedélyt adott Ukrajnának, hogy az Egyesült Államoktól kapott fegyverzetét orosz területeken is bevethesse, és Putyin válaszul jóváhagyta az orosz nukleáris doktrína megújítását, aminek értelmében Oroszország megfontolhatja, hogy akár nukleáris fegyvert is bevethetnek a háborúban. A november 22-i rádióinterjújában úgy beszélt a háborúról, mint ami következményeit azonnal érzékeltetni tudja egy szomszédos ország területén, majd a kárpátaljai magyarok veszélyeztetettségét hozta szóba. A korábbi bejelentések hatására úgy fogalmazott: „Mostmár nem egy több ezer kilométerre zajló háborúról van szó, hanem olyan eszközök bevetéséről, amelyekkel el lehet érni már más országokat is. Ezek a hírek rólunk szólnak. Ezek a hírek Magyarország háborús fenyegtettségéről szólnak.” Szerinte a két hónap múlva elnöki hivatalba lépő Donald Trump majd jó irányba változtatja a dolgokat, ezen kívül azt vélelmezte, hogy ha Amerika kiszáll a háborúból – vagyis Ukrajna támogatásából –, akkor az EU átgondolja, hogy „kész-e a konfliktus folytatására.”
Orbán 2024 végén, az EU soros elnöksége lezárásaként javaslatot tett „karácsonyi tűzszünetre és fogolycserére”, ezt azonban Ukrajna elutasította; Orbán nyilatkozatában sajnálkozott a visszautasítás miatt, ahogy Szijjártó Péter is, Ukrajna viszont felszólította a magyar kormányt, hogy fejezze be az ilyenfajta manipulatív közbenjárását. Az ukrán külügy közleménye szerint Orbánék Ukrajna lefegyverzésében látják a béke megvalósulását, miközben „akadályozzák az ukrán védelmi képességek megerősítésének finanszírozását, az agresszorral szembeni szankciós nyomás növelését és más kritikus döntéseket. Mindennek semmi köze a béke helyreállításának szándékához.” Az „erkölcstelen manipulációk” mellett arra is felszólították a magyar kormányt, hogy ne folytasson egyoldalú tárgyalásokat Oroszországgal a konfliktusról, mivel az „aláássa az igazságos béke helyreállítására irányuló közös erőfeszítéseket.” Utóbb maga Zelenszkij is kritizálta Orbán javaslatát. Eközben Szijjártó megvétózta az Uniónál, hogy számos orosz személy, köztük az egyértelműen Putyin párti Kirill pátriárka többedik kísérletre is szankciós listára kerüljön, ahogy Oroszország ENSZ-nagykövetét, az Orosz Olimpiai Bizottságot és két orosz futballcsapatot se tehessék rá, majd Orbánhoz hasonlóan Zelenszkijt vádolta nemzetközi térben végzett provokációval a javaslat elutasítása kapcsán.
Orbán Brüsszelből adott rádióinterjújában arról beszélt, hogy Putyinnál járva sikerült rávennie őt a béketerve megfontolására, míg az ukránok szerinte „inkább ösztönből reagáltak”, de utóbb talán átgondolják a javaslatot. Ezután újra Donald Trump leendő elnökségében bízva hangzott el pár optimista jóslat, illetve kritizálta Ukrajna esetleges későbbi EU-tagságát. Közben egy jogszabálytervezet alapján kiderült, hogy az Igazságügyi Minisztériumot is felkészítenék egy esetleges „hadiállapot” beállására.
2025. február 4-én Kocsis Máté fideszes frakcióvezető azt állította, hogy „A nemzetbiztonsági bizottság mai ülésén tájékoztatást kaptunk a titkosszolgálatoktól arra vonatkozóan, hogy a megszerzett információik szerint az ukrán állam lejárató kampányt indít a magyar miniszterelnökkel szemben, melynek megfogalmazott célja, a kormányfő nemzetközi megítélésének aláásása és Magyarország érdekérvényesítő képességének gyengítése”, ugyanakkor erre semmilyen bizonyítékot nem szolgáltatott. Ettől függetlenül Kocsis állítását a kormánymédia is átvette.
Miután a 2025-ben felállt Trump-adminisztráció külügyminisztere, Marco Rubio és Szergej Lavrov orosz  külügyminiszter február 18-án tárgyaltak Szaúd-Arábiában a háborús helyzetről és annak lehetséges megoldásáról, visszásságot váltott ki, hogy azon se Ukrajna, se az EU képviseletében nem vehetett részt más. Az EU, ami ezért külön csúcstalálkozót tartott, jelezte, hogy pénzügyileg és katonailag is támogatta Ukrajnát, amire kész a jövőben is, míg Zelenszkij már korábban kijelentette, hogy semmilyen béketárgyalás nem képzelhető el Ukrajna részvétele nélkül. Magyarország sehova nem kapott meghívást, Szijjártó Péter külgazdasági és külügyminiszter ettől függetlenül úgy értékelt, hogy „a jó kapcsolat az Egyesült Államok és Oroszország között mindig jót tesz a világ biztonságának”, míg szerinte az EU-ban a „liberális mainstream, most sikítozik, és mindenfajta bajuk van, hogy ők nem ülhetnek ott az asztalnál”, mert „a helyzet, hogy az asztalnál ülők békét akarnak. És egy olyan asztalnál, ahol a békéről tárgyalnak, ott a háborúpártiaknak nem osztanak lapot.” Ezután még az ENSZ-et is kritizálta, mondván „az elmúlt években nem tudott a béke platformjává válni, a világszervezet kudarcot vallott, ezért komoly reformokra szorul.” Azt is közölte, hogy ismét blokkolták az Unió Kirill pátriárkát és más orosz személyeket érintő szankcióját.

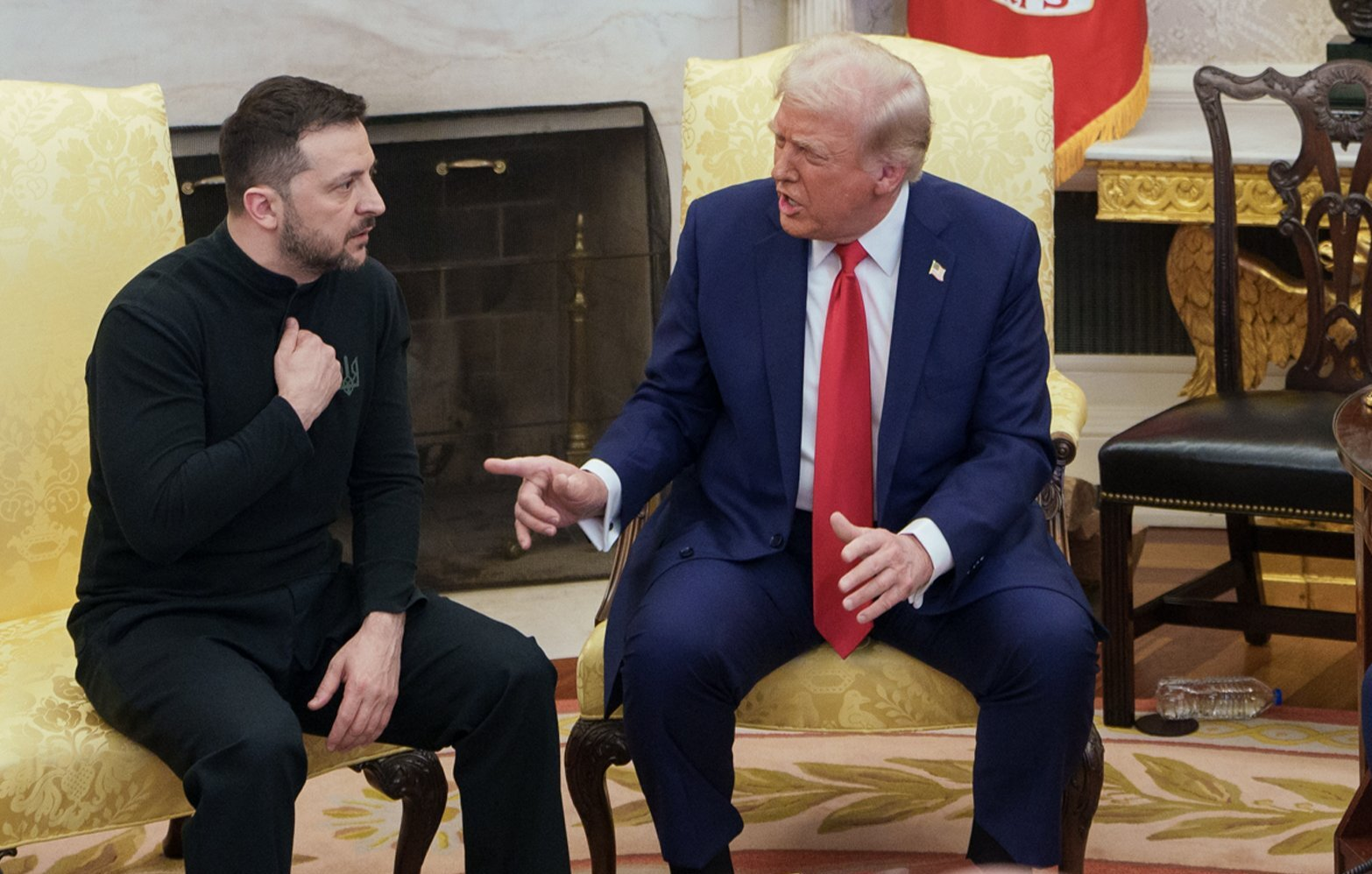
Zelenszkij és Trump vitatkozik a Fehér Házban, 2025. február 28.

Orbán a 2025. február 22-én tartott évértékelőjén már „Ukrajna nevű területként” hivatkozott Ukrajnára, ami szerinte eddig ütközőállam volt a NATO és Oroszország között, a háború pedig arról szólt, hogy az ország a NATO felügyelete alá kerül-e. Hozzátette, hogy „majd a magyarok döntik el,” hogy Ukrajna a NATO és az EU tagja lesz-e, mert az uniós csatlakozása „tönkre tenné az egész magyar gazdaságot,” ezért szerinte „Ukrajna soha nem lesz az Európai Unió tagja.” Ezzel szemben a háború 2022-es kitörésekor a kormány, beleértve Orbánt is, még hangsúlyosan támogatta Ukrajna uniós tagságát. Orbán azután is méltatta Donald Trumpot, hogy az február 28-án vendégül látva Volodimir Zelenszkijt példátlanul nyers vitában lehordta JD Vance alelnökkel az ukrán elnököt, mondván „nem elég hálás az amerikai segítségért.” Mint ismert, az amerikai-ukrán elnöki találkozón nem született megegyezés, amikor az orosz-ukrán háború lezárásának módjára terelődött a szó, és végül a megbeszéléseket a tervezettnél korábban berekesztették. Ezt követően Orbán Viktor a következő gondolatot osztotta meg: "Ma Trump elnök bátran kállt a béke mellett". Egyébként a magyar kormány több tagja is az új amerikai adminisztráció véleménye mellett foglalt állást, miközben nyugat-európai országok vezetői a korábban ismert narratívát hangsúlyozták ki ("Oroszország az agresszor", "kiállnak Ukrajna mellett", "tiszteletben kell tartani azokat, akik harcolnak"). Orbán megnyilatkozására a kormánypárti médiumok is Zelenszkij hibáztatásába kezdtek.
A magyar kormány az addigi álláspontját követve egyedüli EU-s államként nem szavazta meg azt a közös uniós álláspontot sem, amelyet a többi 26 ország a március 6-i csúcson elfogadott, amelyben Ukrajna további uniós támogatása szerepelt. Orbán az egy nappal későbbi rádióinterjújában arról beszélt, hogy az EU és a Trump-apparátus konfliktusa miatt idővel neki lesz igaza, mert szerinte ő és Trump állnak a béke pártján, míg az Unió „ellenstratégiát” egyeztetett, amivel a háborút folytatná. A háború költségét pedig ebben az esetben az EU-nak kell állnia, erre pedig „az utolsó fillérünk is rá fog menni.” Ukrajna szerinte államként már nem működik, a háborús költségek elszaladása pedig utólag neki fog igazat adni a vétó ügyében. Hozzátette Ukrajna uniós tagságáról egy „véleménynyilvánító szavazással” kérdezné meg a magyar lakosságot. Orbán a március 20-i EU-csúcson is megvétózta egyedüliként az Ukrajnára vonatkozó közös nyilatkozatot, amiben kimondták, hogy támogatják Ukrajna honvédő háborúját és az ország majdani uniós csatlakozását, ezért ezzel kapcsolatban a többi állam részvételével külön uniós nyilatkozatot adtak ki. Szijjártó Péter pedig „hisztériakeltésnek” nevezte azt az uniós javaslatot, amiben 72 órás túlélőcsomag előkészítését javasolták kiszélesedő konfliktus esetére. Szerinte „ma az EU egyetlen tagállamát és egészét sem fenyegeti semmilyen háborús kockázat, Oroszország részéről sem.” Megjegyezte, hogy a háború eszkalációjának veszélyét jelenleg Brüsszel „háborúpárti politikája” jelenti. Később egyenesen úgy fogalmazott: „Mi mindig a békét támogattuk, s nem Ukrajnát!”
Orbán április 15-én az M44-es autóút átadásán mind Ukrajna, mind a kihívóvá váló TISZA párt vonatkozásában azt mondta „meg kell állítani őket.” Lázár János építési és közlekedési miniszter ugyanekkor Sarkadon pedig azt: „Minél jobb Ukrajnának, annál rosszabb a magyaroknak.” Annak ellenére hogy Ukrajna uniós tagsága még sok évre lett volna, a kormány fontos politikai narratívaként tüntette fel azt. Ez azt követően történt, hogy a konkurens TISZA párt saját kérdőíven kérdezte meg az emberek véleményét Ukrajna uniós tagságáról, amit az Orbán-kormány „Ukrajnapártiságként” próbált feltüntetni.
Feszültséget okozott, hogy május 9-én az Ukrán Biztonsági Szolgálat (SZBU) állítása szerint leleplezett egy „magyar katonai kémhálózatnak” nevezett szervezetet Nyugat-Ukrajnában és két ügynököt őrizetbe is vettek. Szijjártó Péter szerint az eset minden alap nélküli „magyarellenes propaganda”. Szijjártó az esetre reagálva két, „diplomáciai fedésben” dolgozó ukrán kémet is kiutasított. Utóbb Orbán Viktor is kommentálta az ukrán kémügyet, szerinte „a magyarok most döntenek Ukrajna uniós tagságáról. Ez nem tetszik sem Brüsszelnek, sem Kijevnek. Ezért indulnak lejárató akciók Magyarország ellen.” Válaszul a kiutasításra két magyar diplomata is kiutasításra került Ukrajnából, amit a külügy az Orbánéhoz hasonló mondatokkal bírált.
Közben a TISZA Párt egy leleplezőnek szánt hangfelvételt adott közre május 8-án, melyen Szalay-Bobrovniczky Kristóf honvédelmi miniszter úgy fogalmazott még 2023-ban, hogy „a magyar kormány döntése értelmében szakítunk az eddigi békementalitással, és átállunk a háború felé vezető út nulladik fázisára”, ezt a TISZA és Magyar Péter pártelnök úgy értelmezte, hogy „a Fidesz őszödi beszédével” lelepleződött a kormányzat hazugsága, miközben békepártiságról beszél. Gulyás Gergely miniszter a kormányinfón „lepkefingnek” minősítette a felvételen elhangzottakat. Szalay-Bobrovniczky úgy reagált a Facebookon, hogy „Magyarország fegyveres védelmére kész és alkalmas hadsereget építek! Mert a békéhez erő kell!” Utóbb az ukrán kémüggyel is megpróbálták hírbe hozni a TISZA Pártot. Orbán Viktor – bizonyíték nélkül – is úgy fogalmazott, hogy „egy magyar ellenzéki párt tevékeny részese egy Magyarország ellen indított külföldi titkosszolgálati akciónak”. Ruszin-Szendi Romuluszt, a TISZÁ-hoz csatlakozó, kormányt kritizáló korábbi vezérkari főnököt is az a vád érte, hogy ukrán ügynök, amit Ruszin-Szendi nyílt levélben utasított vissza.
A kormány később is több ukránellenes megnyilatkozást tett, mint mikor a 2025. május 18-án tartott „Harcosok Klubja” nevű kormányzati rendezvényen többek közt Orbán Viktor az ukrán uniós tagság ellen foglalt állást, vagy mikor a miniszterelnök egy videóban az online banki csalásokra figyelmeztetve azokat kifejezetten ukrán bűnözői csoportokkal hozta összefüggésbe. Orbán utóbb azzal is riogatott, hogy az ukrán EU-tagsággal az ukránok „elvennék a magyarok állását”.
2025. június 9-én Orbán a Patrióták Montargis-ban tartott gyűlésén felszólalva már ukrán harctereken meghalt magyar katonákat vizionált, amikor úgy fogalmazott: „A harctéren nincs megoldás, csak pusztulás és halál, tűzszünet és béke kell. Mi nem akarunk meghalni Ukrajnáért, nem akarjuk, hogy a fiaink koporsóban jöjjenek vissza. Nem akarunk egy Afganisztánt a szomszédban.” Orbán szerint azt sem akarják, hogy az EU hadigazdaságot vezessen be, hitelt vegyen fel, és belemenjen egy fegyverkezési versenybe. Ehhez utóbb egy mesterséges intelligencia által kreált kampányvideót is gyártottak, fiktív szereplőkkel és helyszínekkel. Orbán a 2025. június 26-i NATO-csúcson is az ukránok uniós tagsága ellen szólalt fel a kormány által kezdeményezett „Voks2025” nevű aláírásgyűjtésre hivatkozva, amire szerinte „2 284 732 szavazat érkezett, ebből 2,278 millió volt érvényes, ezek közül 2 168 431-en, vagyis 95% nem támogatta Ukrajna uniós tagságát”; az adatokat Orbán közlésén kívül semmi sem bizonyította. Utóbb magát egyenesen mint a „Tienanmen téri vérengzés egyik tüntetőjét”  állította be, mikor arról beszélt, hogy egyedüli uniós miniszterelnökként csak ő vétózott Ukrajna EU-tagsága ellen a többi tagállammal szemben, mert szerinte az Unió felelőtlenül mihamarabb fel akarja venni Ukrajnát a tagjai közé. Később pedig azt állította, hogy a politikai ellenfelévé váló TISZA Pártot „Brüsszel gyártotta le, hogy az a választásokat megnyerve elősegítse Ukrajna uniós csatlakozását.”
Szentkirályi Alexandra fideszes képviselő és korábbi kormányszóvívő egy kissé bizarr videót tett közzé 2025 júniusában, amiben egy autó csomagtartójában heverő, összekötözött férfi előtt beszél az „ukrán szervkereskedelem” veszélyeiről. Az efféle bizonyítatlan híresztelések korábban az orosz dezinformációs propagandában voltak megfigyelhetők. A megkötözött férfi amúgy Szabó Botond Zsolt, a Miniszterelnöki Kabinetiroda munkatársa, és az MCC kutatási asszisztense volt.
2025. június 30-án Orbán Viktor is megszavazta az Oroszországot sújtó gazdasági szankciók meghosszabbítását 2026. január 31-ig – ahogy mindegyik másik addigi szankciót is.
A kormánypárti Magyar Nemzet 2025. július 7-én exkluzív interjút közölt Szergej Lavrov orosz külügyminiszterrel, amit oroszul, cirill betűkkel is megjelentettek; ebben Lavrov hosszasan dicsérte a magyar kormány politikáját és a vele kialakult pozitív kapcsolatokat, valamint az ukránokat kritizálta.
A kormányközeli Patrióta július 9-i podcast-adásában Orbán Zelenszkijt „influenszerpolitikusnak, színészpolitikusnak, komédiásnak” nevezte, mert szerinte mikor egy éve nála volt Kijevben, Zelenszkij állítólag nemet mondott a békejavaslatára. Ezen kívül dicsérte a „Voks2025”-öt, mint ami szerinte „megállította” Ukrajna EU-tagságát.
A 2025. július 12-i rádióinterjújában Orbán reagált az Ukrajnában nem tisztázott körülmények közt életét vesztett kárpátaljai magyar férfi esetére is, akinek a halálhírét a kormányközeli Mandiner eleve úgy tálalta, mintha kényszersorozás során elszenvedett bántalmazás miatt vesztette volna az életét. A kormányfő ezt a bizonyítatlan narratívát szintén Ukrajna bírálatára használta, mondván „egy olyan ország, ahol kényszersorozás eredményeképpen agyonvernek embereket, az nem lehet tagja az Európai Uniónak.” Az eset miatt berendelték a külügybe Sándor Fegyir ukrán nagykövetet is. Az ukrán hatóságok jelezték, hogy teljes körű vizsgálatot indítottak a haláleset ügyében.
A 2025. július 16-i kormányinfón Gulyás Gergely miniszter szintén a haláleset miatt kritizálta Ukrajnát, mondván az eset kapcsán készült videófelvételek „magukért beszélnek”, hozzátéve, hogy „nehéz lenne nem találni ok-okozati összefüggést a kárpátaljai férfi halála és a sorozása között.” A Trump-adminisztráció azon ígéretét, miszerint fegyvereket fog küldeni Ukrajnába Gulyás „békepártinak” értékelte (dacára, hogy a magyar kormány korábban több országot is kritizált, akik ukrán fegyverszállítmányokat küldtek).
Szijjártó Péter július 17-i közlése szerint a haláleset miatt a kormány kitiltotta azt a három, a kényszerszorozásokért felelős ukrajnai tisztségviselőt Magyarország területéről, akiknek szankciós listára helyezését előző nap kezdeményezte az Európai Uniónál. Későbbi értesülések szerint viszont az áldozaton nem voltak bántalmazásra utaló nyomok, amit a verést kommunikáló kormányoldali médiumok azzal indokoltak, hogy az ezt kijelentő ukrán igazságügyi orvosszakértőt az ukrán titkosszolgálat „a fia mozgósításával zsarolta meg”, amire most sem volt bizonyítékuk. Utóbb viszont egy kárpátaljai magyar ápoló is tagadta, hogy bántalmazást észlelt volna.
Ugyanekkor a kárpátaljai palágykomoróci görögkatolikus templom elleni gyújtogatási kísérlet kapcsán is nyilatkozatháború alakult ki a kormány szereplői és az eseményt árnyaló Rácz András elemző között, akik szerint Rácz ukrán befolyás alatt áll, mert felhívta a figyelmet az eset ellentmondásaira és ezért nyugalomra intett.
A 2025-ös Bálványosi Szabadegyetemen Németh Zsolt fideszes külpolitikus a korábbi kormányzati véleményekhez képest sokkal árnyaltabban fogalmazott a háborúval kapcsolatban. Kijelentette, hogy szerinte Donald Trump kudarcot vallott, és azt is, hogy „teljesen egyértelművé vált Oroszország felelőssége az orosz–ukrán háborúban.” Orbán Viktor ugyanitt lényegében a korábbi véleményeit ismételte meg: kritizálta Ukrajna majdani EU-tagságát, mint ami szerinte közvetve okozója volt a háborúnak, de ismét elhangzott tőle a „világháború” lehetősége is.
2025. augusztus 12-én Orbán ismét a Patrióta podcast-műsor vendége volt, ahol kijelentette: „Zelenszkij elvesztette a háborút. Az ukránok a háborút elvesztették, ezt a háborút Oroszország megnyerte.” Orbán szerint a brüsszeli elit ragaszkodik „vágyvezérelt gondolkodással” ahhoz, hogy a háború fenntartásával Oroszország megbukik. Ezen kívül önmagát méltatta, mikor arra utalt, hogy Donald Trump az ő véleményét kérte ki, mint legrégebb óta hivatalban lévő uniós tagországi vezetőnek. Fenyegetésnek is érződhetett az a mondata, amiben úgy fogalmazott: „Mi egyetlen nap alatt elintézhetnénk Ukrajna összeomlását. Csak nem érdekünk.” – utalva arra, hogy Ukrajna az áramot és a gázt is tekintélyes részben Magyarországról kapja. Hozzátette: „Ha történne egy baleset, és kidől néhány oszlop, meg elszakad egy-két vezeték, akkor Ukrajna megáll.”

### A magyar kormányt ért kritikák

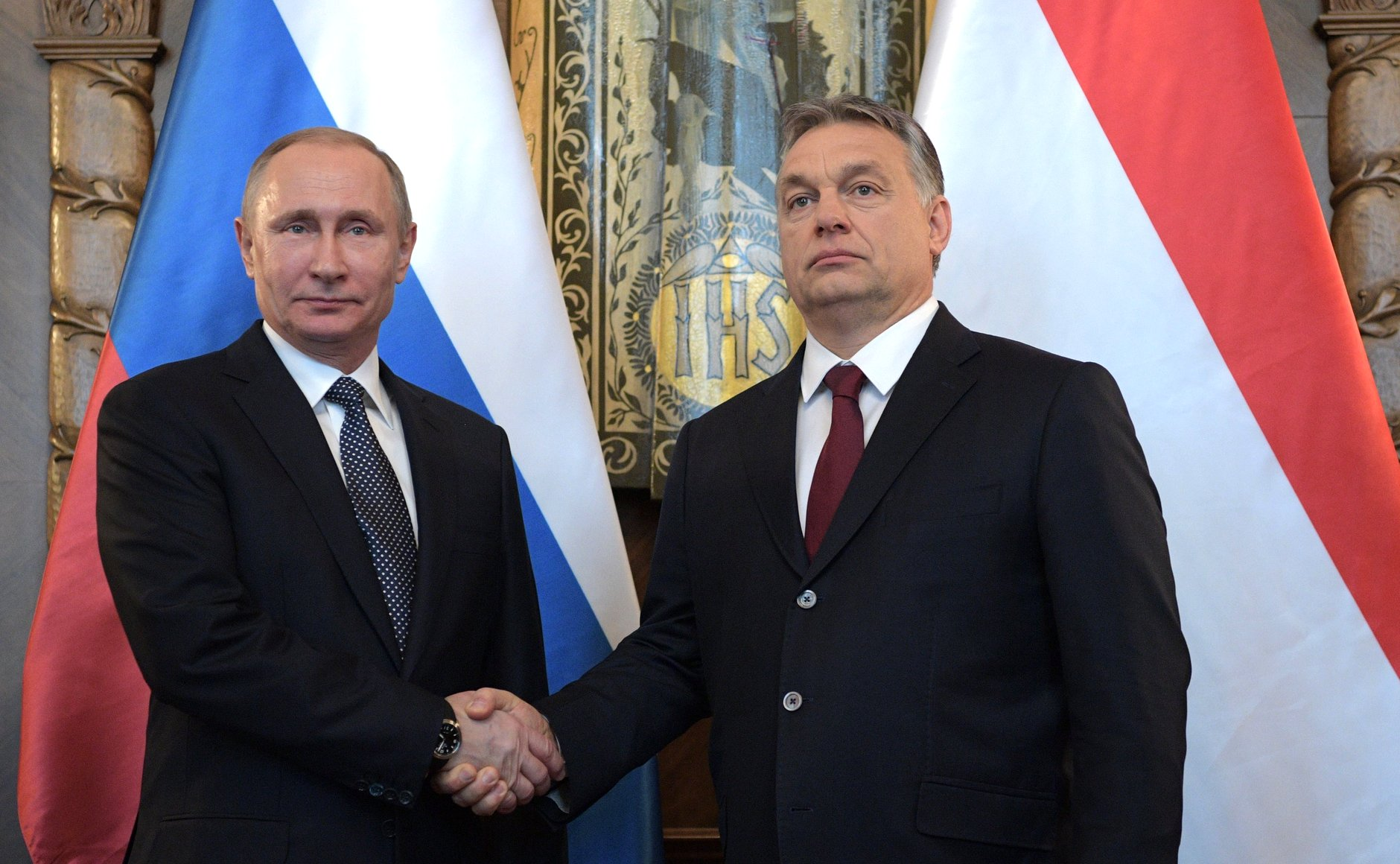
Vlagyimir Putyin és Orbán Viktor 2017-ben

A magyar kormányt már a háború kezdetétől fogva kritizálta az országon belüli ellenzék, először azért, hogy nem voltak hajlandók katonai segítséget nyújtani Ukrajnának, majd azért is, hogy nem nyújtott kellő segítséget az ukrán menekülteknek, ezzel ugyanis sokáig csak a civilek foglalkoztak. További kritika érte az ország vezetését szintén az ellenzék, majd az EU és a Biden-adminisztráció részéről is, hogy idővel egyre hangsúlyosabb oroszbarát politikát folytatott, s bár a kormányzat gyakran hangsúlyozta a béke fontosságát, mint amivel ezt indokolni igyekezett, az agresszor Oroszország háborús tetteit nyíltan sosem ítélte el, és nem egyszer egyedüli tagállamként helyezkedett az EU-val vagy a NATO-val szembe a háborút érintő kérdésekben.
Ezen egyik első kritika a Putyin alapította, központját néhány évvel korábban Budapestre helyező, diplomáciai jogkörökkel rendelkező Nemzetközi Beruházási Bankkal (NBB) volt kapcsolatos. A kritika abban állt, hogy az Orbán-kormány nem szakította meg a kapcsolatát az NBB-vel, amit az ellenzék már korábban is Oroszország „kémbankjaként” aposztrofált. A bankot a háború kitörése után a Fitch és az S&P is jócskán leminősítette, amiből Románia, Csehország, Bulgária és Szlovákia is kilépési szándékát jelezte, csak Magyarország maradt meg benne egyetlen európai részvényesként, ami a kormány szerint a bank által adott fejlesztési hitelek miatt érdeke az országnak. Később külföldről is több kritika érte a magyar kormányt a háborúhoz való oroszbarát viszonya miatt, mind Ukrajna, mind az EU, mind az Egyesült Államok részéről. 2023 áprilisában végül a magyar kormány is kilépett az NBB-ből, miután az amerikai kormány szankciós listára tette azt három vezetőjével együtt, oroszközeli érdekeltségei miatt. A bank ezután bejelentette, hogy a szankció miatt értelmetlenné vált az Unióban való tartózkodása, ezért kivonul Magyarországról, és visszaköltözik Oroszországba.
Bár a kormány többször beszélt a békéről, azt is kiemelve, hogy „Magyarország és a Vatikán kívánja csak Európában a békét”, Ferenc pápa megnyilatkozásai, melyekben gyakran méltatta Ukrajnát és elítélte az orosz agressziót, rendre kimaradtak a kormányközeli médiumokból.
Kövér László május 15-i véleményét, ahol Zelenszkij „pszichés problémájáról” beszélt az ukrán elnöki hivatal élesen bírálta, tiszteletlennek és jelentéktelennek minősítve a házelnököt, szembesítve a háborúk borzalmaival és azok pszichés hatásaival. Az ukrán külügyminisztérium reagálása szerint „elvárja” Kövér saját mentális állapotának igazolását, mert csak ennek ismeretében tudják a kijelentéseit értékelni.
Volodimir Zelenszkij ukrán elnök azután bírálta Orbánt, hogy Magyarország megvétózta az orosz gázszolgáltatás uniós embargóját. Orbán szerint ugyanis Magyarország nagy mértékben függ az orosz gáztól, és ennek kiváltására nincsenek uniós tervek. A magyar vétó jelentős külpolitikai vihart kavart. Az Unió részéről megfogalmazott orosz kőolajimport-tilalmat Orbán ugyanezen indokok miatt egy hónapig akadályozta, végül csak május végére sikerült egy kormány szerint Magyarországnak is előnyös kompromisszumos megoldást találni, aminek értelmében az importtilalom csak a tankerhajókon behozott olajra vonatkozik, a vezetéken érkezőre nem, ezzel az addigi magyar ellátottság megmarad. Ugyanakkor az is kiderült, hogy az orosz olajexportnak Magyarország csak 2%-át fedi le, így a módosított szankció nem sokat változtat annak eredeti állapotán.
Petro Porosenko korábbi ukrán elnök is kritizálta Orbánt közeli orosz üzleti kapcsolatai miatt, azt mondta szívesen elvinné őt Bucsába és más olyan ukrán településekre, ahol az orosz haderő lemészárolta a helyieket.
Közben Dmitrij Medvegyev korábbi orosz miniszterelnök olyan térképet tett közzé, amin Ukrajna nagyrészt orosz terület, Kárpátalja pedig Magyarországhoz tartozik. Ezt egyszerű zavarkeltésnek minősítették, de Békesi László egykori pénzügyminiszter szerint nem zárható ki az sem, hogy Orbán oroszbarát megnyilvánulásai mögött az áll, hogy ígéretet kapott Kárpátalja visszacsatolására Putyintól. Kitért arra is, hogy az oroszoktól kapott gáz egy részét Orbán felárral értékesíti harmadik országokba, miután Magyarország ugyanekkor 500 millió köbméter gázt adott el Szerbiának.
Orbán 2022. július 23-i tusnádfürdői beszéde, amiben a háború kapcsán az Európai Uniót, a NATO-t és azok intézkedéseit kritizálva több vitatható kijelentést tett szintén számos kritikát és cáfolatot váltott ki, miután a beszédében lényegében az agresszor Oroszországot mentegette. A lényegesebb kritikák ezzel kapcsolatban:
- A kárpátaljai magyarokon kívül mások, lengyelek, románok is estek el harcokban, ráadásul Magyarország semmilyen segítséget nem adott Ukrajnának a háborúhoz – még fegyverszállítási útvonalat sem –, így a kárpátaljai magyaroknak sem;
- Oroszország 1994-ben a Budapesti memorandum aláírásával szándékát fejezte ki Ukrajna politikai függetlenségének és szuverenitásának tiszteletben tartására;
- Az oroszok „biztonsági igénye” egy ultimátum volt, ami megszabta volna a szuverén Ukrajna és a NATO viszonyát, ráadásul a NATO 1997-es területi állapotát követelte volna – amikor Magyarország sem volt NATO-tag;
- Az orosz biztonságot fenyegető területi igény sem reális, mert a modern rakéták Ukrajnán kívülről ugyanúgy elérik Oroszországot;
- Az oroszok nyíltan nem támadtak ugyan NATO-országokat, de nyugat elleni kibertámadásokat, egyéb rendzavaró és befolyásszerzői tevékenységeket bizonyítottan végeztek;
- Magyarország sem kezdte meg azt az energiafüggetlenedési folyamatot, amivel egyre kevésbé szorulna orosz energiára, ezen kívül számos kimutatás igazolja Oroszország szankciók okozta gazdasági nehézségeit.[261]

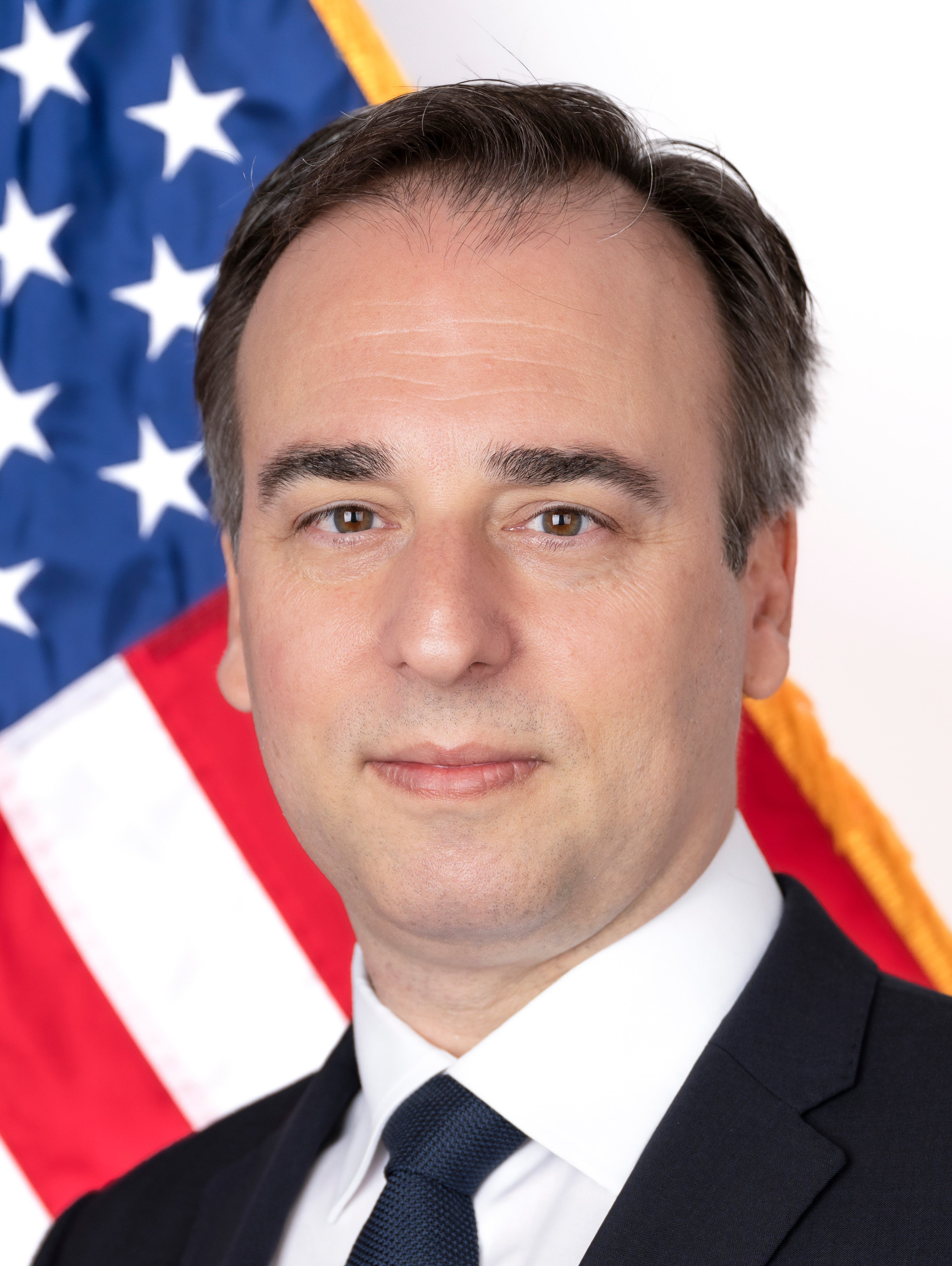
David Pressman

A magyar kormány továbbra is ellentmondásos politikát folytatott a konfliktus kérdésében: kritizálta az uniós szankciókat, ugyanakkor az összeset megszavazta az Európai Bizottságban; ennek ellenére nemzeti konzultációt is indított a kérdésben. A Direkt36.hu egy hosszabb cikkben elemezte a kormány reakcióit, amiben sok látványos oroszbarát gesztus történt, többek közt Szijjártó Péter külügyminiszter is többször találkozott egyedüli Európai Uniós külügyminiszterként Szergej Lavrov orosz külügyminiszterrel. A cikk szerint a kormány kezdetben nem vette komolyan a valódi háború lehetőségét, Orbán pedig az USA befolyásszerző kísérleteként értékelte a konfliktust, majd miután március 24-én Zelenszkij nyíltan bírálta Orbánt, a kritikát felhasználva építettek kampányt az energiaszankciókra, mint amik potenciálisan veszélyeztetik az ország energiaellátását. A megdráguló földgázt tekinti pedig oknak arra, hogy a kormány fenntartsa a jó viszonyt Oroszországgal. David Pressman, az Egyesült Államok magyarországi nagykövete szintén kritizálta a magyar külügyminiszter látványosan oroszbarát lépéseit, amit Oroszország agressziója dacára folytat. Pressman és Szijjártó között később is volt nyilatkozatcsörte, miután Szijjártó szerint a nagykövet kormányt bíráló véleménye érdektelen, mert a „szuverén Magyarországnak nem külföldről mondják meg hogyan éljenek és politizáljanak benne”, amire Pressman úgy válaszolt: „Minden tisztelettel, de Oroszország azon kísérletét, hogy egyoldalúan átrajzolja Európa határait, nem tartjuk csupán ’magyarországi belpolitikai fejleménynek’”. A V4-es országok házelnökeinek november végére tervezett pozsonyi találkozóját is lemondták, miután a cseh és a lengyel házelnök bojkottot jelentett be a magyar kormány oroszpolitikája miatt. Korábban a szlovák külügyminiszter is kritizálta emiatt a magyar kormányt. Kövér László házelnök szerint a vádak „igaztalanok és tiszteletlenek”. Közben fideszes képviselők, noha jelen voltak, nem szavaztak az EP azon szavazásán, ahol „terrorizmust támogató államnak” ítélték Oroszországot az ukrán civilek ellen elkövetett bűntettek miatt.
Gwendoline Delbos-Corfield francia zöldpárti politikus egy 2023 februári panelbeszélgetésen úgy fogalmazott, hogy Magyarország veszélyt jelent az Európai Unióra, mert véleménye szerint a magyar titkosszolgálatok az oroszoknak szivárogtatnak. Itt kitért arra is, hogy az Orbán-kormány olyan félrevezetéseket terjesztett, mint hogy az Unió fiatal magyarokat küldene a háborúba, Ukrajnába. Később viszont helyesbített, mert elismerte, hogy a szivárogtatásokra nem volt bizonyítéka; úgy értette a mondandóját, hogy az oroszok tavaly már feltörték a magyar külügy szervereit, és ezen kockázat elhárítására a magyar féltől azóta sem érkezett megnyugtató üzenet. Ugyanakkor a Defense Intelligence arról is közölt egy hosszabb anyagot, hogy a nyugati polgári titkosszolgálatok már nem osztanak meg a magyar társszervekkel információkat, épp az orosz befolyás magas kockázata miatt. 2024 tavaszán nyilvánosságra került dokumentumok igazolták, hogy a külügy tudott a két éve általuk még letagadott orosz hackertámadásokról.
Kritikát váltott ki Szijjártó Péter külügyminiszter 2023 februári minszki útja is, tekintve, hogy a közismerten diktatórikus Fehéroroszország Oroszország egyetlen európai szövetségese. Az út során a fehérorosz külügyminiszterrel tárgyalt a háború eszkalációjának megakadályozásáról, itt a megszokott kormányzati narratíva mellett, miszerint „béke kell a két fél között”, szóba hozta, hogy valószínűleg ezen útja miatt is támadni fogják. A kritika meg is érkezett Szvetlana Tyihanovszkaja fehérorosz ellenzéki vezetőtől, aki a 2020-as fehérorosz választások utáni tüntetések állami leverése után hagyta el az országot. Tyihanovszkaja úgy fogalmazott a magyar látogatás után, hogy „Egy ilyen lépés elfogadhatatlan akkor, amikor Fehéroroszországban Nobel-díjasokat hurcolnak bíróság elé, újságírókat kínoznak, és orosz katonákat képeznek ki az ukrajnai frontra küldésük előtt.” A látogatás idején egy orosz kormánygép is Minszkben tartózkodott, így egyes vélemények azt sem zárták ki, hogy Szijjártó a látogatás ürügyén valójában az oroszokkal tárgyalt, miközben az ukrán külügyminiszterrel való találkozásra a háború kitörése óta nem tudott időt szakítani. Az Európai Parlament is jelezte, hogy helyteleníti Szijjártó minszki útját.
Szijjártó minszki útjával egyidőben jelent meg a The Guardianben az a cikk is, ami hosszabban elemzi a magyar kormány viszonyulását a háborúhoz, ebben kitértek Orbán oroszbarát megnyilvánulásaira is, akit „szélsőjobboldali miniszterelnökként” jellemeztek. Kijelentették, hogy ha valamely ország vitat is bizonyos lépéseket a háborúval kapcsolatban, nem hangoztatja annyira nyilvánosan, mint az Orbán-kormány, amivel gyengítené az egységes kiállást, és azt valószínűsítik, hogy a magyar kormány valamilyen orosz viszonzás reményében vette fel ezt a pozíciót.
Orbán 2023. február 18-án tartott évértékelőjére az ellenzék is reagált, akik szerint Orbán beszéde mindenki más hibáztatása volt a saját kormánya és Oroszország helyett, miközben Orbán kormányával együtt hitelét vesztve Európa szégyenpadjára került, rossz fényt vetve Magyarországra. Elesett az uniós támogatásoktól és utólagos ideológiákkal akarja megmagyarázni a 12 év kormányzásának kudarcait. Többen megemlítették még, hogy Orbán és kormánya folyamatosan hazudik, hisz a szavaikat nem igazolják a tények és az eredmények, valamint rámutattak, hogy Orbán egyértelműen úgy viselkedik, mint „Putyin és Moszkva csatlósa, aki elárulja a nyugati szövetségi rendszert.”
Kis-Benedek József biztonságpolitikai és katonai szakértő kritizálta a magyar médiumok többségét, amiért túl nagy hangsúllyal beszélnek az Orbán által 2023 márciusától emlegetett esetleges világháborúról, egyrészt mert ez inkább az orosz propagandának megfelelő értelmezés, másrészt lokális, de még inkább regionális háborúkból Kis-Benedek szerint nem lesznek világháborúk. Ahogy fogalmazott: „Ez háborús pszichózis, ahol az embereket azzal hülyítik, hogy féljetek, de mi megvédünk benneteket. Ami nagyon rossz politika, mert az emberek nem hülyék.”
A kormánypártok a háború egy éves évfordulója kapcsán beterjesztett, majd később elfogadott határozati javaslatának vitáján az ellenzék főleg a kormány békefelfogását kritizálta, ami szerintük Oroszország békéje, miszerint Ukrajna adja fel a harcot, ezen kívül a kormányban nem nevezik nevén, hogy Putyin és Oroszország indította a háborút. Kritika érte még a kormány EU-t és egyéb nyugati szövetségeseit bíráló passzusait is, illetve hogy ezek után a kormány magát igyekszik olyan színben feltüntetni, mint aki egyedül küzd a békéért.
A Kreml részéről is érkezett kritika, miután Orbán március 31-i rádióinterjújában uniós békefenntartók eshetőségét említette meg, ami az orosz kormányszóvívő közlése szerint „potenciálisan nagyon veszélyes téma”, mert ez kétoldalú beleegyezéssel szokott megtörténni.
A Politico lap április 14-én megjelentetett cikkében egyebek mellett arról írtak, hogy a magyar kormány állításával szemben, miszerint tiltják a hadi anyagok Ukrajnába történő továbbítását az ország területén keresztül, valójában titokban megengedheti a szövetségeseinek, hogy fegyverszállításra használják a légterét. A lap kereste a magyar kormányt, de nem kapott válaszokat.
Orbán 2023. május 23-án Katarban elmondott szavaira, miszerint „az ukránoknak nincs esélyük, hogy megnyerjék ezt a háborút”, illetve, hogy „nem az a fő kérdés, hogy ki támadott meg kit” az ukrán külügyminisztérium szóvivője úgy reagált: „A Kreml örülhet: a magyar kormányfő elhárította az orosz felelősséget az Ukrajna elleni agresszióért. Az ukránok addig harcolnak, míg az összes területüket fel nem szabadítják az orosz megszállás alól. Ez az egyetlen mód, hogy helyreállítsuk a békét Ukrajnában, és garantáljuk egész Európa biztonságát.”
Amiatt is konfliktus lett a magyar kormány és Ukrajna között, mert az ukrán korrupciómegelőzési ügynökség szerint az OTP Bank „támogatja a háborút Ukrajna ellen”, ezért 2023 májusában korlátozta a bank helyi fiókjainak működését. Indoklásuk szerint a bank tovább folytatta tevékenységét Oroszországban, emellett betartják azt a hitelezési törvényt, amelynek előírásai szerint az oroszok finanszírozhatják a Luhanszki és a Donyecki Népköztársaságot. Orbán emiatt is kritizálta Ukrajnát és az intézkedés visszavonásától tette függővé Magyarország anyagi támogatását. Az ukrán szervezet viszont egyértelműsítette, hogy az OTP üzleti érdekeltségei miatt az Oroszországnak fizetett adóval közvetve támogatja Oroszország háborúját. Október 2-án viszont közleményben tudatták, hogy a bankkal folytatott egyeztetés után kikerült az OTP a problémás cégek közül.
Orbán 2023. június 2-i rádióinterjújában elhangzott kijelentéseit, miszerint a tervezett ukrán ellentámadással „háromszor akkora a veszteség és vérfürdő járna”, Mihajlo Podoljak, az ukrán elnöki hivatal vezetőjének tanácsadója egy hosszabb Twitter-bejegyzésben bírálta, ahogy többek közt fogalmazott: „Orbán Viktor abszurd álláspontja ismét demonstratív módon sérti az Európai Unió értékeit és általában a nemzetközi jogot. Ez Európa szándékos megalázása és Oroszország terrorista akcióinak elnézése. Ez az agresszor szándékos igazolása és bátorítása Ukrajna/Európa további rombolására.” Podoljak szerint Ukrajna területeinek és népének visszaszerzése „kötelező és igazságos feladat. Ha a magyar miniszterelnök valóban aggódik az áldozatok miatt, akkor hívja fel »barátját, Putyint«, és kérje meg, hogy vonja ki az orosz fegyveres erőket Ukrajna nemzetközileg elismert határairól. És akkor vége a háborúnak. Nincs több áldozat.” Hozzátette: „a háború befejezésének előfeltétele a megszálló fegyveres erők és felszereléseik teljes kivonása. Hallott valaki ilyen felhívást Orbántól, amelyet Oroszországnak címzett?” Oleh Nyikolenko ukrán külügyi szóvivő felhívta a figyelmet, hogy ha Orbán „az EU egyetlen békepárti miniszterelnöke”, akkor végre cselekedjen: „Például ítélje el Oroszország agresszióját, követelje Moszkvától a háború leállítását és az orosz hadsereg visszatérését orosz területre, csatlakozzon az Oroszország nemzetközi elszigetelését célzó intézkedésekhez, és ne ássa alá az EU egységét.”
A kormány 2023. május 30-án közreadott, békét hirdető videójában Ukrajna térképe is látszott, amin viszont az oroszok által 2014-ben annektált Krímet nem Ukrajna részeként ábrázolták. Az incidens ukrán részről újabb diplomáciai bírálatokat váltott ki, mint írták: „A Krím-félsziget nem Ukrajnához tartozó területként való jelölése ellentmond Budapest hivatalos, többször hangoztatott álláspontjának, amely szerint Ukrajna szuverenitását és területi integritását nemzetközileg elismert határain belül támogatja.” Pár nappal később a videó javított változata is megjelent.
David Pressman amerikai nagykövet éles kritikát fogalmazott meg az Orbán-kormánnyal szemben, mikor az amerikai–magyar tudományos együttműködés tiszteletére tartott fogadáson mondott beszédet 2023. június 7-én. Pressman kritikája egyértelműen a magyar kormány és Oroszország „tovább erősödő” kapcsolatának szólt, miközben Oroszország támadásokat intéz Ukrajna ellen.
Jelentős diplomáciai botrányt kavart az az incidens is, mikor egy 2023. június 8-i közlés szerint Oroszország 11 kárpátaljai származású hadifoglyot adott ki Magyarországnak, és erről Ukrajnát senki nem értesítette. Az ukrán bírálatok szerint nem ismertek az átadás részletei, és az érintett hadifoglyok állapotáról sem kaptak tájékoztatást, mindez pedig rossz színben tünteti fel a magyar közreműködést. A tisztázatlan körülményekkel kísért, ellentmondásokkal teli átadást később is több kritika érte. Ukrajnán kívül az Európai Bizottság is a részletek tisztázását követelte Magyarországtól, miközben orosz részről tagadták az átadást.
Orbán egy 2023 júniusában a Bildnek adott interjúban azért vélekedett Ukrajna vereségében, mert szerinte nyugati segítség mellett is kifogynak a katonákból az oroszok létszámfölényéhez képest. Ez a vélemény amiatt váltott ki kritikát, mert a történelem során sokszor sikerült kisebb létszámú csapatoknak győzedelmeskedni nagyobb létszámú hatalmak felett. Szent-Iványi István korábbi EP-képviselő szerint Orbán Bild-interjúja „Orbán erkölcsi mélypontja”, ahol „hűségnyilatkozatot tesz Putyinnak”, miközben többször önellentmondásokba keveredik, és olyan benyomást kelt, hogy „mindegy mit, csak beszéljenek róla”. Dmitro Kuleba ukrán külügyminiszter egy nappal később szintén a Bildnek adott interjút, itt elmondta, hogy szerinte Orbán interjúja „bla-bla-bla” volt, mivel Ukrajna újra és újra győzelmeket tud felmutatni minden pesszimista vélemény dacára. Hozzátette, szeretné remélni, hogy „a Kremlhez hasonló politikai felfogása” ellenére Orbán még az EU és a NATO szövetségese.
Miután Szijjártó Péter július 29-én az esztergomi MCC Feszten megismételte korábban már elmondott véleményét, miszerint az EU-nál a fegyverszállítások miatt „azzal számolnak, hogy négy évig még biztosan háború lesz”, miközben szerinte bírálja a békét kívánókat, nyilatkozatcsörte alakult ki Miroslav Wlachovský szlovák külügyminiszter és a magyar külügy között. Wlachovský nehezményezte, hogy Szijjártó mások nevében beszél, mert az Unió 27 tagországa nem folytatott olyan vitát, ahol döntöttek volna a háború négy éves folytatásáról, egyértelműsítve, hogy Oroszországnak kell az általa megkezdett háborút abbahagynia. A szlovák külügyminiszter szavaira Menczer Tamás államtitkár reagált, aki szerint „a fegyverszállításokban hívő” Wlachovský-nak nincs igaza, mert a harctéren nincs megoldása a háborúnak. Miután Kovács Zoltán államtitkár Twitteren közreadta Menczer reakcióját, Wlachovský keresetlen szavakkal válaszolt Kovácsnak is, ismét egyértelműsítve, hogy az orosz agresszoroknak kell abbahagyniuk a háborút.
Ivanna Klimpus-Cincadze, az ukrán parlament EU-integrációs bizottságának elnöke augusztus 11-én egy interjúban a magyar-orosz viszonyt bírálva úgy fogalmazott, hogy a magyar kormány a hozzáállásával közvetve azt segíti, hogy Oroszország gyilkolhassa az ukránokat, ezt pedig semmiképpen sem tudja barátságos politikának nevezni. Arról is beszélt, bár nagyra értékelik az ukrajnai menekülteknek nyújtott támogatást és segítséget, eközben viszont értetlenül állnak például az előtt, hogy Kirill pátriárka nevét az Orbán-kormány húzatta le az EU-s szankciós listáról, miközben szerinte „ennek az embernek és egyházának semmi köze nincs a hithez, ez egy titkosszolgálati eszköz, amelynek célja az, hogy részt vegyen az ukrán nemzet és államiság elpusztításában.” Ezen kívül bírálta, hogy több ukrán segítséget célzó intézkedést is akadályoznak magyar részről. A többször kifogásolt nyelvtörvénnyel kapcsolatban elmondta, hogy Ukrajna párbeszédet folytatna a kisebbségi képviselőkkel, a magyar képviselők viszont több esetben az előre egyeztetett találkozókon sem jelentek meg, állítólag azért, mert Budapestről erre utasították őket.
Orbán október 17-i kínai találkozója Putyinnal is több kritikát váltott ki. David Pressman amerikai nagykövet Twitter-bejegyzésben azt írta: „Magyarország vezetője a szövetségeseink közül egyedüliként egy olyan ember mellett áll ki, akinek az erői emberiesség ellenes bűntettekért felelnek Ukrajnában. Miközben Oroszország az ukrán civileket támadja, Magyarország az üzletéért könyörög.” Pressman mellett Kaja Kallas észt miniszterelnök és Julia Gross budapesti német nagykövet is kritizálta a találkozót, a kritikákat Szijjártó Péter és Gulyás Gergely utasította vissza. A találkozó miatt október 19-én a NATO tagországok nagykövetei és Svédország magyarországi nagykövete is találkozót tartott, miután közlésük szerint a NATO-tagokat egyre nagyobb aggodalommal tölti el Magyarország mélyülő kapcsolata Oroszországgal. Szijjártó úgy reagált a nagyköveti találkozóra, hogy „reméli a találkozón az amerikai nagykövet arról is beszámolt kollégáinak, hogy az Egyesült Államok 416 tonna uránt vásárolt Oroszországtól 2023 első felében.”

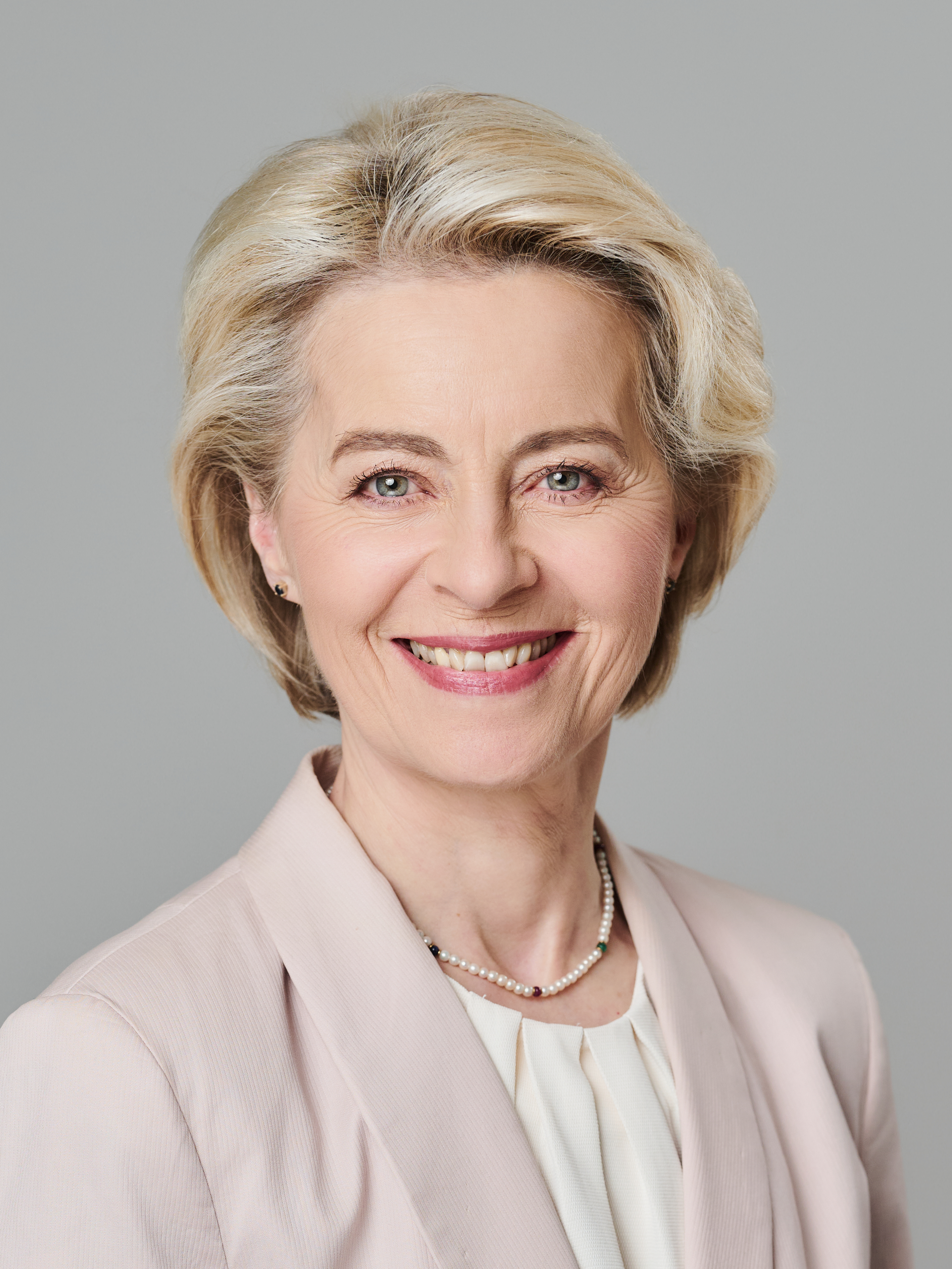
Ursula von der Leyen

Bár az EU tagországainak csúcsvezetői az október végi találkozójukon nem nagyon kritizálták Orbánt a Putyinnal történt találkozója miatt, Xavier Bettel luxemburgi miniszterelnök szerint Orbán ezzel a találkozóval a fronton harcoló ukrán katonákat is megsértette. Emmanuel Macron francia elnök ugyanakkor úgy fogalmazott, hogy senkinek nem lehet megtiltani, hogy azzal találkozzon, akivel csak akar, de elvárható, hogy előtte és utána is egyeztessen a partnereivel, Ursula von der Leyen is hasonlóképp vélekedett. A nyilatkozó vezetők szerint Orbán eddig hozzájárult az EU egységének a megőrzéséhez, és számukra igazából ez a fontos.
Ungváry Krisztián történész élesen kritizálta Orbánt, miután a miniszterelnök december 21-én úgy fogalmazott, hogy Ukrajnában nincs háború, mert nem történt hadüzenet. Ungváry Facebook-posztjában leírta, hogy „Orbán valótlanságokat, sőt hülyeségeket beszél”, túl azon, hogy ez „putyinista propaganda”. „Magyarország sem üzent hadat a Szovjetuniónak, mégis belépett a második világháborúba. Bárdossy László miniszterelnök Horthy utasítása alapján jelentette be a parlamentben hogy a »hadiállapot beállott«. […] Persze értem én miért: ha nincs háború, akkor nincsen háborús bűn sem. Akkor a tömeggyilkos Putyin és Lavrov lehetnek kedves barátai. Mindig van lejjebb.”
Donald Tusk lengyel kormányfő 2024 januárjában járt Kijevben, ahol támogatásáról biztosította Zelenszkijt, ennek apropóján pedig Orbánt is kritizálta: „Azok, akik csendben támogatják Putyint, minden szempontból elárulják Európát, ezért emlékezni fognak rájuk, és nem nyernek bocsánatot” – közölte.
Január 25-én David Pressman amerikai nagykövet megint bírálta a magyar kormányt, amiért szerinte a kormány képzelt ellenségképeket gyárt: „A magyaroknak az az elképzelésük, hogy a külpolitika kommunikációs eszköz, folyamatosan imperialistákról és gyarmatosítókról, Brüsszelről és Soros Györgyről beszélnek úgy, mintha ezek az entitások megpróbálnak »beavatkozni« a belpolitikájukba. Ez csak képzelgés.”
Kritika érte a kormányt azért, mert nem csatlakozott ahhoz az Egyesült Államok külügyminisztériuma által kiadott nyilatkozathoz, amiben elítélték Észak-Korea fegyverszállításait Oroszországnak. A nyilatkozatot ötven ország írta alá, Magyarország és Szlovákia nem. Ellenzéki politikusok érdeklődtek a nyilatkozat aláírásának mellőzéséről, miután a kormány állítása szerint békepárti és ellenez mindenféle fegyverszállítást, de az aláírás elmaradása a képviselők szerint azt a kérdést vetette fel, hogy mindegyiket vagy csak a nyugati fegyverszállítást. Sztáray Péter külügyi államtitkár válasza szerint az aláírás elmaradásának oka, hogy a kormány nem látta bizonyítottnak az észak-koreai fegyverszállítást.
2024. március 14-én David Pressman amerikai nagykövet Magyarország NATO-csatlakozásának 25. évfordulója alkalmából tartott beszédében ismét kritizálta a magyar kormány háborúhoz való hozzáállását. A kormányzati béke narratívájára reagálva úgy fogalmazott: „Tényleg azt hiszi Magyarország, hogy ha partnereink és szövetségeseink nem nyújtanak a továbbiakban katonai támogatást Ukrajnának, miközben az a saját területén harcol a puszta túléléséért, akkor Oroszország tárgyalóasztalhoz ül? Vagy azt tenné, amit már máshol is tett, hogy még nagyobb területre tegye rá a kezét, még több tulajdont zsákmányoljon, még nagyobb mértékben fossza meg az ország népét a szabadságtól, és még több gyermeket raboljon el? A magyar politika arra az illúzióra épít, hogy Ukrajna lefegyverzése megállítja Putyint. A történelem azonban azt mutatja, hogy ennek épp az ellenkezője történne. Ez nem békejavaslat; ez kapituláció.” Hozzátette, hogy ez a hozzáállás ellentétes a NATO alapkoncepciójával. A nagykövet májusban egy arizonai rendezvény panelbeszélgetésén is ezt a véleményét fejtette ki.
A magyar kormány folyamatosan akadályozó hozzáállása miatt a belga és az osztrák külügy részéről is megerősítették, hogy sürgetni fogják a Magyarország elleni úgynevezett 7-es cikkely általi eljárást, aminek a végén a magyar szavazati jog akár elvonásra is kerülhet.
Miután Orbán 2024. július 2-án, az Unió soros elnökeként Kijevbe utazott a háború kitörése óta először, július 5-én már Oroszországba ment Vlagyimir Putyinnal tárgyalni. Az orosz út sok bírálatot váltott ki, EU-s és ukrán oldalról is, kiemelve, hogy Orbánnak semmilyen EU vagy NATO-felhatalmazása nem volt béketárgyalásokat folytatni; Charles Michel, az Európai Tanács elnöke, és Josep Borrell, az EU külügyi és biztonságpolitikai főképviselője is felhívta a figyelmet az európai szervezetek elhatárolódására. Kijev szerint Orbán nem egyeztetett velük az orosz útról, ezen kívül emlékeztettek, hogy a háború béketervével kapcsolatban csak Ukrajnával együtt hozhatnak döntést, ami ragaszkodik a területi integritásához, ezt pedig Magyarország is deklarálta. Jens Stoltenberg NATO-főtitkár is jelezte, hogy megállapodásaikban Magyarország is egyetértett Ukrajna szuverenitásával. Több nyugati vezető is kritizálta Orbán orosz útját, hozzátéve, hogy Orbán magánakciója volt a Putyinnal folytatott tárgyalás, amire semmilyen szövetségi felhatalmazása nem volt, ezen kívül egyértelműsítették, hogy Oroszország az agresszor, ha tehát Orbán segíteni akar, Ukrajnát támogassa. Még az is felmerült, hogy Orbán moszkvai útja miatt elmarad az Unió soros elnökénél szokásosan megtartott uniós testületi látogatás, ami példa nélküli lenne. A látogatások után nem sokkal az orosz haderő lebombázott egy kijevi gyermekkórházat, amiért több európai politikus élesen bírálta Orbánt, mondván, a tárgyalásaival és a békéről való szónoklatával semmit sem ért el az oroszoknál. Ursula von der Leyen is kritikával illette Orbán moszkvai útját, aminek a bombázás fényében szerinte semmi értelme nem volt. David Pressman amerikai nagykövet többedjére kritizálva Orbánt úgy fogalmazott, hogy „Orbán békemissziója egy performansz volt”, hozzátéve, hogy szerinte Orbánnak is világos, hogy ez a háború – ha Putyin úgy dönt – akár már holnap véget érhetne.
Von der Leyen 2024. augusztus 30-án a prágai GLOBSEC Fórumon tartott beszédében is félreérthetetlenül Magyarországot kritizálta: „Ma egyes politikusok az Unión belül, sőt Európának ezen a részén is sárba keverik az Ukrajnáról folytatott beszélgetésünk vizét. Nem a megszállót, hanem a megszálltakat hibáztatják a háborúért; nem Putyin hatalomvágyát, hanem Ukrajna szabadságszomját. Ezért szeretném megkérdezni őket: hibáztatná valaha a magyarokat az 1956-os szovjet invázióért bárki? A cseheket az 1968-as szovjet elnyomásért? A válasz ezekre a kérdésekre nagyon egyértelmű: a Kreml viselkedése törvénytelen és kegyetlen volt akkoriban. És a Kreml viselkedése törvénytelen és kegyetlen ma is.”
Orbán Balázs miniszterelnöki tanácsadó szeptember 26-i nyilatkozata is éles bírálatok tárgya lett, miután ebben hibának nevezte Ukrajna ellenállását, majd párhuzamot vont az 1956-os forradalom és az oroszok 2022-es támadása között. Orbán nem sokkal később egy videóüzenetben magyarázkodva azzal vádolta a kritikusait, hogy kiforgatták a szavait, az itt és a vonatkozó nyilatkozataiban elhangzó állításait azonban cáfolták. Felmerült olyan vélemény is, miszerint Orbán a véleményével szembe ment az Alaptörvény rendelkezésével, mert a szavai alapján kollaborálna az agresszorral. Miután a miniszterelnök is „hibának” nevezte a megnyilatkozást, Orbán a Facebookon kért elnézést.
Orbán Balázs szavai nyomán Julia Gross német és Jonathan Lacôte francia nagykövet közösen fogalmazott meg úgynevezett demarsot, azaz szóbeli diplomáciai jegyzéket, ami szerint ha Magyarország NATO-tagállamként így áll a közös védelem kérdéséhez, az ellentétes a katonai szövetség szellemiségével, és sértő a többi tagra nézve. Gross október 2-án a német egység napja alkalmából tartott beszédében is bírálta a magyar kormányt annak oroszbarát lépései miatt, válaszul Szijjártó Péter bekérette őt a Külgazdasági és Külügyminisztériumba az „elfogadhatatlannak” minősített beszéde miatt.
Október elején republikánus szenátorokból álló amerikai kongresszusi delegáció érkezett Magyarországra, hogy magyar kormányzati tisztviselőkkel és a civil társadalom képviselőivel találkozzanak, a szenátorok ennek apropóján közleményben kritizálták a magyar kormány Oroszországhoz és Kínához való közeledését.
Orbán Viktor a soros EU-elnökség ürügyén október 8-án tartott sajtótájékoztatót Strasbourgban, ahol számos kritikus kérdésre kellett reagálnia, de azt is elismerte, nem tudja, hogy lehet megoldani a mostani fegyveres konfliktust, csak azt, hogy a jelenlegi helyzet nem fenntartható. Október 9-én az Európai Parlament plenáris ülésén is számos kritika érte Orbánt, amik közül több is az agresszor Oroszországhoz és Putyinhoz való viszonyát érintették.
Október végén Orbán újabb uniós szintű bírálatokban részesült oroszbarát megnyilvánulás miatt, miután a Grúziában tartott választásokon nemcsak, hogy gratulált az oroszbarát Álom Pártnak még azelőtt, hogy hivatalosan kihirdették volna a végeredményt, de még Tbiliszibe is utazott. Az EU 13 külügyminisztere és Josep Borrell, az EU külügyi főképviselője is kritizálta Orbán grúziai útját, kiváltképp amiatt is, mert a választásokon a nemzetközi megfigyelők szerint is visszaélések történtek. Az Unió részéről hangsúlyozták, hogy – ahogy júliusi moszkvai útja alkalmával is – Orbán, mint az EU soros elnöke az Unió felhatalmazása nélkül, Uniót képviselő jogkör nélkül utazott Grúziába, ezért ott csak a magyar–grúz kapcsolatok kerülhettek szóba. Oroszország tagadta, hogy a grúz választásokba avatkozott volna.
A november 7-én magyar soros elnökség által tartott budapesti uniós csúcson Volodimir Zelenszkij ukrán elnök is megjelent, aki megköszönte a szövetségeseinek a támogatást, majd felhívta a figyelmet arra, hogy „Putyin ölelgetése nem segít. Néhányan már 20 éve ölelgetik őt, a dolgok pedig csak rosszabbodnak. Ő csak háborúkban gondolkodik, és nem fog megváltozni. Csak a nyomás tudja megfékezni őt.” Ezután bírálta Orbánt is, mint azt a vezetőt, aki úgy javasol tűzszünetet, hogy nem akarja Ukrajna NATO-tagságát. Az ukrán fél nehezményezte azt is, hogy Zelenszkij beszédét az eseményről kizárólagosan élőben tudósító állami média nem közvetítette, majd visszautasították azt az indokot erre, miszerint ezt ők kérték volna.
Orbán decemberben javasolt „karácsonyi tűzszünetét és fogolycseréjét” is kritikusan fogadták ukrán oldalról. Mint közölték „erkölcstelen manipuláció” a javaslat, miközben a magyar kormány a béke alatt lényegében Ukrajna lefegyverzését érti, amit a támogatások és az oroszországi szankciók vétói is mutatnak, ezen kívül nehezményezték, hogy Orbán egyoldalú tárgyalásokat folytat Oroszországgal, amivel gyengíti a közös uniós fellépést az agresszorral szemben. Zelenszkij előbb december 17-én bírálta Orbán javaslatát, mondván Orbánnak nincs befolyása Putyinra, és nem tud nyomást gyakorolni rá, majd a december 19-én tartott uniós csúcs vendégeként „komolytalan politikai PR”-ként jellemezte. Itt hozzátette, egy lehetséges tűzszünet csak akkor képzelhető el, ha vannak konkrétumok az utána következő időszakra, különben csak befagy a konfliktus.
A Válasz Online-on a háború három éves évfordulója kapcsán jelent meg 2025. február 24-én egy véleménycikk, amiben kritizálták a magyar kormány hozzáállását és három évnyi „agresszorpártiságát,” amely „semmilyen előnnyel nem járt,” cserébe nemzetközi szinten ártott Magyarország reputációjának, amit sokkal több idő lesz helyrehozni.
Orbán egyedüli uniós kormányfőként nem szavazta meg az Unió Ukrajna megsegítéséről szóló álláspontját a 2025. március 6-i EU-csúcson, ennek kapcsán többen, mint Manfred Weber kemény szavakkal kritizáltak: „Nekünk, az Európai Néppártnak elegünk van abból, hogy Orbán Viktor csak akadályozza a közös megegyezést [és] a józan észt az Európai Unióban. El kell gondolkodnia [azon], hogy valóban be akar-e ágyazódni, és a szélesebb európai család része akar-e maradni.” Más vezetők is kritizálták Orbán különutasságát. António Costa, az Európai Tanács elnöke is úgy beszélt Magyarországról, hogy „elszigetelt ország az EU-ban, és nem képes megosztani közösségünket,” kiemelve, hogy Magyarország egy ország a 27-ből. Orbán március 7-én bejelentett egy „véleménynyilvánító szavazást” is Ukrajna uniós tagságáról, erről Rácz András elemző azt mondta, hogy felesleges, hisz egy ország csatlakozása akár egy évtizeddel később tud csak megvalósulni a megannyi kötelező adminisztratív feltétel miatt, ami főleg egy háborút viselő országban nem aktuális. Az uniós csúcson pedig szóba sem került Ukrajna csatlakozása, így Rácz szerint a vétóval Orbán csak Oroszországnak tett szívességet.
Eközben tudósok jelentős tábora jelentetett meg egy újabb közös nyilatkozatot, amelyben kiálltak a megtámadott Ukrajna és annak megsegítése mellett, valamint elítélik a kormány ukránellenes politikáját.
Kritikát váltott ki Schmidt Mária kormányközeli történész véleménye is, aki egy 2025. április 29-én közreadott írásában azt fejtette ki, hogy szerinte a bucsai mészárlást az ukránok követték el. Ugyanekkor járt Magyarországon Olha Sztefanyisina ukrán miniszterelnök-helyettes, aki nem kevés iróniával szólt a magyar ukránellenes kampányról. Rácz András elemző szerint Schmidt a „buta agymenésével” erről próbálhatta elterelni a figyelmet.
Ruszin-Szendi Romulusz korábbi vezérkari főnök, aki időközben a TISZA Párthoz csatlakozott egy leleplezőnek szánt hangfelvétel kapcsán bírálta a kormányt 2025 májusában. A felvételen Szalay-Bobrovniczky Kristóf honvédelmi miniszter úgy fogalmazott még 2023-ban, hogy „a magyar kormány döntése értelmében szakítunk az eddigi békementalitással, és átállunk a háború felé vezető út nulladik fázisára”, ezzel pedig a TISZA szerint lelepleződött a kormány kétszínűsége, miszerint békéről beszél, de valójában háborúra készül. Valójában a magyar kormány több alkalommal keveredett ellentmondásos helyzetekbe a háború kitörése óta, amik arra utaltak, hogy Magyarország a politikai narratíva ellenére közreműködött Ukrajna fegyverkezési lépéseiben. Ruszin-Szendi visszautasította azt a kormányzati véleményt is a közben kirobbant ukrán kémüggyel kapcsolatban, hogy személy szerint ukrán befolyás alatt állt volna és ez vezetett volna a felmentéséhez, szerinte ehelyett nem akart az „agrárvégzettségű, üzletember, »honvédelmi miniszter« szakmaiatlan ámokfutásához asszisztálni.” Emellett a kormányzat katonaságot érintő lépéseit kritizálta.
Volodimir Zelenszkij ukrán elnök 2025. június 10-én először adott interjút magyar médiumnak a háború kitörése óta, mikor a Válasz Online közölt vele egy hosszabb beszélgetést. Zelenszkij itt egyebek mellett a magyar kormány hozzáállását is kritizálta; kiemelte, hogy Orbán Viktor és Magyarország egészének véleménye nem azonos a háború kapcsán, aki helytelenül jár el, mikor szembe megy az EU-val és a NATO-val, holott mindkét szervezet tagja, miközben szerinte „Putyinra teszi a tétjeit”, de veszíteni fog. Beszélt az Ukrajnában végzett magyar katonai hírszerzőakciókról, amik felvetik a kérdést, hogy kinek és minek gyűjtenek adatokat Ukrajna védelméről? Neheztelt amiatt is, hogy az Orbán-kormány a „Voks2025” nevű ukránellenes szavazásának kampányához az ő portréját is felhasználta, holott ő erre nem adott engedélyt, miközben az efféle ukránellenes hangulatkeltéssel csak Putyinnak tesz szívességet. Hozzátette: „Orbán-plakátok sincsenek más országokban. Mert nem volna etikus.”
Szentkirályi Alexandra 2025. június 14-én közreadott videója is számos kritikát váltott ki, melyben a Miniszterelnöki Kabinetiroda egy munkatársa is szerepelt összekötözve egy autó csomagtartójában, és amivel Szentkirályi az „ukrán szervkereskedőkkel” akart riogatni. Gelencsér Ferenc, a Momentum politikusa jelezte, hogy feljelenti Szentkirályit közveszéllyel való fenyegetés miatt, ezen kívül felelőtlennek és ízléstelennek nevezte a videót, egyúttal felszólította Szentkirályit, hogy a közízlés érdekében vonuljon vissza a közélettől. Magyar Péter, a TISZA Párt elnöke is úgy fogalmazott, hogy Szentkirályi Alexandrának mától nincs helye a magyar közéletben. Az esetre utóbb Kovács Gergely, a Magyar Kétfarkú Kutya Párt elnöke és II. kerületi polgármester is reagált egy Sándor Fegyirrel, Ukrajna budapesti nagykövetével közös, ironikus videóval, amiben ukrán gyerekek táboroztatására gyűjtenek.
Nagy-Britannia távozás előtt álló budapesti nagykövete, Paul Fox június 13-án a brit nemzeti ünnepen mondott beszédében a magyar kormánynak címzett kritikák sorában többek között, Ukrajnára utalva megemlítette, hogy a kormányzati propaganda a szomszédokat bűnözőnek ábrázolja. Kijelentette: „Úgy vélem, egy olyan határhoz közelednek, amit nem akarnak átlépni.” 
2025. június 21-én csaknem ötven közéleti szereplő, köztük korábbi Fidesz-kormányok miniszterei – az Orbán-kormány „Ukrajna-ellenes propagandájával” szemben – nyílt levélben fejezte ki szolidaritását az ukrán néppel és tiszteletét „a hazájuk védelmében hősiesen helytálló ukrán hadsereg katonáinak”. A nyílt levelet már a megjelenését követő első napon több ezren írták alá.
A levélre Orbán Viktor is reagált a Facebookon, aki szerint „a nyilatkozat aláírói semmibe veszik Magyarország érdekeit. Rosszul mérik fel az orosz–ukrán háború folytatásának nyilvánvaló következményeit, és akaratlanul is Oroszország érdekét szolgálják, aki a háború folytatásával minden nap újabb nyereséget könyvelhet el.”
Kritikusan reagált az ukrán külügy, miután a kormánypárti Nemzeti Ellenállás Mozgalom újabb plakátkampányt indított 2025 júliusában, ahol Zelenszkijt és az Orbán kihívójává vált Magyar Pétert szerepeltették közösen. Az ukrán külügy azon kívül, hogy bírálta a plakátokat sértőnek és szánalmasnak nevezve azokat, bekérette a kijevi magyar nagykövetet is. Ezzel kapcsolatban utóbb Magyar Levente külügyi államtitkár a Facebookon adott panaszának hangot, szerinte ugyanis az ukránok nem hallgatták meg Heizer Antal nagykövet válaszát.
Szergej Lavrov orosz külügyminiszter 2025. július 7-én publikált Magyar Nemzetnek adott interjúja miatt, melyben Lavrov az Orbán-kormányt dicsérte és Ukrajnát kritizálta Tompos Márton, a Momentum elnöke a Facebookon jelentette be, hogy újabb beadványt küld a Szuverenitásvédelmi Hivatalhoz, mert szerinte magyar adóforintokból terjesztenek Magyarországon orosz propagandát.
Egy július 9-én Ukrajnában életét vesztett kárpátaljai férfi halálát a kormányközeli média és a kormányfő is úgy tálalta, mintha kényszersorozás során bántalmazták volna, noha erre nem voltak konkrét bizonyítékok. Rácz András Oroszország-szakértő az esetre reagálva higgadtságra intett egy Facebook-posztban, ahol leírta, hogy az ukrán mozgósítás – vagyis nem kényszersorozás, ami csak békeidőben lehetséges – rendelkezik nehézségekkel a hadkötelességet elkerülni kívánók és a mozgósításért felelős szerv ügyintézése részéről, de ettől még továbbra sincs bizonyíték a bántalmazásra, mivel a férfi az első hírek szerint belsőszervi szövődményekbe halt bele. Rácz szerint ebben a helyzetben arra van szükség, hogy a lehető legalaposabb, lehetőség szerint független szakértők bevonásával hivatalos vizsgálat induljon. Felhívta arra is a figyelmet, hogy a magyar kormány, ha akarná segíthetné is az ukrán felet abban, hogy hatékonyabb orvosi vizsgálatokat végezhessen, ezzel is meggátolva, hogy akár más kárpátaljai magyar váljon egy ki nem vizsgált orvosi komplikáció áldozatává.
A haláleset miatt kitiltották Magyarországról azt a három, kényszerszorozásokért felelős tisztségviselőt, akiknek szankciós listára helyezését is kezdeményezték az Európai Uniónál. Andrij Szibiha ukrán külügyminiszter tudatta, hogy a „megalapozatlan és abszurd” kitiltás miatt Ukrajna „megfelelő válaszintézkedéseket” helyezett kilátásba.
Ugyanekkor Palágykomorócon egy 28 éves fiatalember fel akarta gyújtani a helyi görögkatolikus templomot. Az eset kapcsán ugyancsak Rácz András felhívta a figyelmet az eset ellentmondásaira, mint például, hogy a tettes nem a magyarok által látogatott templom ellen indított támadást, és a rajta hagyott magyarellenesnek szánt felírat is helytelenül volt felírva; hozzátette, nem példa nélküli, hogy orosz megbízásból követnek el ilyesfajta provokatív tetteket, ezért megint óvatosságra intett a magyar kormányzat ukránellenes hangulatkeltése helyett. Emiatt nyilatkozatcsörte alakult ki közte és kormányzati szereplők között, akik szerint Rácz és Magyar Péter is az ukránok befolyása alatt állnak. Rácz megismételve az állításait rámutatott, hogy a személyeskedésen kívül semmilyen tényszerű cáfolat nem hangzott el a felvetéseire.

### A svéd és finn NATO-tagság magyar ratifikációja
Kritika érte azért is Magyarországot, hogy Törökországgal együtt csak ők ketten halogatták legtovább a NATO 30 tagállamából Svédország és Finnország szövetséghez való csatlakozásának megszavazását. A két ország a háború miatt döntött korábban a csatlakozás mellett. Orbán 2022 novemberében közölte, hogy Magyarország támogatja Finnország és Svédország NATO-tagságát és a következő év első ülésén ezt a parlament is napirendre fogja tűzni.

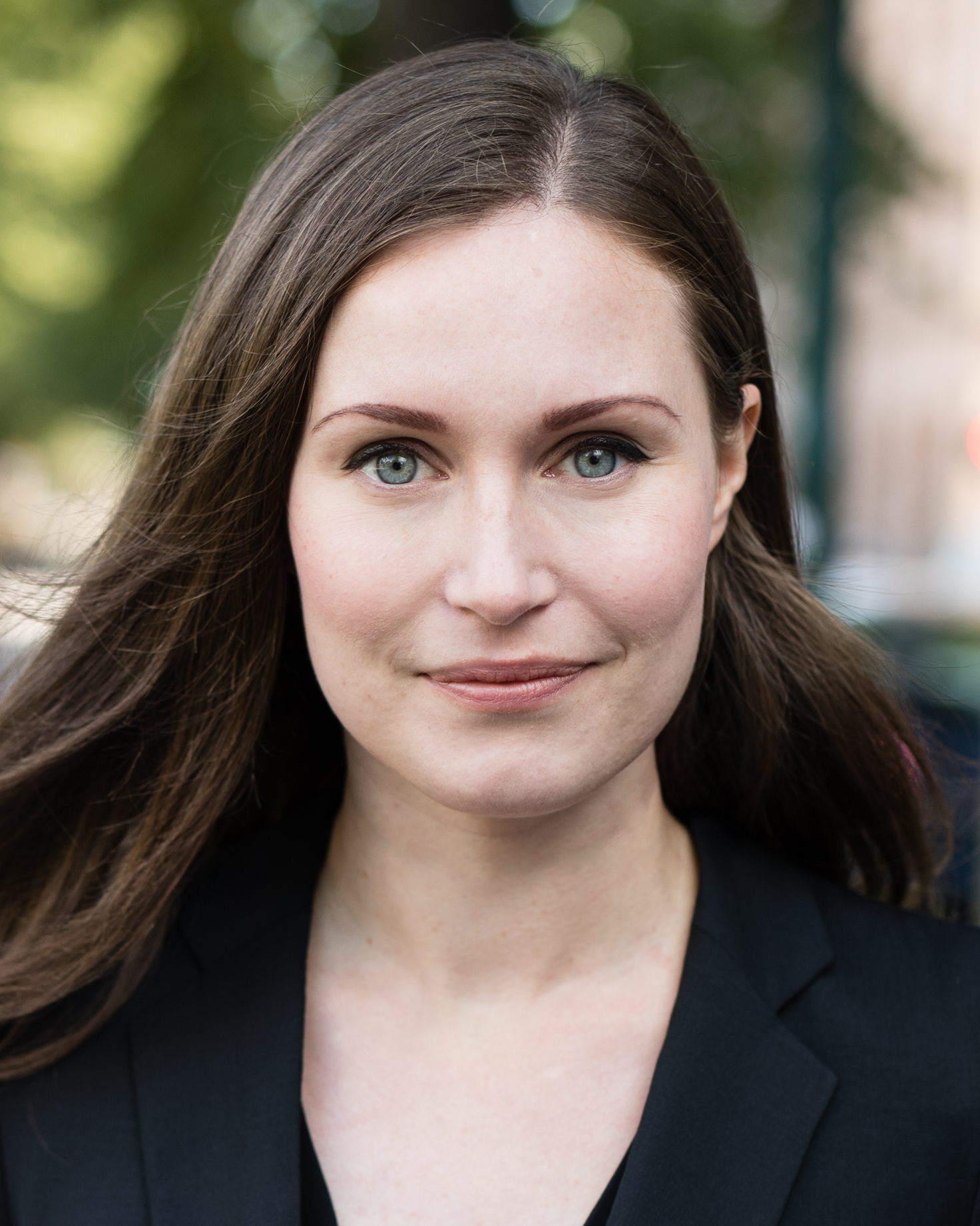
Sanna Marin

A magyar parlament azonban a megígért időben sem döntött a svéd és finn NATO-csatlakozás ratifikálásáról, amit többen egyszerű időhúzásnak értékeltek. Egy 2023. februári Fidesz-KDNP–frakcióülésen a kormány közlése szerint „vita alakult ki, és a Fidesz nem megy csak úgy bele a finn és svéd NATO-csatlakozás megszavazásába, hanem a »vitarendezés« érdekében tárgyalódelegációt küldenek a két országba”, mert szerintük svéd és finn részről „durván, alaptalanul közönségesen sértegették Magyarországot, most pedig szívességet kérnek.” A Hende Csaba vezette delegáció el is utazott tárgyalni, aki nyilatkozataiban mindvégig pártolta a csatlakozásokat, csak azt nehezményezte, hogy szerinte az országok „hazudnak” Magyarországról. A helyi médiumok kérdéseire, amik főleg a látogatás célja és a NATO-szavazás közti összefüggést firtatták azonban nem tudott egyenes válaszokat adni. Ezután döntöttek arról, hogy március 27-én szavaznak Finnországról, Svédországról viszont megint csak később, ahogy erről a törökök is döntöttek. Az Egyesült Államok ezek után már megsürgette Magyarországot, hogy „késlekedés nélkül” ratifikálja Finnország és Svédország NATO-csatlakozását. Balázs Péter korábbi külügyminiszter is bírálta a ratifikálás késleltetését, amire „nincs racionális ok és csak Magyarország megítélését rontja.” Több korábbi miniszter pedig nyílt levélben kérte a kormánytól a ratifikálásokat. Ulf Kristersson svéd miniszterelnök is magyarázatot várt, hogy miért nem hagyják jóvá a NATO-csatlakozásukat. Egy napra rá viszont Kristersson úgy nyilatkozott, miután találkozott Orbánnal, hogy „Magyarország nem fogja lassítani országa NATO-csatlakozását, a magyar kormány Finnország esetében már hozott döntést, és ugyanez a terve Svédországgal kapcsolatban is.” Szerinte ezért országa valójában már csak Törökország ratifikációjára vár.
Az országgyűlés március végén végül megszavazta a finn tagságot, amit Sanna Marin finn kormányfő meg is köszönt, de felhívta a figyelmet Svédország ratifikálásának fontosságára is. Juho Romakkaniemi, a Finn Kereskedelmi Kamara ügyvezető igazgatója viszont éles szavakkal kritizálta az időhúzást: „Sokan dicsérik Magyarországot a finn NATO-csatlakozás ratifikációja után. Ám kevés alapja van annak, hogy hálásak legyünk. Valójában undorító volt Orbán részéről, hogy Finnország biztonságával játszott majdnem egy évig, méghozzá azért, hogy opportunista előnyöket szerezzen. Ne felejtsük ezt el.” Tobias Billström svéd külügyminiszter is kétkedésének adott hangot országa mihamarabbi ratifikálása kapcsán.

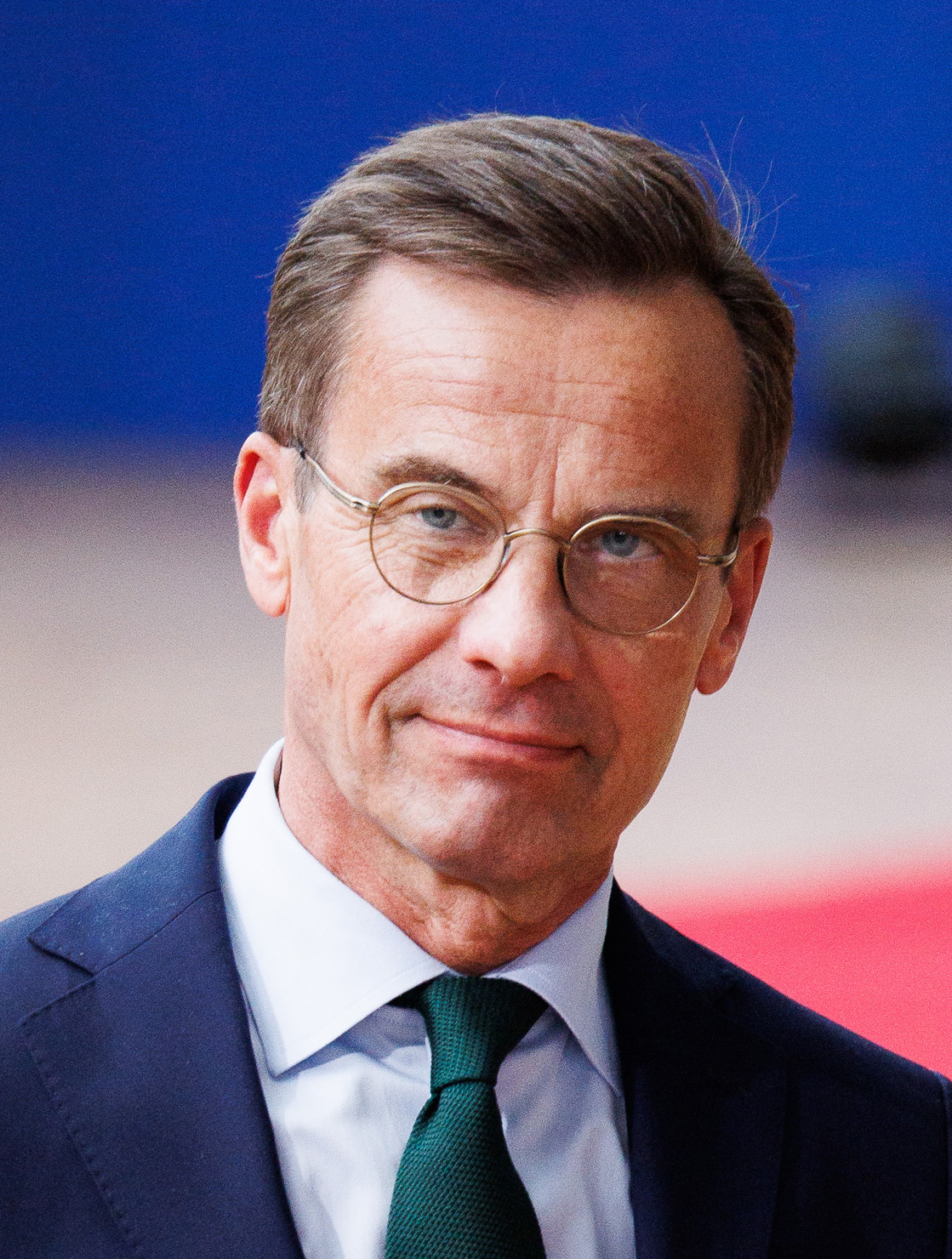
Ulf Kristersson

Miközben Finnország április 4-én hivatalosan is NATO-tag lett, addig a svédországi ratifikálást a magyar kormány újabb kifogásokra hivatkozva halasztotta el, amiket ráadásul nem is fogalmazott meg egyértelműen, újabb értetlenkedésre okot adva. Egy Szijjártó Péterrel folytatott BBC-s interjúban is felmerült a svéd ratifikáció elnapolása, amit Szijjártó azzal indokolt, hogy svéd kormányzati tisztségviselők részéről „sértő megjegyzések hangoztak el”, ezért „kölcsönös tiszteletet” vár el a svédektől.
Orbán 2023. május 23-án Katarban elhangzott nyilatkozata szerint „javulnia kell Magyarország és Svédország politikai kapcsolatának, mielőtt jóváhagyják az ország csatlakozási szándékát a NATO-ba.” Szerinte a politikai kapcsolatok Magyarország és Svédország között „borzasztóan rosszak”, ezért úgy vélekedett, hogy „nem akarnak konfliktusokat importálni a NATO-ba”.
A The Washington Post 2023. június 14-i cikke szerint az Egyesült Államok Külügyi Bizottsága egy 735 millió dollár értékű, HIMARS rakétákat is tartalmazó magyar fegyvervásárlást blokkol a svéd ratifikáció hátráltatása miatt, a Honvédelmi Minisztérium viszont tagadta, hogy ilyen üzletkötési szándéka lett volna az Egyesült Államokkal.
A DK-s Vadai Ágnes június 29-én az Országgyűlés házbizottságának ülésén megpróbálta napirendre vetetni a svéd NATO tagság megszavazását, de a kormánypártok elutasították, amivel Vadai szerint „Putyin és Erdogan érdekeit szolgálja a Fidesz”, így ez az őszi ülésszakra tolódik. Ennek dacára Ulf Kristersson svéd miniszterelnök úgy nyilatkozott egy nappal később, hogy Orbán Viktor biztosította arról, hogy a magyar Országgyűlés nem fogja késleltetni Svédország NATO-csatlakozását. (Kristersson hasonló ígéretről számolt be márciusban is.) Közben az is kiderült Szijjártó Péter szavaiból, hogy a kormány egyeztetéseket folytat a ratifikációról Törökországgal, amit viszont a kormány pár hónapja még tagadott.
Kövér László is kritizálta Svédországot egy július 10-i interjúban, mikor arról beszélt, hogy „a svédekben azért van valami tenyérbemászó érzéketlenség mások érdekeivel kapcsolatban”, mert „azt a minimális gesztust nem hajlandó megtenni a svéd politikai elit és benne a törvényhozás, hogy megtiltsa azt, hogy Koránt lehessen égetni a szólásszabadság jegyében.” Egyébként pedig a kormányhoz hasonlóan tagadta, hogy a törökökre várnának a kérdésben, a magyar külügy részéről pedig elhangzott, hogy „Tartani fogjuk az ígéretünket, miszerint nem mi leszünk az utolsók a ratifikáció tekintetében”.

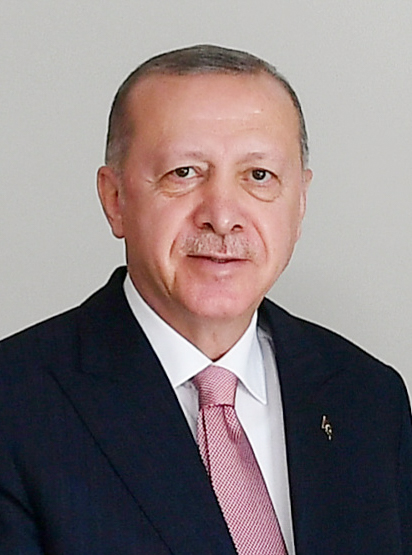
Recep Tayyip Erdoğan

Júliusban Recep Tayyip Erdoğan török elnök először még Törökország lehetséges EU-tagságának újratárgyalásától tette függővé a támogatást, de Jens Stoltenberg, a NATO főtitkára később már arról számolt be, hogy Törökország támogatja a svéd NATO-tagságot. Stoltenberg úgy nyilatkozott, támogatja a törökök uniós tagságát, az Európai Bizottság viszont elutasította ezt a feltételt, mert a bővítési folyamat bonyolult és nem összevethető a NATO-tagság támogatásával. Szijjártó ezután azt írta egy Facebook-bejegyzésben, hogy „Már csak technikai kérdés a ratifikációs folyamat lezárása.” Az ellenzéki pártok kritizálták a kormányt, hogy különféle indokokkal előbb még akadályozta a ratifikációt, de a török beleegyezés után mégis nyitottak felé, ami szerintük Törökország magyar befolyásolása miatt történt, ami arra utal, hogy Magyarország szuverenitása megkérdőjeleződött, nemzetközi súlya pedig eljelentéktelenedett. Az eltelt több mint fél év következetlen eseményeinek elemzései azt mutatták, hogy a magyar kormány alapvetően Törökország döntéséhez igazodott a ratifikációk kérdésében. Kaiser Ferenc, az NKE docense szerint Törökország korszerű amerikai F–16-os vadászrepülőkért cserébe mehetett bele Svédország támogatásába, hogy fejlessze saját avuló haderejét, de Tarik Demirkan, a Türkinfó szerkesztője szerint is ez áll az egyezség mögött, míg Egeresi Zoltán Törökország-szakértő szerint Erdoğan politikai sikerként mutathatja fel belföldön a megállapodást.
Németh Zsolt, a Fidesz külpolitikusa július 13-án az InfoRádiónak adott interjút, ahol a ratifikáció is szóba került. Németh szerint a magyar diplomácia működött közre a török–svéd vita rendezésében, ezen kívül ő is beszélt a svédek állítólagos tiszteletlenségéről Magyarország felé, ami miatt állítása szerint tudatosították a „svéd partnerek” felé, hogy a „kölcsönös tisztelet hangján viszonyuljanak egymáshoz”. Megerősítette továbbá, hogy a török–magyar együttműködés lényege az volt, hogy a viták során ne hagyják egyedül a törököket.
Július 31-én ellenzéki pártok kezdeményezésére rendkívüli parlamenti ülést tartottak a ratifikáció kapcsán, de a kormánypártok nem mentek el rá, így az határozatképtelen maradt. Az ellenzéki képviselők ezért csupán kormányt kritizáló felszólalásokat tartottak.
Szijjártó Péter szeptember 14-én amiatt írt felháborodott hangú levelet a svéd külügyminiszternek, mert egy még 2019-ben készült EU és a demokrácia című videóban, mely svéd iskolai oktatóanyagként is megjelent a magyar demokratikus viszonyok fokozatos leépüléséről is beszélnek. Szijjártó levele szerint a magyar választók demokratikusan választották meg a képviselőiket, és ez a lejárató lépés nem segíti a svéd ratifikáció körüli megegyezést.
Szijjártó levele után jelent meg egy hosszabb elemzés Elisabeth Braw, a Foreign Policy egyik publicistája tollából, melyben kétségét fejezi ki a magyar ratifikáció kérdésében. Az elemzés idézve a levelet, ami a ratifikációt, lényegében mint zsarolási eszközt mutatja fel azt fejti ki, hogy Svédország működő demokrácia, ahol a svéd kormány nem mondhatja meg az ellenzéknek vagy a svéd közszolgálati rádiónak, hogy mit mondjanak. Ezért úgy látja a ratifikáció „halálra van ítélve” Orbán miatt. Elismeri, hogy a svéd politikusok valóban kritikusak Magyarországgal szemben, ezek a vélemények viszont nem a svéd kormánytól, hanem a svéd ellenzéktől származnak. A cikk szerzője úgy látja, hogy ennek ellenére Magyarországnak inkább van szüksége az Európai Unióra, mint fordítva, Svédországnak viszont égető szüksége van Magyarországra; ha nem rendeződik a helyzet az egyrészt azt jelenti, hogy Svédország kiemelkedő védelmi iparát továbbra is hátráltatni fogja a NATO-n kívüli státusza, másrészt pedig „Oroszország két legközelebbi NATO-szövetségese aláásta azt, ami a NATO legdicsőbb pillanata lett volna az utóbbi években: Svédország és Finnország csatlakozása”, amiből egyelőre csak Finnországé valósult meg.
Közben Kövér László is újabb kritikát fogalmazott meg Svédország felé, míg David Pressman arra hívta fel a figyelmet, hogy a magyar haderő Gripen vadászgépei is svéd gyártmányúak és fenntartásúak, tehát a kormánynak is tisztában kell lennie a svéd tagság jelentőségével.
Kocsis Máté fideszes frakcióvezető a kormány szeptemberben kihelyezett, esztergomi frakcióülése után szintén kritizálta a Svédországban megjelent kisfilmben elhangzottakat és azok készítőit, ami miatt ő is bizonytalannak nevezte a magyar ratifikációt. Közben szintén a Foreign Policy-ban jelent meg az a cikk, amely szerint októberben sor kerülhet a ratifikációra – ami végül szintén nem történt meg.
Október 23-án tudatták, hogy Erdoğan elindította a svéd NATO-tagság tárgyalását a török parlamentben. Ulf Kristersson svéd miniszterelnök a közösségi médiában üdvözölte a fejleményt. Bár a magyar kormány többször egyértelműsítette, hogy „nem ők lesznek az utolsók a kérdésben”, december végén a török parlament külügyi bizottsága is jóváhagyta a svéd NATO-csatlakozási kérelmet, amit a következő lépésben a török parlament tárgyal majd.

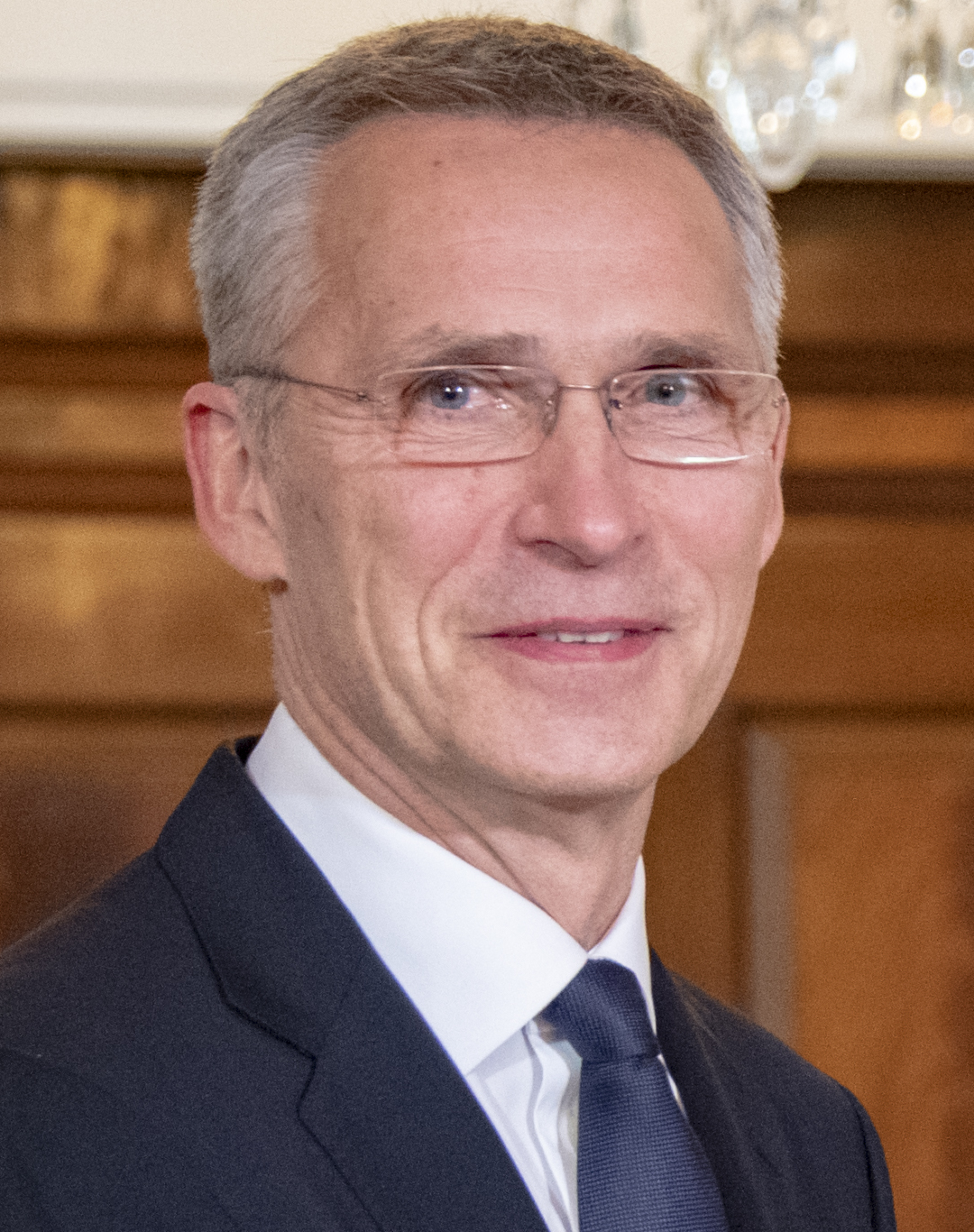
Jens Stoltenberg

Miután 2024 január végén híre ment, hogy a török parlament hamarabb ratifikálhat, Orbán Magyarországra hívta Ulf Kristerssont, Svédország miniszterelnökét, de erre  Tobias Billström svéd külügyminiszter úgy reagált, hogy „Jelenleg nem látok arra okot, hogy tárgyaljunk.” (Utóbb Kristersson elődje, a NATO-csatlakozást elindító Magdalena Andersson volt svéd miniszterelnök is arról beszélt, hogy nincs megbeszélnivalójuk Magyarországgal, mert Svédország minden követelménynek megfelel.) Egy napra rá a török parlament meg is szavazta a tagságot, így a korábbi kormányzati ígéretekkel ellentétben Magyarország maradt az utolsó NATO-tagállam, ami ezt nem tette meg. Jens Stoltenberg NATO-főtitkár üdvözölte a lépést és sürgette Magyarországot, hogy hasonlóképp cselekedjen. A kormány korábbi svédellenes megnyilvánulásai és több, mint egy év halogatása dacára Orbán azt üzente Twitter/X-bejegyzésében, miután Stoltenberggel tárgyalt telefonon, hogy a magyar kormány támogatja Svédország NATO-tagságát, ezért „továbbra is sürgetni fogjuk a magyar parlamentet, hogy szavazzon Svédország csatlakozása mellett, és az első adandó alkalommal zárja le a ratifikációt”. Novák Katalin köztársasági elnök ugyancsak bejegyzésben írt a ratifikáció szükségességéről. Megkérdőjelezték, hogy miért érte meg a magyar kormánynak a jelentős ellentmondásokkal kísért halogatás, ami csak presztízsveszteséget okozott.
Január 25-én Ulf Kristersson üzenete alapján mégis nyitottnak mutatkozott egy későbbi Orbánnal folytatott tárgyalásra. Ugyanekkor Kövér László házelnök megint bírálta a svédeket és a NATO főtitkárát, véleményével őket beállítva a ratifikáció akadályának. A Fidesz-frakció ettől függetlenül továbbra is nyitott a miniszterelnöki egyeztetésre. Kristersson és Billström is reagált, miután Kövér interjúja megjelent, Billström szerint ez Kövér véleménye, ugyanakkor emlékeztetett a kormány ígéretére a ratifikáció kapcsán, Kristersson pedig úgy fogalmazott, hogy szívesen tárgyal Orbánnal, de a NATO-csatlakozásról már nincs mit beszélni. Kövér szavaira reagálva azt is tagadták, hogy sértegették volna Magyarországot. Közben a kormányközeli médiumokban olyan Kristerssont lejáratni kívánó cikkek jelentek meg, amik szerint a svéd miniszterelnök azért nem jön Magyarországra, mert „a svéd adófizetők pénzén bulizgat”.
Szintén január 25-én este adták hírül, hogy Erdoğan török elnök is jóváhagyta a ratifikációt, így hivatalosan is Magyarország maradt az utolsó NATO-tagállam, ami nem ratifikálta a svéd csatlakozást.
David Pressman amerikai nagykövet ugyancsak egy január 25-i sajtótájékoztatón bírálta a kormány késlekedését, dacára, hogy azt ígérték nem ők ratifikálnak utolsóként, ez pedig megbízhatatlan partner benyomását kelti. Pressman közölte, hogy nem értik a késlekedés okát, ezen kívül felhívta a figyelmet, hogy „Egy szövetség csak annyira erős, amennyire erősek az egymás felé tett és betartott kötelezettségvállalásaink”, hozzátéve, hogy Magyarország magára maradt, pedig ennek nem kéne így lennie. Közben Jens Stoltenberg NATO-főtitkár is jelezte, hogy „várja a ratifikálást Magyarország részéről, amint a parlament újra összeül.”
A betartatlan ígéret ellenére Szijjártó Péter külügyminiszter úgy reagált azokra az újabb ellenzéki felvetésekre, melyek szerint rendkívüli parlamenti ülés összehívását kellene kezdeményezi a svéd NATO-csatlakozás jóváhagyására, hogy erre semmi szükség: „Most már nem választ el minket hosszú időszak attól, hogy a parlament rendes ülése megkezdődjön, a jövő hónap, február végén. Ezért én nem látok okot, hogy a rendkívüli ülés eszközéhez kelljen nyúlni.”
Közben Ulf Kristersson azt is közölte február 2-án, hogy csak akkor jön Magyarországra, ha már megtörtént a ratifikáció, ezzel szemben a Fidesz a látogatástól tette függővé a jóváhagyást, mert ahogy fogalmaztak Kristersson „Törökországba is elment”. Erről Balázs Péter korábbi külügyminiszter is kifejtette véleményét, aki szerint Orbán a svéd kormányfői látogatással Kristerssont „kérő pozícióban” akarja láttatni, mint akit „megszán” a ratifikálással.
Közben a kormánytagok nem mentek el arra a február 5-ére összehívott rendkívüli parlamenti ülésre sem, amit az ellenzék a ratifikáció miatt hívott össze – amit előre jeleztek is –, így az ezúttal is határozatképtelen maradt. Az ülésen számos nagykövet is megjelent, köztük az amerikai, a holland, a norvég, a dán, a lengyel, és a szlovák is. David Pressman amerikai nagykövet a bojkottált ülés után azt mondta: „Svédország csatlakozása a NATO-hoz olyan kérdés, ami közvetlenül érinti az Egyesült Államok biztonságát és az egész szövetségünk biztonságát. A miniszterelnök azt ígérte, hogy meggyőzi, sürgeti a Parlamentet, hogy a lehetséges legkorábbi alkalommal cselekedjen. A mai nap lehetőség volt rá, hogy ezt megtegye. Mi továbbra is közelről figyeljük [az eseményeket], és azt várjuk, hogy Magyarország gyorsan cselekedjen.” Az ülésen az ellenzéki képviselők ezúttal is csak a kormányt tudták bírálni.
Február 18-án Magyarországra érkezett az Egyesült Államok republikánus és demokrata párti szenátorokból álló küldöttsége, akik azért jöttek, hogy a magyar ratifikáció késlekedésének okait megismerjék. A küldöttséget a magyar kormány részéről egyetlen személy sem fogadta, bár a szenátorok jelezték, hogy tárgyalni kívánnak. Szijjártó Péter még február 16-án közölte, hogy a küldöttségnek azért felesleges idejönnie, „hogy elmondják nekünk, hogy hogy lenne érdemes élni, meg milyen döntéseket lenne érdemes hozni”, mert a nyomásgyakorlással egy szövetséges szuverén ország esetében nem érdemes próbálkozni. Egyébként még arról beszélt, hogy „Örülünk, hogy eljönnek ide, mert saját szemükkel láthatják, hogy mindaz, amit olvashatnak a liberális amerikai médiumokban Magyarországról, szemenszedett hazugság.” Közölte, nem tud arról, hogy az amerikai szenátorok a kormányzati szektorból bárkivel is találkoznának.
2024. február 21-i keltezéssel jelent meg egy „Az idő jótékony hatása: miért üdvözli Magyarország Svédországot
a NATO-ban” című elemzés az állami tulajdonú Magyar Külügyi Intézet részéről, melyben a svéd NATO-csatlakozásról értekeznek. A Stepper Péter vezető kutató neve alatt megjelent írás amellett, hogy a késlekedés magyarázataként a korábbi hónapok kormánypárti, főleg Magyarország szuverenitásáról szóló véleményeit veszi sorra, és a svéd miniszterelnök látogatását, valamint Gripen vadászgépek vásárlását prognosztizálja úgy fogalmaz, mintha a magyar késlekedés a NATO-nak is előnyére vált volna. Ahogy írták: „Bár Magyarország álláspontját sokan a csatlakozás felesleges lassításaként értékelték, a magyar stratégia biztosította a NATO megerősödését, és saját nemzeti érdekei szempontjából is fontos eredményeket ért el.” Arról viszont nincs szó az írásban, hogy a magyar kormány többször kijelentette, hogy nem ők ratifikálnak utolsóként.
Február 23-án pénteken meg is jelent Magyarországon Ulf Kristersson svéd miniszterelnök, ahol a bejelentés szerint megállapodtak Orbánnal négy új Gripen vadászrepülő vásárlásáról a már lízingelt tizennégy gép mellé. Ezután egyértelművé vált, hogy február 26-án hétfőn ratifikálhatják a svéd NATO-tagságot.
2024. február 26-án végül majdnem két évvel a svéd kérelem benyújtása után utolsóként a magyar parlament is megszavazta a tagságot. David Pressman amerikai nagykövet ezúttal is részt vett a közgyűlésen, aki a szavazás után méltatta annak jelentőségét, amivel erősödik a NATO szövetségi rendszere, de felhívta a figyelmet a magyar–amerikai kapcsolatok jövőbeli rendezésére.

### A magyar kormány békemisszója
2024. július elején a magyar kormány nevében Orbán Viktor miniszterelnök a „béketeremtés előmozdítása érdekében” látogatást tett előbb Volodimir Zelenszkij ukrán elnöknél – először a háború kitörése óta –, majd utána rövidesen több keleti nagyhatalom elnökénél. A küldöttség élén kétoldalú megbeszéléseket folytatott a békéről Vlagyimir Putyin orosz államfővel, Hszi Csin-ping kínai államfővel, Recep Tayyip Erdoğan török államelnökkel, és részt vett a NATO 2024-es csúcstalálkozóján Washingtonban, ahol többek között Joe Biden hivatalban lévő amerikai államfővel is találkozott. A NATO találkozó zárónapján külön látogatást tett Donald Trump amerikai államelnökjelöltnél. Orbán „békemissziónak” nevezett körútja is számos bírálatot vont maga után.
2024 decemberében Orbán egy második „békemissziónak” szánt körutat is tett Ferenc pápa, Donald Trump, Vlagyimir Putyin és Recep Tayyip Erdoğan felkeresésével, illetve felhívásával, konkrét megoldásokat ez sem hozott.

## A Tu–141 drón esete

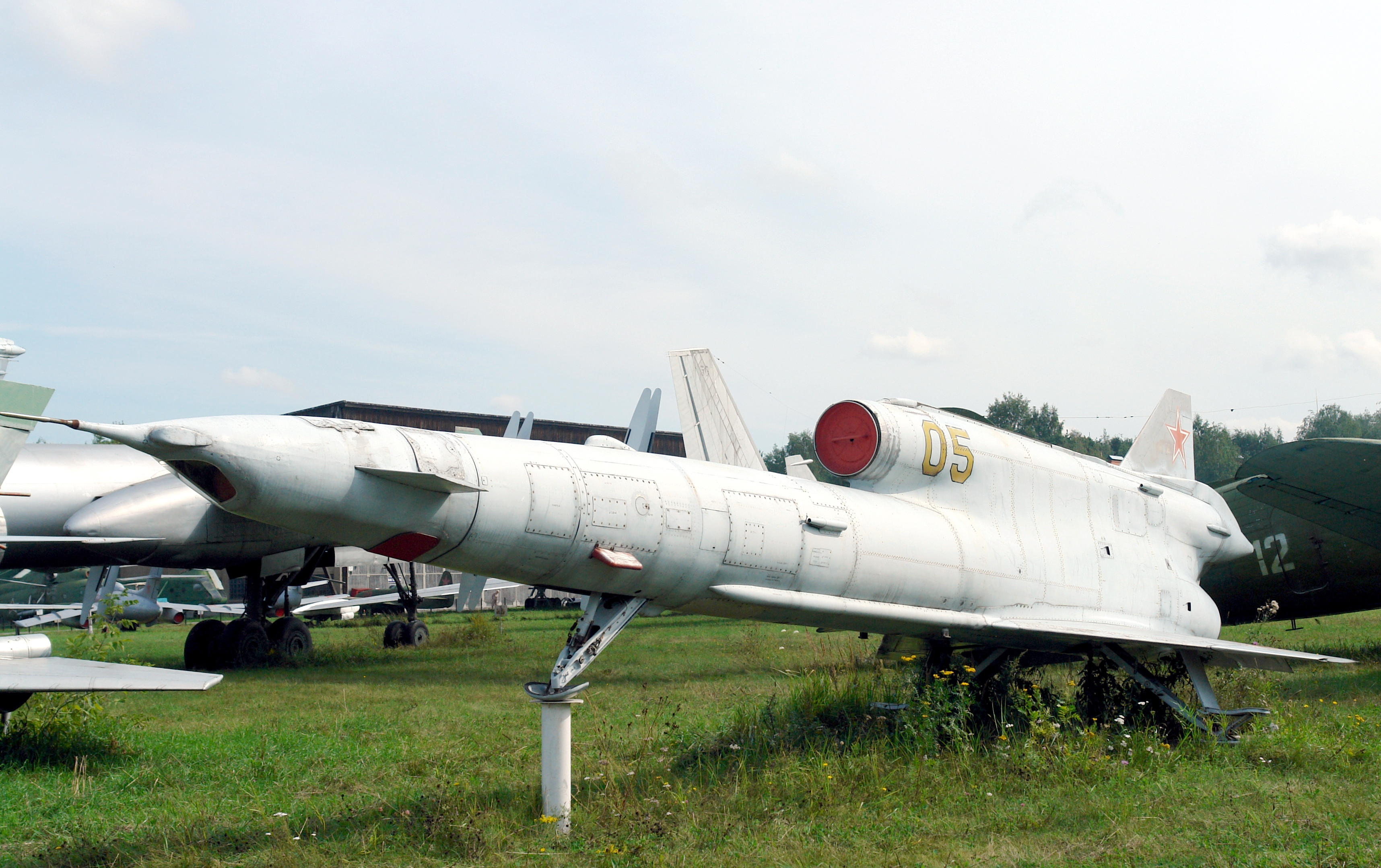
Egy Tu–141, amihez hasonló Zágrábban is lezuhant

Polémia lett egy 2022. március 10-én Magyarország légterén 40 percig engedély nélkül átrepülő Tu–141 típusú, robbanószerrel is rendelkező katonai drón miatt, ami végül Horvátország fővárosában, Zágráb egy parkos részén zuhant le. A Honvédelmi Minisztérium közlése szerint követték a drón mozgását, de később két másik légtérsértés is történt, aminek felelőseit viszont nem találták. Ugyanakkor viszont a külügy- és a honvédelmi minisztérium nem egészen ugyanazt mondta az esetről. Horvátország számon kérte Magyarországon, hogy nem figyelt eléggé a légterére, mivel a lezuhant drón ott is bárhova zuhanhatott volna, ráadásul Orbán az esetről a horvát miniszterelnöktől értesült. Az eset után diplomáciai zavar alakult ki. Rácz András biztonságpolitikai szakértő szerint ez nem támadófegyver, ami nem kizárt, hogy hibásan működött. Gyarmati István NATO-szakértő szerint a NATO azt hihette, hogy a magyarok értesítik a horvát felet a közelítő drónról, ugyanakkor a magyarok, azt hihették, hogy a NATO értesíti a már Romániában NATO légtérbe lépett drónról a horvátokat. Később a NATO országok védelmi miniszterei találkozójukon eldöntötték, hogy megerősítik a keleti tagországok védelmét. A NATO és az érintett országok nyomozást rendeltek el az ügyben, szorosan együttműködve. Hivatalos állásfoglalás egyelőre egyik fél részéről, így a NATO részéről sem született, a nyomozás tart. Ellenzéki politikusok, akik már az eset után információkat vártak a kormánytól, március 18-án a Honvédelmi Bizottságban vártak tájékoztatást a kormánytól az esetről, de azt kormányoldalról lemondták, amit a képviselők úgy értelmeztek, hogy a kormány nem képes a magyar légtér biztonságát garantálni. A kormány témával kapcsolatos kommunikációjában az szerepelt, hogy figyelték, lekövették az eszközt.
Szijjártó Péter nagyon fontosnak nevezte, hogy meg kell védeniük Magyarországot és a magyar emberek biztonságát garantálniuk kell. Továbbá, hogy Magyarország semmilyen módon nem keveredik bele a szomszédban zajló háborúba. El kell kerülni az esetleges provokációt, az ilyen eseteket higgadtan kell kezelni. Kaiser Ferenc, a Nemzeti Közszolgálati Egyetem docense felhívta rá a figyelmet, hogy amennyiben egy gép békeidőben belép a magyar légtérbe, nem lehet azonnal megsemmisíteni. Először feltételezni kell, hogy jók a szándékai, ilyenkor nem az az elsődleges reakció, hogy le kell lőni. Ugyanakkor arra is felhívta a figyelmet, hogy az ilyen eszközök ellen nehéz védekezni, nem csak Magyarországnak, hanem a legtöbb országnak nehézséget okoz, okozna. A megfelelő védelmi képesség kiépítése pedig igen költséges. Emellett ő is kifejtette: információi szerint a repülő eszközről a magyarok értesítették a NATO-t, így azt hihették, hogy a NATO szól a horvátoknak. A NATO viszont azt, hogy a magyarok szólnak. A Magyar Honvédség felkészültségét illetően korábban egyébként a NATO Katonai Bizottságának elnöke, Rob Bauer elismerően szólt magyarországi látogatása során: „A Magyar Honvédség felkészült Magyarország határainak és szuverenitásának védelmére. Jól látható, hogy Magyarország felkészültsége és ébersége erősebb, mint valaha” – fogalmazott akkor.

## Gazdasági lépések
Magyarország megvétózta az Oroszország elleni gázszolgáltatás uniós embargóját, Orbán Viktor szerint Magyarország függ az orosz gáztól és ennek kiváltására nincsenek uniós tervek.
Később viszont megint magyar vétó merült fel az olajembargó kapcsán, ezúttal azért, mert a beutazási tilalommal sújtott személyek közé bekerült Kirill moszkvai pátriárka is, aki Putyin és a háború hangsúlyos támogatója volt, miközben Orbán korábban elfogadta a pátriárka ellen hozott szankciókat. Orbán a pátriárka szankcionálását a „vallásszabadság korlátozásaként” értelmezte, ami szerinte „szent és sérthetetlen”. Az újabb vétó miatt az Unió végül visszavonta a pátriárkát érintő szankciókat. A lépés bírálatokat is vont maga után, de Oroszország ENSZ-nagykövete méltatta a magyar fél lépését. Más vélemények szerint viszont a putyini agressziót pártoló egyházfő ilyenfajta védelme rossz fényt vet Magyarországra és a magyar kormányra. Kirill később ki is tüntette Orbánt 60. születésnapja alkalmából a „Dicsőség és becsület” rend I. fokozatával.
Orbán újabb és újabb vétói az uniós politikában is felháborodást váltottak ki, amit egyszerű zsarolásnak tekintenek, emiatt az ország vétójogának elvonása is felmerült, később pedig petíció is indult a magyar vétójog elvonásáért, arra való hivatkozással, hogy Orbán csak pénzt akar az Uniótól. 44 uniós képviselő is arra próbálta rábírni Orbánt egy levélben, hogy gazdasági előnyök és személyes politikai érdekek miatt ne akadályozza az Oroszországot érintő szankciók elfogadását.
Konfliktus forrása lett, hogy az Orbán-kormány még korábban kihirdetett 480 forintos „benzinárstopjából” 2022. május 27-ével kizárta a külföldi rendszámú gépjárműveket, ami ezután csak a magyar rendszámú autókra érvényes. A kormány utóbb ugyanis a háborús helyzetre hivatkozott az intézkedés kapcsán. Az Unió részéről ezt diszkriminatív és az uniós irányvonalakkal össze nem egyeztethető lépésként értékelték, ezért felszólították a kormányt a korlátozás eltörlésére. A kormány válasza szerint „a benzinár emelkedését a háború okozza. Háborús helyzetben a kormánynak jogában áll megvédeni a magyar embereket. Ezért a kormány a benzinárstopot fenntartja”, noha ezzel újabb uniós bírósági eljárás indulhat. A hatósági benzinár következtében megszűnő külföldi import miatt a MOL egyedül nem győzte az igényeket kielégíteni, ezért december elejére rengeteg benzinkúton üzemanyaghiány állt elő. A kormány végül december 6-án 23:00 órai hatállyal megszüntette a benzinárstopot, visszatérve a piaci árakhoz. A MOL és a kormány is az uniós szankciókat nevezte felelősnek az üzemanyaghiány miatt, az EU azonban emlékeztetett, hogy Magyarország felmentést kapott az olajszankciók alól, ezért szerintük a magyar kormány nem használhatja bűnbakként az Uniót az esetleges készlethiányok miatt.
Részben a háborúval indokolta a kormány azt a 2022 május végén bejelentett úgynevezett „extraprofitadónak” nevezett intézkedéscsomagot, amivel a „nagy hasznot felhalmozó nagyvállalatok normál működésből adódó profit feletti profitját adóztatnák.” Szintén a háborúra hivatkozva lett bejelentve 2022 júliusában a „kisadózó vállalkozások tételes adójának” (KATA) jelentős visszavágása, és a kormányzat „rezsicsökkentésének” részleges visszavonása, mely intézkedések jelentős, demonstrációkkal is kísért elégedetlenséget vontak maguk után. (Ugyanekkor viszont bejelentették a miniszterek 33%-os fizetésemelését.)
Miután Orbán 2022. szeptember 26-án elmondott napirend előtti felszólalásában többek közt úgy fogalmazott: „Beszéljünk egyenesen: Európa országai ma az olajért, a földgázért és a villamos energiáért szankciós felárat fizetnek.” […] „Ha megszüntetnék a szankciókat, az [energia]árak rögtön a felére esnének vissza, és az infláció is legalább megfeleződne.”, a Lakmusz nevű portál közérdekű adatigényléssel fordult az összes olyan minisztériumhoz, amelyik illetékes lehet ezen állítások igazolásában. A megkeresett minisztériumok közül azonban egyik sem tudott a miniszterelnök állításait alátámasztó adatokat közölni.
Orbán 2023. június 2-i rádióinterjújában egyebek mellett arról beszélt, hogy „a háború energiája vitte fel az inflációt, de nem fog lejönni magától, azt le kell törni. Az infláció elleni harc nagy vállalása a kormánynak.” Hozzátette, ha megkezdődnének a béketárgyalások, akkor könnyebb lenne kezelni az inflációt, ami 1-3% is lehetne (az ekkori 24%-ról). Róna Péter közgazdászprofesszor élesen kritizálta Orbán ezirányú állítását, szerinte „a háborúra húzni az inflációt vicc, önkényes, alaptalan hazugság.”
2023. június 13-án Varga Mihály pénzügyminiszter az általa bemutatott 2024-es költségvetés kapcsán is a háborúra hivatkozott, mint aminek várható elhúzódása miatt indokolt már ekkor bemutatni a következő év „védelmi költségvetését”, amivel érzékeltetni kívánják, hogy „ahelyett, hogy a vihar elvonulására várnánk, a kormány előre felkészül”.
2023. június 16-án Orbán rádióinterjújában a magyar állampapírok vásárlására buzdított, indoklása szerint „háborús időkben azok segítenek az országon, akik a megtakarításukat állampapírban vagy kincstárjegyben tartják, és háborús időkben ilyen, a kincstár irányába ösztönző ideiglenes intézkedésekre van szükség.” Kritikus vélemények szerint az állampolgároknak nincs bizalma az állampapírok felé, mert a kiszámíthatatlan kormányzati intézkedések miatt nem látják ezen termékek biztonsági garanciáit.
2024 júliusában újabb intézkedéseket jelentettek be, ezek főleg a „külföldi háborús propaganda elleni fellépésről, ezek anyagi támogatásáról”, illetve „cégek háborús extraprofit utáni védelmi hozzájárulásáról” szóltak. Az intézkedéscsomag révén adóemelések kerültek bevezetésre. A MÚOSZ közleményében kifogást emelt az intézkedéscsomag azon részeivel szemben, amik elvben a háborús propaganda ellen, illetve a médiumok külföldi támogatásról szólnak, mivel azok véleményük szerint „a független média normális működését fenyegetik”, ezen kívül a benne szereplő passzus, mely az ilyen támogatás „visszautalásáról” szól jogállami keretek között kivitelezhetetlen. Értelmezésük szerint ezen intézkedésekkel legitimmé akarják tenni a független sajtó kormány általi potenciális vegzálását. Hozzátették, hogy a sajtó feladata a lakosság informálása, a sajtó működéséhez különböző támogatások szükségesek, az informálás pedig nem háborús propaganda. Megjegyezték, hogy miközben Orbán a béke fontosságát hangoztatja, itthon mégis a szabad sajtó ellen háborúzik.

## Tüntetések
A háború kitörése óta számos tüntetés zajlott le Magyarországon, a demonstrációk többségét Budapesten tartották. Az ukránpárti tüntetéseken számos ideérkező ukrán menekült is részt vett.
| Oldal       | Dátum       | Helyszín | Résztvevők száma      |
| ----------- | ----------- | -------- | --------------------- |
| ukrán       | 2022.02.24  | Budapest | „többezer” (Telex.hu) |
| ukrán       | 2022.02.25  | Debrecen | 100 (dehir.hu)        |
| ukrán       | 2022.04.02. | Budapest | 150 (HVG)             |
| ukrán       | 2022.04.30. | Budapest | 1000 (Telex.hu)       |
| orosz       | 2022.04.30. | Budapest | 200 (Telex.hu)        |
| orosz       | 2022.06.11  | Budapest | ismeretlen            |
| ukrán       | 2023.02.24  | Budapest | 300-400 (Magyar Hang) |
| „békepárti” | 2023.02.24  | Budapest | 2000 (PestiSrácok.hu) |

## Egyéb események
Egy dombormű is feltűnt 2023 tavaszán a Parlamenttel szemközti Batthyány téren, ami a csókolózó Putyint és Orbánt ábrázolja.
2023 áprilisában a háborús vészhelyzetre való hivatkozással változtatták meg a közmeghallgatásokra vonatkozó jogszabályokat is, mely értelmében: „A közigazgatási hatósági eljárásban közmeghallgatás az érintettek személyes megjelenése nélkül is megtartható”. Nem sokkal korábban vehemens indulatokkal bírálták helyiek személyes közmeghallgatásokon a Debrecenben és Gödön felépíteni tervezett akkumulátorgyárakat. A jövőben erre elegendő telefonos vagy e-mailes elérhetőséget fenntartani.
2023 májusában Kiadatlan diplomák címmel kiállítás érkezett Magyarországra, ami 36, a háborúban elhalálozott ukrán fiatal rövid életútját mutatja be, emlékeztetve az ukránok szellemi veszteségeikre. Az addig a világ 45 országának egyetemein bemutatott kiállítást kezdetben egyik magyar egyetem sem fogadta be, így azt először egy budaörsi kulturális egyesület mutatta be a helyi önkormányzat közbenjárásával, később viszont a Közép-európai Egyetem jelentkezett a kiállítás befogadására, amit ezután ott is bemutattak.
A kormányközeli Civil Összefogás Fórum 2023. június 16-án plakátkampányt indított, a plakátokon „háborúpártinak” mondott ellenzéki politikusokat szerepeltetve.
Egy Ukrajnából származó, a háborúban súlyosan megsebesült, egyik fülét elvesztett németjuhász is Magyarországra került, aki a Rambo nevet kapta. A kutya később a rendőrség kutyás részlegéhez került, ahol drogkeresésre képezik ki. A kutya és története nem sokkal ezután a világsajtó figyelmét is felkeltette.
2023 szeptemberétől Oroszországban olyan történelemtankönyvet adtak ki az állami iskolák tizenegyedikes diákjai számára, amelyben egyrészt megmásítva szerepelnek az 1956-os forradalom körülményei, mint amiben „fasiszta” szereplők is közreműködtek, a forradalmat pedig csak „eseményként” aposztrofálták. Hozzáteszik, hogy hiba volt Magyarországról 1989 után kivonulnia a szovjet hadseregnek. Másrészt szóba kerül benne a szovjet idők rehabilitálása, Putyin regnálása és a háború is, amiket saját értelmezésben pozitív színben igyekeznek bemutatni. Számos kritika után az orosz nagykövetség részéről egy magyarázkodó hangvételű bejegyzés is született, mely a tankönyv ilyen értelmezését spekulatívnak titulálta, idővel azonban bebizonyosodott, hogy a tankönyv szövege megfelel a leírtaknak. Az 1956-os események mellett többször is hitet tevő Orbán-kormány és hozzá közeli intézmények, illetve képviselőik részéről kezdetben semmilyen reakció nem volt tapasztalható az esetre, később Menczer Tamás külügyi államtitkár, majd Szijjártó Péter külügyminiszter is azt nyilatkozták, hogy az 1956-os forradalom, ahol a magyar emberek fellázadtak a kommunista diktatúrával szemben nem vitakérdés; minden forradalmár hős, ezért minden ellenkező véleményt hamisnak tekintenek és visszautasítanak, ugyanakkor Szijjártó arra való hivatkozással, hogy „ez nem vitakérdés” még csak be sem akarta kéretni az orosz nagykövetet. Demeter Szilárd, a Petőfi Irodalmi Múzeum igazgatója szintén sérelmesnek nevezte a tankönyv állításait.
2024 június végén egyedül Magyarország nem járult hozzá ahhoz, hogy az EU közösen ítélje el Oroszországot 81 európai médium oroszországi betiltása miatt. A magyar külügy indoklása szerint „az unió is kitiltott korábban három orosz médiumot, ez pedig szerintük ellentétes a médiaszabadság európai értékeivel.”